# Liste de livres censurés en France
 (octobre 2010).
Si vous disposez d'ouvrages ou d'articles de référence ou si vous connaissez des sites web de qualité traitant du thème abordé ici, merci de compléter l'article en donnant les références utiles à sa vérifiabilité et en les liant à la section « Notes et références ».
 (octobre 2010).
La censure est la limitation arbitraire ou doctrinale de la liberté d'expression de chacun. Elle passe par l'examen du détenteur d'un pouvoir (étatique, religieux ou économique par exemple) sur des livres, journaux, bulletins d'informations, pièces de théâtre et films, etc., et ce avant d'en permettre la diffusion au public. Elle peut être légale (interdiction) ou non (lobbys, trust, boycott, refus de vente, etc.).
L'interdiction est donc à distinguer de la censure puisqu'elle peut, en théorie, être plus facilement combattue devant un tribunal.

## Principe de l'interdiction

### Interdiction des livres
Alors que la Constitution française garantit la pluralité des opinions pour les citoyens (article 4), le fondement de l'interdiction est « le risque de trouble à l'ordre public ».
En France, les contentieux sont portés devant les juridictions pénales, civiles ou administratives, lorsque les parties sont représentées en France. Il arrive alors bien souvent que les décisions ne prévoient aucune interdiction mais que des amendes, dommages-intérêts et autres astreintes dissuadent les éditeurs de continuer effectivement la commercialisation d'un titre attaqué. Il y a bien censure mais non interdiction.
Par le décret-loi du 6 mai 1939, modifiant l'article 14 de la loi du 29 juillet 1881 sur la liberté de la presse et Jusqu'en 2004, le ministre de l'Intérieur avait le pouvoir d'interdire la vente et l'importation de publications d'origine étrangère ne pouvant faire l'objet d'aucune poursuite sur le territoire national. Cette disposition a depuis été définitivement abrogée, annulant du même coup les arrêtés ayant interdit quelque 1 750 ouvrages étrangers durant cette période.
A contrario, selon la loi du 16 juillet 1949 sur les publications destinées à la jeunesse, le ministre de l'Intérieur est habilité à interdire :
- de proposer, de donner ou de vendre à des mineurs de dix-huit ans les publications de toute nature présentant un danger pour la jeunesse en raison de leur caractère licencieux ou pornographique, ou de la place faite au crime ou à la violence, à la discrimination ou à la haine raciale, à l'incitation, à l'usage, à la détention ou au trafic de stupéfiants ;
- d'exposer ces publications à la vue du public en quelque lieu que ce soit, et notamment à l'extérieur ou à l'intérieur des magasins ou des kiosques, et de faire pour elles de la publicité par la voie d'affiches ;
- d'effectuer, en faveur de ces publications, de la publicité au moyen de prospectus, d'annonces ou insertions publiées dans la presse, de lettres-circulaires adressées aux acquéreurs éventuels ou d'émissions radiodiffusées ou télévisées.

L'importation pour la vente ou la distribution gratuite en France des publications destinées à la jeunesse ne répondant pas aux prescriptions de cette loi est prohibée à titre absolu.
Entre 4 500 et 5 000 publications ont ainsi vu leur diffusion fortement limitée, depuis 1949. Quelques-uns de ces décrets ont depuis été modifiés ou abrogés.

### Contestations contentieuses de l'article 14 ou des interdictions
Au terme d'une procédure engagée en 1988 par l'association basque Ekin (en avant), représentée par Me Didier Rouget, la Cour européenne des droits de l'homme a condamné la République française. La CEDH allait ainsi plus loin que le Conseil d'État qui dans son avis  no 151064 en date du 9 juillet 1997, avait déjà rompu avec la jurisprudence Maspero.
La CEDH ne pouvant se substituer aux juridictions internes compétentes, sa décision  no 39288/98, devenue définitive le 17 octobre 2001 a été exéquaturée en droit français. Le décret-loi du 6 mai 1939 (article 14 de la loi du 29 juillet 1881 sur la « liberté de la presse ») qui permettait sous peine de prison et d'amende, au ministre de l'Intérieur d'interdire autoritairement la vente d'un ouvrage d'origine étrangère a été abrogé.
La mise en conformité de la Loi sur la liberté de la presse du 29 juillet 1881 avec les articles 10 & 14 de la Convention européenne des droits de l'homme a donc entraîné mécaniquement l'annulation de l'ensemble des arrêtés pris en vertu de l'article abrogé. C'est ce qu'a confirmé la Cour administrative d'appel de Paris le 22 janvier 2002.
Le 7 février 2003, le Conseil d'État réaffirme cette annulation, allant même jusqu'à constater que le décret n'a jamais été ratifié :

« Considérant que l'autorité compétente, saisie d'une demande tendant à l'abrogation d'un règlement illégal, est tenue d'y déférer ;
[...]
Considérant que le décret [...] qui a accordé des pouvoirs spéciaux au gouvernement, n'a pas fait l'objet d'une ratification législative ;
En conséquence, [...] condamne l'État [...] et ordonne au Premier ministre d'abroger le décret-loi du 6 mai 1939 [...] dont l'illégalité a été constatée. »

Le 4 octobre 2004, le Premier ministre Jean-Pierre Raffarin signe le décret d'abrogation du décret-loi du 6 mai 1939, ce qui aurait dû faire renaître l'article 14 préexistant.
À la suite de l'avis no 380.902 du Conseil d'État rendu le 10 janvier 2008, c'est l'article 14 dans sa totalité qui est définitivement abrogé.

#### Sources détaillées
- CE, 2 novembre 1973, Librairie Maspero, no 82590: le juge exerce un contrôle de l'erreur manifeste d'appréciation sur les arrêtés d'interdiction[13].
- CE, 9 juillet 1997, no 151064 : le pouvoir exercé par le ministre étant restreint par le respect dû à la liberté de la presse, et son exercice étant contrôlé par le juge, il ne méconnaît pas les articles 10 et 14 de la Convention européenne des droits de l'homme[5].
- CEDH, 17 juillet 2001, Association Ekin c. France, requête no 39288/98]: violation de l'article 10 de la Convention européenne des droits de l'homme en raison d'une interdiction prononcée sur le fondement de cet article; plus généralement, la Cour est d'avis que « si la situation très particulière régnant en 1939, à la veille de la Seconde Guerre mondiale, pouvait justifier un contrôle renforcé des publications étrangères, il apparaît difficilement soutenable qu’un tel régime discriminatoire à l’encontre de ce type de publications soit toujours en vigueur[6]. »
- Cour administrative d'appel de Paris, 22 janvier 2002, Reynouard et Fondation européenne pour le libre examen historique, n° 98PA04225 : annulation d'un arrêté d'interdiction, les dispositions de l'article 14 n'étant plus nécessaires au sens de l'article 10 de la Convention européenne des droits de l'homme[8].
- CE, 7 février 2003, no 243634, GISTI: le Conseil d'État annule le refus implicite du Premier ministre d'abroger le décret-loi du 6 mai 1939 et lui enjoint de l'abroger[14],[15].
- CE, 12 janvier 2005, no 261736], GISTI: non-lieu à statuer sur la demande du GISTI de prononcer une astreinte pour assurer l'exécution de l'arrêt du 7 février 2003, le décret de 2004 ayant abrogé le décret-loi de 1939, rendant la requête sans objet[16].

## Élaboration de la législation censoriale: chronologie sommaire

### Ancien régime
- Mars 1521, mandement royal. – La publication des livres de théologie est soumise à l’examen préalable de l’université de Paris.
- Mars 1535 : Après avoir interdit toute nouvelle impression à la suite de l’affaire des Placards, le roi impose une limitation du nombre d’imprimeurs.
- Décembre 1537 : édit de Montpellier. – Institution du dépôt légal des livres à la bibliothèque du roi.
- Mars 1538 , lettres patentes. – Aucun livre nouveau traitant de religion ne peut être imprimé sans permission du roi ou de sa justice.
- 1er juillet 1542, arrêt du parlement de Paris. – Les livres protestants doivent être remis aux autorités. – Les libraires jurés de l’université de Paris doivent inspecter les nouveaux livres (avec la faculté de théologie).
- 11 décembre 1547, déclaration. – Obligation de faire figurer en première page les noms de l’auteur et de l’imprimeur, ainsi que le lieu d’impression. – Peine de mort prévue contre ceux qui auraient publié un livre concernant la Sainte Écriture sans l’approbation préalable de la Sorbonne.
- 27 juin 1551 : Édit de Châteaubriant. – Codifie la législation répressive antérieure. – Réaffirme le rôle de la faculté de théologie.
- Février 1566 : ordonnance de Moulins, art. 78. – Les livres nouveaux ne peuvent être publiés qu’après avoir reçu un privilège royal scellé du grand sceau, à l’exclusion de toute permission ou privilège délivré par une autre instance que la Grande Chancellerie.
- Mai 1571 : édit de Gaillon, art. 23 (qui ne concerne que Paris et Lyon). – Deux imprimeurs élus et deux libraires jurés doivent empêcher l’impression des livres diffamatoires ou hérétiques.
- 1623-1624 : Première tentative d’instituer quatre censeurs théologiens rattachés directement à la Grande Chancellerie.
- 15 janvier 1629 : édit dit code Michau, art. 52. – Les censeurs royaux nommés par le chancelier pour l’examen de tout livre nouveau avant octroi du privilège.
- 1635 : L'Académie française est conçue comme un corps de censeurs et codificateurs de la langue française.
- Décembre 1649, édit. – « Nouveaux statuts et règlements pour le fait de l’imprimerie », renforcement du contrôle sur la librairie.
- 1667 (15 mars), édit. – Création de la charge de lieutenant général de police de Paris.
- 1699 (septembre). – Direction de la librairie confiée à l’abbé Jean-Paul Bignon, neveu du chancelier Pontchartrain qui recrute une cinquantaine de censeurs royaux parmi les académiciens, les universitaires et les collaborateurs du Journal des sçavans.
- 1701 (octobre), arrêt du Conseil d’État du roi. – Le régime des privilèges et permissions du grand sceau est étendu à l’ensemble de la production imprimée, réimpressions comprises ; disparition de facto du domaine public.
- 1709. – Instauration de la permission tacite.
- 1723 (28 février), arrêt du Conseil d’État du roi. – Règlement pour la librairie et l’imprimerie de Paris, étendu en mars 1744 à l’ensemble du royaume.
- 1757 (16 avril), déclaration royale. – Les auteurs ou imprimeurs d’ouvrages contre la religion ou l’autorité royale sont passibles de la peine capitale.
- 1777 (30 août), arrêts du Conseil d’État. – Rétablissement du domaine public ; suppression des continuations de privilèges.

### Révolution française
- 1789 (26 août), Déclaration des droits de l’homme et du citoyen, art. 11. – Abolition de la censure préalable.
- 1790 (10 août), décret. – Suppression de la Direction de la librairie, avec date d’effet au 1er janvier 1791.
- 1791 (11 janvier), loi. – Suppression du contrôle préventif au théâtre.
- 1791 (19-22 juillet), décret. – L’exposition ou vente d’images obscènes est un délit d’outrage aux bonnes mœurs.
- 1793 (29 mars), décret. – La Convention rétablit la censure répressive ; peine de mort pour « quiconque aura composé ou imprimé des écrits qui proposent le rétablissement de la royauté en France ou la dissolution de la Convention ». Ce décret reste valable malgré la Constitution de juin 1793 qui proclame la liberté de la presse.
- 1795 (1er mai), loi qui atténue celle du 29 mars 1793.

### Consulat / Premier Empire
- 1800 (17 janvier). – Premier décret sur la presse.
- 1803 (été). – Dépôt préalable de deux exemplaires à la préfecture de police.
- 1806 (8 juin), décret, art. 14. – Institution pour le théâtre de la commission des censeurs.
- 1810 (5 février), décret sur la librairie et l’imprimerie. – Les imprimeurs doivent déclarer les ouvrages qu’ils comptent imprimer. – Réduction du nombre d’imprimeurs, munis de brevets révocables. – Institution de censeurs impériaux.
- 1810 (3 août), décret. – Un seul journal politique autorisé par département.
- 1811 (4 février), décret. – Quatre journaux politiques autorisés à Paris.

### Première Restauration
- 1814 (4 juin), Charte constitutionnelle, art. 8. – Abolition de la censure préalable.
- 1814 (21 octobre), loi relative à la liberté de la presse, art. 2. – Reconduction du brevet révocable et du serment pour les imprimeurs et les libraires. – Autorisation préalable du roi pour les écrits de plus de 20 feuilles.
- 1814 (24 octobre), ordonnance. – Nomination de censeurs royaux.

### Cent-Jours
- 1815 (24 mars), décret. – Suppression de la censure des livres.

### Seconde Restauration
- 1815 (20 juillet), ordonnance. – Confirmation de cette suppression.
- 1819 (17-26 mai), lois. – L’autorisation est abrogée. – L’outrage à la morale publique et religieuse ou aux bonnes mœurs est défini comme crime et délit. – La compétence est attribuée aux cours d’assise.
- 1820 (31 mars), loi. – Rétablissement de la censure préventive.
- 1822 (17-18 mars), loi. – Définition des nouveaux délits de presse. – La censure préventive est supprimée.
- 1830 (25 juillet), ordonnance. – La liberté de la presse est suspendue.

### Monarchie de Juillet
- 1830 (14 août), Charte constitutionnelle, art. 7. – Abolition de la censure préalable des livres. – Liberté de la presse.
- 1830 (8 octobre), loi. – Les délits commis par voie de presse et du livre sont jugés aux assises.
- 1835 (9 septembre), loi. – Censure répressive sur les dessins, gravures, le livre, la presse et le théâtre.
- 1844. – Interdiction de faire allusion à la religion (au théâtre).

### Gouvernement provisoire de 1848
- 1848 (6 mars), décret. – La censure est supprimée (la loi du 9 septembre 1835 est abrogée).

### Deuxième République
- 1849 (28 janvier). – Rétablissement de la censure préventive au théâtre.
- 1849 (27 juillet), loi. – Obligation de déposer préalablement les libelles politiques. – Mesures contre le colportage.
- 1850 (30 juillet), loi. – Rétablissement de la censure.
- 1852 (17 février), décret. – Contrôle de la presse et du livre par les brevets d’imprimeurs.

### Second Empire
- 1852 (30 décembre). – Rétablissement de la censure dramatique.
- 1864 (6 janvier), décret. – Fin du régime des « privilèges » pour les directeurs de théâtre.

### Gouvernement de la Défense nationale
- 1870 (4 septembre), décret. – Fin de la censure préventive. – Amnistie pour tous les délits de presse postérieurs au 2 décembre 1852.
- 1870 (10 septembre), décret. – Liberté de l’imprimerie et de la librairie.
- 1870 (30 septembre), décret. – Suppression de la censure au théâtre.
- 1870 (27 octobre), décret. – Les délits de presse sont jugés aux assises.

### Assemblée nationale de 1871
- 1871 (18 mars), décret. – Rétablissement de la censure.

### Troisième République
- 1875 (29 décembre), loi. – Certains délits de presse sont jugés par les tribunaux correctionnels et non aux assises.
- 1881 (29 juillet), loi sur la liberté de la presse et du livre. – Elle abolit celle de 1819, mais maintient le délit d’outrage aux bonnes mœurs.
- 1898 (16 mars), loi. – La défense de la vie privée des familles est confiée au tribunal correctionnel et non aux assises.
- 1906. – Fin de la censure théâtrale.
- 1914 (4 août). – La liberté de la presse est suspendue.
- 1914-1919. – Rétablissement de la censure des livres, qui dépend de celle des périodiques.
- 1939 (29 juillet), décret-loi sur la protection de la famille. – L’outrage aux bonnes mœurs est correctionnalisé, le livre perd son statut privilégié de support d’œuvre créatrice.
- 1939 (27 août), décret. – Rétablissement du contrôle préventif des imprimés, dessins ou écrits de toute nature (maintenu en zone sud après le 14 juin 1940).

### État français / Occupation allemande
- 1940. – Censure de l’édition en zone occupée par deux administrations allemandes (Propaganda-Abteilung et ambassade d’Allemagne). – Service des livres et des spectacles en zone Sud.
- 1940 (été). Liste « Bernhard » – Rédigée à Berlin et diffusée en France, elle interdisait la publication de 143 livres « politiques ».
- 1940 (28 septembre). Liste "Otto" – Convention sur la censure des livres.

Comportant 1060 titres, et composée au départ d'ouvrages français et allemands, la liste fut complétée :
- 1940 (9 décembre). – Circulaire allemande sur les livres interdits en bibliothèque.
- 1942 (8 juillet). – Seconde liste Otto.
- 1943 (10 mai). – Troisième liste Otto.

### Gouvernement provisoire de la République française
- 1944 (4 septembre). – Première « liste noire » du Comité national des écrivains.
- 1944 (30 septembre). Ordonnance relative à la presse périodique – Elle interdit tous les titres nés, ou ayant continué de paraître après le 25 juin 1940.
- 1945 (janvier). – Première liste d'ouvrages « à retirer de la vente ».
- 1945 (mars). – Seconde liste d'ouvrages « à retirer de la vente ».
- 1945 (juin). – Troisième liste d'ouvrages « à retirer de la vente ».

### Quatrième République
- 1949 (16 juillet), loi relative aux publications destinées à la jeunesse. – Interdiction de présenter « sous un jour favorable le banditisme, le mensonge, le vol, la paresse, la lâcheté, la haine, la débauche ou tous les actes qualifiés crimes ou délits de nature à démoraliser l’enfance et la jeunesse ». – Le ministre de l’Intérieur peut agir sans délai par l’intermédiaire de la Brigade mondaine. Cette loi a permis de censurer de-facto, par une simple notification aux distributeurs sans publication au JO (on ne les trouvera donc pas ci-dessous), un certain nombre de publications non destinées à la jeunesse (comme Hara-Kiri Hebdo, Histoire d'O...).
- 1955 (3 avril), loi. – Sur le contrôle de la presse, des publications, de la radio, du cinéma et du théâtre.

### Cinquième République
- 1958 (23 décembre) ordonnance. – Interdiction de proposer aux mineurs de 18 ans des publications de toute nature « à caractère licencieux, pornographique ou criminogène ».
- 1972 (1er juillet), loi sanctionnant la provocation à la discrimination, à la haine ou à la violence à l’égard d’une personne ou d’un groupe de personnes à raison de leur origine ou appartenance à une religion déterminée.
- 1987 (31 décembre), loi sanctionnant l’apologie des crimes de guerre.
- 1990 (13 juillet), loi sanctionnant la négation des crimes contre l’humanité (loi Gayssot).
- 1993 (14 mai), circulaire concernant le minitel.

## Livres ayant fait l'objet de censure, interdiction, condamnation ou limitation de diffusion

### Sous l'État français et Occupation allemande

#### La liste Bernhard
Au moyen de cette première liste préparée par la Propaganda Abteilung et répertoriant 143 ouvrages, un peu plus de 20 000 livres furent confisqués lors d'un raid effectué dans les librairies de Paris à partir du 27 août 1940 . La liste Bernhard comportait principalement des titres d'auteurs allemands antinazis, comme Thomas et Heinrich Mann, mais aussi des titres d'auteurs français jugés anti-allemands, comme Aragon et Malraux. Elle fut englobée fin septembre 1940 dans la liste Otto (cf. infra).

#### Les listes Otto
Un document de 12 pages, publié le 28 septembre 1940 et intitulé  Ouvrages retirés de la vente par les éditeurs ou interdits par les autorités allemandes, recense les livres interdits durant l'occupation allemande. Ainsi nommée en référence à l'ambassadeur du Reich en France, Otto Abetz, elle fut rédigée par Henri Filipacchi, chef du service des librairies de Hachette, et établie en collaboration avec le Syndicat des éditeurs français et les maisons d'édition.
Comportant 1 060 titres, et composée au départ d'ouvrages français et allemands, la liste est complétée :
- en juin 1941, par des ouvrages marxistes (l'opération Barbarossa débute au même moment) ;
- en juillet 1941, par des ouvrages de langue anglaise.

Son application dans la zone occupée est suivie, quelques mois après, de celle dans la zone libre, à l'initiative du régime de Vichy.
Une deuxième version de la liste Otto est publiée le 8 juillet 1942, contenant 1 170 ouvrages, classés par éditeurs. Une troisième liste, rajoutant en annexe 739 autres publications, est publiée le 10 mai 1943.

### Sous le Gouvernement provisoire de la République française

#### Livres interdits en France à la Libération
Le Comité national des écrivains, créé en 1941 et émanation du Front national des écrivains, édicte des listes d’« écrivains indésirables ». Les membres du CNE s’engagent à ne pas travailler avec les éditeurs qui emploieraient des écrivains ayant aidé moralement ou matériellement l’Occupation. L’ostracisme est prononcé sur la base des idées. C’est une épuration idéologique, les faits jugés sont surtout des faits politiques.
Une première « liste noire » est dressée le 4 septembre 1944 par le Comité national des écrivains, et l'ordonnance du 30 septembre 1944 relative à la presse interdit tous les titres de presse nés, ou ayant continué de paraître après le 25 juin 1940. Une liste d'ouvrages « à retirer de la vente » sera ensuite diffusée en janvier 1945 par le CMI (Contrôle militaire de l'information), une autre en mars 1945 et une encore en juin 1945. Dans les faits, le CMI a diligenté l'Office professionnel des industries, arts et commerces du Livre qui a nommé une commission d'épuration en octobre 1944, sous la direction de Maximilien Vox. Cette commission a fait diffuser les trois listes d'ouvrages auprès des librairies. Cet office, qui est dissous le 30 septembre 1946, n'avait aucune autorité légale.
L’épuration spécifique des intellectuels au niveau professionnel est régie par l'ordonnance  no 45-1089 en date du  30 mai 1945 créant deux comités qui se partagent la tâche :
- le comité national d’épuration des gens de lettres, auteurs et compositeurs ;
- le comité national d’épuration des artistes peintres, dessinateurs, sculpteurs et graveurs.

Les comités prononcent des peines professionnelles : interdiction de jouer, d’éditer, de « prononcer des conférences et des causeries » (article 3), d’exposer, de vendre (article 4), de percevoir des droits d’auteur et de reproduction. Les revenus (droits d’auteur et de reproduction) des condamnés sont versés à des œuvres. Les sanctions ne peuvent excéder une durée de deux ans.

### Publications ayant été interdites en application de l'article 14 (abrogé)

#### Sous la Quatrième République (présidence deVincent Auriol)

##### parJules Moch(gouvernement Henri Queuille - 1948-1949)
- Europe-Amérique (revue belge) : l'arrêté ne semble pas avoir été publié au JO ; autorisée le 21 mars 1953.

##### parHenri Queuille(gouvernement Georges Bidault - 1950-1950)
- Temps nouveaux (revue hebdomadaire soviétique) : JO du 14 mars 1950, p. 2827 ; autorisée le 16 février 1967, JO du 19 mars, p. 2657.
- Henry Miller,  Sexus : JO du 15 mars 1950, p. 2907 ; autorisé le 6 novembre 1968, JO du 19 nov., p. 10780.
- Léon Degrelle, La Cohue de 1940 : JO du 3 juin 1950, p. 5983.
- L'Unità (La Lutte : journal italien) : JO du 29 juin 1950, p. 6905 ; autorisé le 9 mars 1966, JO du 10 mars 1966, p. 1990.

##### parHenri Queuille(Gouvernement René Pleven - 1950-1951)
- Lluita ; (journal espagnol) ; [JO du 30 août 1950, p. 9322]
- Nuestra Bandera ; (revue mensuelle espagnole) ; [JO du 1er septembre 1950, p. 9415]
- Cultura y Democratia ; (revue mensuelle espagnole) ; [JO du 1er septembre 1950, p. 9415]
- Mundo obrero ; (organe du Parti communiste espagnol) ; [JO du 9 septembre 1950, p. 9692]
- Kalendarz Uczniowski Na Rok 1949-1950 ; (L'Almanach de l'Élève : calendrier polonais) ; [JO du 17 oct. 1950, p. 10733]
- Mujeres antifascistas españoles ; (bulletin espagnol) ; [JO du 19 oct. 1950, p. 10791]
- Euskadi-Roja ; (organe du Parti communiste d'Euskadi) ; [JO du 31 oct. 1950, p. 11180]
- El Obrero Español ; (organe de l'Union générale des travailleurs espagnols en France) ; [JO du 31 oct. 1950, p. 11180]
- Juventud ; (organe des jeunesses socialistes unifiées espagnoles) ; [JO du 31 oct. 1950, p. 11180]
- Solidaridad Española ; (journal en langue espagnole) ; [JO du 31 oct. 1950, p. 11180]
- Armenia ; (revue) ; [JO du 3 décembre 1950, p. 12264]
- Houa Kiao Che Pao ; (journal en langue chinoise) ; [JO du 30 décembre 1950, p. 13355]
- La Femme soviétique ; (publication soviétique) ; [JO du 2 janvier 1951, p. 67] ; (Interdiction levée le 3 août 1955 [JO du 17 août 1955, p. 8212] mais maintenue pour les éditions en langue française ; autorisée le 16 février 1967 [JO du 19 mars, p. 2657]))
- L'Union soviétique ; (publication soviétique) ; [JO du 2 janvier 1951, p. 67] ; (Interdiction levée le 3 août 1955 [JO du 17 août 1955, p. 8212] mais maintenue pour les éditions en langue française ; autorisée le 10 juillet 1969 [JO du 27 juil., p. 7525])
- La Littérature soviétique ; (publication soviétique) ; [JO du 2 janvier 1951, p. 67] ; (Interdiction levée le 3 août 1955 [JO du 17 août 1955, p. 8212] mais maintenue pour les éditions en langue française)
- Ogoniok ; (publication soviétique) ; [JO du 2 janvier 1951, p. 67] ; (Interdiction levée le 3 août 1955 [JO du 17 août 1955, p. 8212])
- Le Crocodile ; (publication soviétique) ; [JO du 2 janvier 1951, p. 67] ; (Interdiction levée le 3 août 1955 [JO du 17 août 1955, p. 8212])
- Pour une paix durable, pour une démocratie populaire ; (hebdomadaire publié à Bucarest) ; [JO du 11 janvier 1951, p. 424]

##### parHenri Queuille(gouvernement Henri Queuille - 1951-1951)
- Revista mundial partidarios de la paz ; (journal en langue espagnole) ; [JO du 6 mars 1951, p. 2345]
- La Gazette roumaine ; [JO du 6 mars 1951, p. 2345]
- Franciaorszagi Magyar Dolgozo ; (Le Travailleur hongrois en France : journal en hongrois) ; [JO du 21 mars 1951, p. 2891]
- La Roumanie nouvelle ; (revue bimensuelle éditée à Bucarest) ; [JO du 7 avril 1951, p. 3476]
- L'Operaio italiano ; (journal en langue italienne) ; [JO du 15 avril 1951, p. 3708]
- Azat Khosk ; (Parole libre : journal en langue arménienne) ; [JO du 14 juillet 1951, p. 7584]

##### parCharles Brune(gouvernement René Pleven - 1951-1952)
- Jugoslovenski Vesnik ; (Le Messager yougoslave : journal) ; [JO du 5 oct. 1951, p. 10140]
- Mary Yeates, La Discrimination raciale ; (éditée par la revue Le Mouvement syndical mondial) ; [JO du 6 oct. 1951, p. 10174]
- Leraper ; (journal arménien publié aux États-Unis) ; [JO du 21 novembre 1951, p. 11545]
- Erevan ; (journal arménien publié en Bulgarie) ; [JO du 21 novembre 1951, p. 11545]
- Nor Kiansk ; (journal arménien publié en Roumanie) ; [JO du 21 novembre 1951, p. 11545]
- Nor Serount ; (journal arménien publié en Syrie ; [JO du 21 novembre 1951, p. 11545]
- Paese Sera ; (journal italien) ; [JO du 23 novembre 1951, p. 11604] ; (autorisé le 1er
- L'Italiano in Francia ; (publication en langue italienne) ; [JO du 4 janvier 1952, p. 192]
- Deutsche Saar Zeitung ; (revue allemande) ; [JO du 9 janvier 1952, p. 710]
- Honfïtars ; (revue en langue hongroise) ; [JO du 17 janvier 1952, p. 710]

##### parCharles Brune(gouvernement Antoine Pinay - 1952-1952)
- Vie nuove ; (Voies nouvelles : revue italienne) ; [JO du 13 mars 1952, p. 2936] ; (autorisée le 30 déc; 1966 [JO DU 7 janvier 1967, p. 365])
- Chemarea ; (L'Appel : publication en langue roumaine) ; [JO du 15 mai 1952, p. 4895]
- Der Stern ; (revue allemande) ; [JO du 26 mai 1952, p. 5325] ; (autorisée le 21 oct. 1953 [JO du 30 oct., p. 9749])
- Ruta ; (hebdomadaire en langue espagnole) ; [JO du 14 juin 1952, p. 5947]
- New Diplomat ; (journal anglais) ; [JO du 17 juin 1952, p. 6052]
- Das grüne Blatt ; (hebdomadaire allemand) ; [JO du 26 juillet 1952, p. 7582] ; (autorisé le 13 septembre 1956 [JO du 19 septembre 1956, p. 8831])
- Szabad-Nep ; (journal hongrois) ; [JO du 9 août 1952, p. 8014] ; (autorisé le 29 mars 1955 [JO du 7 avril 1955, p. 3482])
- Indépendance ; (journal grec) ; [JO du 17 août 1952, p. 8235]
- Gazeta Polska ; (journal polonais) ; [JO du 23 novembre 1952, p. 10883]
- Polska I Swiat ; (journal polonais) ; [JO du 23 novembre 1952, p. 10883]
- Jeunesse qui lutte ; (périodique bilingue) ; [JO du 26 novembre 1952, p. 10954]
- Les Enfants du monde nous appellent ; (brochure) ; [JO du 13 décembre 1952, p. 11480]
- Die illustrierte Woche ; (hebdomadaire allemand) ; [JO du 16 décembre 1952, p. 11562]
- La Tour de garde ; (périodique suisse) ; [JO du 27 décembre 1952, p. 12024[22]] ; (autorisé le 26 nov; 1974 [JO du 1er déc;, p. 11996[23]])

##### parCharles Brune(gouvernement René Mayer - 1953-1953)
- Prawo Ludu ; (Le Droit du peuple : publications en langue polonaise) ; [JO du 30 janvier 1953, p. 872]
- Francia-Italia ; (publications en langue italienne) ; [JO du 30 janvier 1953, p. 872]
- Loussartzag Parisi ; (Le Protecteur de Paris : journal arménien) ; [JO du 13 février 1953, p. 1459]
- Ruta ; (hebdomadaire en langue espagnole) ; [JO du 19 février 1953, p. 1656]
- Les Prisonniers de guerre au Viet-Nam libre ; (brochure) ; [JO du 27 mars 1953, p. 2926]
- Kurier Polski ; (Le Courrier polonais : revue en langue polonaise) ; [JO du 31 mars 1953, p. 3007]
- Glos Polaka We Francji ; (La Voix du Polonais en France : revue en langue polonaise) ; [JO du 6 mai 1953, p. 4123]
- Freie Saarpresse ; (revue en langue allemande) ; [JO du 5 juin 1953, p. 5037]
- Aissor Abaka ; (Ce Jour – L'Avenir : revue en arménien) ; [JO du 6 juin 1953, p. 5070]
- Informator Polski ; (L'Informateur polonais : revue en langue polonaise) ; [JO du 11 juin 1953, p. 5199]
- Tygodnik ilustrowany Polaka we Francji ; (L'Hebdomadaire illustré du Polonais en France : revue en langue polonaise) ; [JO du 11 juin 1953, p. 5199]

#### Sous la Quatrième République (présidence deRené Coty)

##### parLéon Martinaud-Deplat(gouvernement Joseph Laniel - 1953-1954)
- Wychodzstwo Polskie ; (L'Immigration polonaise : revue en langue polonaise) ; [JO du 10 septembre 1953, p. 7998]
- Juventud de España ; (revue en langue espagnole) ; [JO du 17 oct. 1953, p. 9245]
- Echa Polskie ; (Les Échos polonais : revue en langue polonaise) ; [JO du 7 novembre 1953, p. 10049]
- Nowiny Polskie ; (Les Nouvelles polonaises : revue en langue polonaise) ; [JO du 31 janvier 1954, p. 110l]
- The Stripteaser ; (revue en langue anglaise) ; [JO du 4 février 1954, p. 1191]
- Paris-Teaser ; (revue en langue anglaise) ; [JO du 27 février 1954, p. 1949]
- Joven Patriota ; (revue en langue espagnole) ; [JO du 10 mars 1954, p. 2353]
- La Môme double Shot ; (tous les volumes de la collection) ; [JO du 13 mars 1954, p. 2444]
- España y la Paz ; (publication en langue espagnole) ; [JO du 3 avril 1954, p. 3187]
- Przeglad Polski we Francji ; (journal en langue polonaise) ; [JO du 21 avril 1954, p. 3832]
- Życie Wychodźcze ; (La Vie de l'immigration : revue en langue polonaise) ; [JO du 10 juin 1954, p. 5348]
- Swiat w Ilustracjach ; (Le Monde illustré : revue en langue polonaise) ; [JO du 10 juin 1954, p. 5348]
- The New Paris Teaser ; (revue en langue anglaise) ; [JO du 10 juin 1954, p. 5348]
- Mujeres ; (revue en langue espagnole) ; [JO du 20 juin 1954, p. 5846]

##### parFrançois Mitterrand(gouvernement Pierre Mendès France - 1954-1955)
- Zycie Polskie ; (La Vie polonaise : revue en langue polonaise) ; [JO du 16 juillet 1954, p. 6741]
- Gérald-G. Daugler, Frontières sanglantes  ; (ouvrage américain) ; [JO du 15 août 1954, p. 7862]
- The Teaser Pure and Simple ; (revue en langue anglaise) ; [JO du 18 août 1954, p. 7936]
- The New Stripteaser ; (revue en langue anglaise) ; [JO du 31 août 1954, p. 8416]
- Mujer Patriota ; (revue en langue espagnole) ; [JO du 13 décembre 1954, p. 11670]
- Wilhem Ritter, Le Tortionnaire ; (ouvrage traduit de l'allemand) ; [JO du 13 janvier 1955, p. 552]
- Il Progresso ; (revue en langue italienne) ; [JO du 2 février 1955, p. 1174]
- Al Akhbar ; (revue en langue arabe) ; [JO du 1er mars 1955, p. 2232]

##### parMaurice Bourgès-Maunoury(gouvernement Edgar Faure - 1955-1956)
- Eric Wolf, Brigades de femmes ; (ouvrage traduit de l'allemand) ; [JO du 29 mars 1955, p. 3074]
- K. H. Helms Liesenhoff, Splenda et Femmes dans la débâcle ; (ouvrages traduits de l'allemand) ; [JO du 23 avril 1955, p. 4135]
- Dziennik Wychodzstwa ; (Journal de l'immigration : revue en langue polonaise) ; [JO du 27 mai 1955, p. 5400]
- Noryerguir ; (Nouveau Monde : revue en arménien) ; [JO du 20 juillet 1955, p. 7215]
- Democracia ; (revue en langue espagnole) ; [JO du 5 janvier 1956, p. 342]
- Madres ; (revue en langue espagnole) ; [JO du 18 janvier 1956, p. 683]
- Amistad ; (revue en langue espagnole) ; [JO du 20 janvier 1956, p. 734]
- Cuadernos de cultura ; (publication en langue espagnole) ; [JO du 3 février 1956, p. 1422]

##### parJean Gilbert-Jules(gouvernement Guy Mollet - 1956-1957)
- Nasz Dziennik ; (Notre Journal : revue en langue polonaise) ; [JO du 9 mars 1956, p. 2385]
- Whisper ; (publication américaine) ; [JO du 28 mars 1956, p. 2971]
- Wink ; (publication américaine) ; [JO du 28 mars 1956, p. 2971]
- Titter ; (publication américaine) ; [JO du 28 mars 1956, p. 2971]
- Flirt ; (publication américaine) ; [JO du 28 mars 1956, p. 2971]
- Beauty Parade ; (publication américaine) ; [JO du 28 mars 1956, p. 2971]
- Eyeful ; (publication américaine) ; [JO du 28 mars 1956, p. 2971]
- Biuletyn Rosglosni Kraj ; (revue en langue polonaise) ; [JO du 28 mars 1956, p. 2971]
- Za Vozvrachtenie na Rodinou ; (Pour le retour à la Patrie : publication russe) ; [JO du 31 mars 1956, p. 3127]
- Wasz Dziennik ; (Votre Journal : revue en langue polonaise) ; [JO du 7 avril 1956, p. 3377]
- España ; (revue en langue espagnole) ; [JO du 2 mai 1956, p. 4145]
- Express Poranny ; (L'Express du matin : revue en langue polonaise) ; [JO du 29 avril 1956, p. 4112]
- Przeglad Tygodnia ; (La Revue de la semaine : revue en langue polonaise) ; [JO du 29 avril 1956, p. 4112]
- Nueva Generacion ; (revue en langue espagnole) ; [JO du 27 juin 1956, p. 5885]
- Libertad Espanola ; (revue en langue espagnole) ; [JO du 29 août 1956, p. 8225]
- La Paz es la causa de los pueblos ; (revue en langue espagnole) ; [JO du 7 oct. 1956, p. 9573]
- Glasul Patrici ; (La Voix de la Patrie : revue en roumain) ; [JO du 21 oct. 1956, p. 10112]
- L'Amico degli Emigrati ; (revue en langue italienne) ; [JO du 1er décembre 1956, p. 11488]
- Treball ; (revue en langue espagnole) ; [JO du 12 décembre 1956, p. 11876]
- Henry Jones, The Enormous Bed ; (ouvrage en langue anglaise) ; [JO du 20 décembre 1956, p. 12292]
- Robert Desmond, The Libertine ; (ouvrage en langue anglaise) ; [JO du 20 décembre 1956, p. 12292]
- Winifred Drake, Tender was my Flesh ; (ouvrage en langue anglaise) ; [JO du 20 décembre 1956, p. 12292]
- J.-P. Donleavy, The Ginger Man ; (ouvrage en langue anglaise) ; [JO du 20 décembre 1956, p. 12292]
- Robert Desmond, An Adult's Story ; (ouvrage en langue anglaise) ; [JO du 20 décembre 1956, p. 12292]
- Frank Harris, My Life and Loves ; (ouvrage en langue anglaise) ; [JO du 20 décembre 1956, p. 12292]
- Frank Harris, The Whip Angels ; (ouvrage en langue anglaise) ; [JO du 20 décembre 1956, p. 12292]
- Marcus van Heller, The Loins of Amon ; (ouvrage en langue anglaise) ; [JO du 20 décembre 1956, p. 12292]
- Humphrey Richardson, The Sexual Life of Robinson Crusoe ; (ouvrage en langue anglaise) ; [JO du 20 décembre 1956, p. 12292]
- Nicholas Cutter, Rogue Women ; (ouvrage en langue anglaise) ; [JO du 20 décembre 1956, p. 12292]
- Marcus van Heller, With Open Mouth ; (ouvrage en langue anglaise) ; [JO du 20 décembre 1956, p. 12292]
- John Cleland, Memoirs of Fanny Hill ; (ouvrage en langue anglaise) ; [JO du 20 décembre 1956, p. 12292]
- Gustav Landshot, How to do it ; (ouvrage en langue anglaise) ; [JO du 20 décembre 1956, p. 12292]
- Harriet Daimler, Darling ; (ouvrage en langue anglaise) ; [JO du 20 décembre 1956, p. 12292]
- Ezra de Richarnaud, Small Rooms of Paris ; (ouvrage en langue anglaise) ; [JO du 20 décembre 1956, p. 12292]
- Faustino Perez, Until she screams ; (ouvrage en langue anglaise) ; [JO du 20 décembre 1956, p. 12292]
- Stephen Hammer, The Itch ; (ouvrage en langue anglaise) ; [JO du 20 décembre 1956, p. 12292]
- Marcus van Heller, Roman Orgy ; (ouvrage en langue anglaise) ; [JO du 20 décembre 1956, p. 12292]
- Robert Desmond, Heaven, Hell and the Whore ; (ouvrage en langue anglaise) ; [JO du 20 décembre 1956, p. 12292]
- Carmencita de los Lunas, Thongs ; (ouvrage en langue anglaise) ; [JO du 20 décembre 1956, p. 12292]
- Akbar del Piombo, Who Pushed Paula ? ; (ouvrage en langue anglaise) ; [JO du 20 décembre 1956, p. 12292]
- Akbar del Piombo, Skirts ; (ouvrage en langue anglaise) ; [JO du 20 décembre 1956, p. 12292]
- Mickey Dikes, Sarabande for a Bitch ; (ouvrage en langue anglaise) ; [JO du 20 décembre 1956, p. 12292]
- Frances Lengel, Helen and Desire ; (ouvrage en langue anglaise) ; [JO du 20 décembre 1956, p. 12292]
- Vladimir Nabokov, Lolita (vol. I et II) ; (ouvrage en langue anglaise) ; [JO du 20 décembre 1956, p. 12292]
- Emulacion juvenil ; (revue en langue espagnole) ; [JO du 15 janvier 1957, p. 676]
- Pauline Reage, The Story of O ; (ouvrage anglais) ; [JO du 24 février 1957, p. 2179]
- La Parola dell'emigrante ; (revue en langue italienne) ; [JO du 4 avril 1957, p. 3527]
- Résistance algérienne ; [JO du 4 avril 1957, p. 3527]
- Les Nouvelles d'Allemagne ; [JO du 9 avril 1957, p. 3720]
- Boletin espanol ; (revue en langue espagnole) ; [JO du 18 avril 1957, p. 4106]

##### parJean Gilbert-Jules(gouvernement Maurice Bourgès-Maunoury - 1957-1957)
- La Voix d'Allemagne ; [JO du 30 juin 1957, p. 650l]
- Tsiao-Tsung ; (revue en chinois) ; [JO du 30 août 1957, p. 8470]
- Routes de Paix ; (revue belge) ; [JO du 21 août 1957, p. 8709]
- El Republicano ; (revue en langue espagnole) ; [JO du 11 oct. 1957, p. 9748]
- Sinh Vien ; (L'Étudiant : publication vietnamienne) ; [JO du 26 oct. 1957, p. 10230]
- Cong Nhan ; (Le Travailleur : publication vietnamienne) ; [JO du 26 oct. 1957, p. 10230]
- Dat Nuoc ; (Notre Patrie : publication vietnamienne) ; [JO du 26 oct. 1957, p. 10230]

##### parMaurice Bourgès-Maunoury(gouvernement Félix Gaillard - 1957-1958)
- Nuestras Ideas ; (revue en langue espagnole) ; [JO du 30 novembre 1957, p. 11020]
- Bulletin d'informations ; (revue en langue portugaise) ; [JO du 28 décembre 1957, p. 11830]
- El Moudjahid ; [JO du 21 janvier 1958, p. 772]
- Oggi in Francia ; (revue en langue italienne) ; [JO du 28 février 1958, p. 2151]
- Porvenir ; (revue en langue espagnole) ; [JO du 29 mars 1958, p. 3075]

##### parJules Moch(gouvernement Pierre Pflimlin - 1958-1959)
- Étudiants du Monde ; (revue en langue française) ; [JO du 3 juin 1958, p. 5299] ; (autorisée le 24 oct. 1988 [JO du 3 nov., p. 13806])
- Il Corriere dell Emigrante ; (revue en langue italienne) ; [JO du 3 juin 1958, p. 5299]
- O Militante ; (revue en langue portugaise) ; [JO du 7 juin 1958, p. 5391]

##### parÉmile Pelletier(gouvernement Charles de Gaulle - 1958-1959)
- Zane Merritte, Voodoo ; (ouvrage en langue anglaise) ; [JO du 26 juillet 1958, p. 6976]
- Unidad ; (revue en langue espagnole) ; [JO du 28 oct. 1958, p. 9811]
- L'Ouvrier algérien ; (journal) ; [JO du 9 décembre 1958, p. 11059]
- Louys-Parisi ; (revue en arménien) ; [JO du 7 janvier 1959, p. 388]
- Thang Long ; (publication nord-vietnamienne) ; [JO du 7 janvier 1959, p. 389]
- Femmes de nos jours ; (publication soviétique) ; [JO du 7 janvier 1959, p. 389]

#### Sous la Cinquième République (présidence deCharles de Gaulle)

##### parJean Berthoin(gouvernement Michel Debré - 1959-1962)
- La Chine populaire ; (revue chinoise) ; [JO du 1er février 1959, p. 1496]
- Tevynes Balsas ; (L'Écho de la Patrie : édition en langue lituanienne) ; [JO du 10 février 1959, p. 1801]
- Dzimteves Balss ; (L'Écho du pays natal : édition en langue lettone) ; [JO du 10 février 1959, p. 1801]
- Za Bartanye Na Razimou ; (Pour le retour à la Patrie : édition en langue biélorussienne) ; [JO du 10 février 1959, p. 1801]
- Par Atgriesanos Dzimtene ; (Pour le retour à la Patrie : édition en langue lettone) ; [JO du 10 février 1959, p. 1801]
- Za Povernenna Na Batkivtchinou ; (Pour le retour à la Patrie : édition en langue ukrainienne) ; [JO du 10 février 1959, p. 1801]
- Samchoblochi Dabrounebisathvis ; (Pour le retour à la Patrie : revue en langue géorgienne) ; [JO du 1er avril 1959, p. 3798]
- Le Monde arabe ; [JO du 1er avril 1959, p. 3798]
- Harriet Daimler, Innocence ; (ouvrage en langue anglaise) ; [JO du 26 mai 1959, p. 5318]
- Akbar del Piombo, Cosimo's Wife ; (ouvrage en langue anglaise) ; [JO du 26 mai 1959, p. 5318]
- Jean Genet, Our Lady of the Flowers ; (ouvrage en langue anglaise) ; [JO du 26 mai 1959, p. 5318]
- Marcus van Heller, The House of Borgia ; (ouvrage en langue anglaise) ; [JO du 26 mai 1959, p. 5318]
- Henry Crannach, Flesh and Bone ; (ouvrage en langue anglaise) ; [JO du 26 mai 1959, p. 5318]
- Harriet Daimler, The Organisation ; (ouvrage en langue anglaise) ; [JO du 26 mai 1959, p. 5318]
- Hume Parkinson, A Gallery of Nudes ; (ouvrage en langue anglaise) ; [JO du 26 mai 1959, p. 5318]
- Ataullah Mardaan, Deva-Dasi ; (ouvrage en langue anglaise) ; [JO du 26 mai 1959, p. 5318]
- Akbar del Piombo, The Traveller's Companion ; (ouvrage en langue anglaise) ; [JO du 26 mai 1959, p. 5318]
- Pauline Reage, The Wisdom of the Lash ; (ouvrage en langue anglaise) ; [JO du 26 mai 1959, p. 5318]
- Robert Desmond, Seeds of the Rainbow ; (ouvrage en langue anglaise) ; [JO du 26 mai 1959, p. 5318]
- Tim Hanack, A White Paper ; (ouvrage en langue anglaise) ; [JO du 26 mai 1959, p. 5318]
- Tim Hanack, Dissolving ; (ouvrage en langue anglaise) ; [JO du 26 mai 1959, p. 5318]
- Harriet Daimler, The Woman Thing ; (ouvrage en langue anglaise) ; [JO du 26 mai 1959, p. 5318]
- Maxwell Kenton, Candy ; (ouvrage en langue anglaise) ; [JO du 26 mai 1959, p. 5318]
- Teleny ; (ouvrage en langue anglaise [attribué à Oscar Wilde]) ; [JO du 26 mai 1959, p. 5318]

##### parPierre Chatenet(gouvernement Michel Debré - 1959-1962)
- La Voz del Campo ; (revue en langue espagnole) ; [JO du 16 juin 1959, p. 5927]
- Europaruf ; (publication allemande) ; [JO du 16 juin 1959, p. 5927]
- Body Beautiful ; (Studies in Masculine Art) ; [JO du 20 novembre 1959, p. 11110]
- Physic Artistry ; [JO du 20 novembre 1959, p. 11110]
- Physic Pictorial ; [JO du 20 novembre 1959, p. 11110]
- Nhan-Dan ; (Le Populaire : publication vietnamienne) ; [JO du 9 décembre 1959, p. 11781]
- Réalités vietnamiennes ; (publication vietnamienne) ; [JO du 9 décembre 1959, p. 11781]
- Images du Viet-Nam ; (publication vietnamienne) ; [JO du 9 décembre 1959, p. 11781]
- Le Viet-Nam en marche ; (publication vietnamienne) ; [JO du 9 décembre 1959, p. 11781]
- Quàn-Doi-Nhân-Dân ; (publication vietnamienne) ; [JO du 9 décembre 1959, p. 11781]
- Thong-Nhât ; (publication vietnamienne) ; [JO du 9 décembre 1959, p. 11781]
- Tô-Quôc ; (publication vietnamienne) ; [JO du 9 décembre 1959, p. 11781]
- Nervio ; (publication en langue espagnole) ; [JO du 1er janvier 1960, p. 5]
- Alchimist ; (publication belge) ; [JO du 15 janvier 1960, p. 461]
- Adonis ; (revue anglaise) ; [JO du 26 janvier 1960, p. 867]
- Rundschau des F.D.G.B. ; (revue de la fédération des syndicats allemands libres) ; [JO du 25 février 1960, p. 1834]
- Le Patriote kamerunais ; [JO du 28 février 1960, p. 2023]
- Golos Rodini ; (La Voix de la Patrie : revue russe) ; [JO du 12 mars 1960, p. 2439]
- Echo d'Allemagne ; (revue allemande) ; [JO du 20 mars 1960, p. 2665]
- Hafid Kéramane, La Pacification, Livre noir de six années de guerre en Algérie ; [JO du 1er avril 1960, p. 3000]
- La Voix de la Patrie ; (revue en langue biélorusse) ; [JO du 29 mai 1960, p. 4873]
- Juventud libre ; (revue en langue espagnole) ; [JO du 22 juin 1960, p. 5562]
- Al Majella ; (journal arabe) ; [JO du 17 juillet 1960, p. 6552]
- Jeunesse du Monde et Femmes du Monde ; [JO du 17 juillet 1960, p. 6552]
- La Humanitat ; [JO du 29 juillet 1960, p. 6997]
- bulletin Informations ouvrières ; [JO du 8 septembre 1960, p. 8235]
- Toe Haal ; (La Voix de la vérité) ; [JO du 8 septembre 1960, p. 8236]
- España Errante ; [JO du 16 novembre 1960, p. 10220]
- Revue de la F.D.G.B. ; (confédération des syndicats libres d'Allemagne) ; [JO du 4 décembre 1960, p. 10870]
- Samchoblos-Khma ; (publication en langue géorgienne) ; [JO du 18 décembre 1960, p. 11388]
- Lucha Obrera ; (revue en langue espagnole) ; [JO du 6 janvier 1961, p. 238]
- Miles Underwood, The English Governess ; (ouvrage anglais) ; [JO du 17 janvier 1961, p. 644]
- Belgique-Afrique ; (revue belge) ; [JO du 31 janvier 1961, p. 1172]
- La Filosofïa marxista ; (publication en langue espagnole) ; [JO du 15 février 1961, p. 1718]
- La Economia politica marxista ; (publication en langue espagnole) ; [JO du 15 février 1961, p. 1718]
- Historia del Partido Comunista de España ; (publication en langue espagnole) ; [JO du 4 mars 1961, p. 2325]
- Coexistence ; (revue belge) ; [JO du 4 mars 1961, p. 2325]
- Hoang Quoc Viet, Aperçu de l'histoire du mouvement ouvrier et syndical du Viet-Nam ; [JO du 14 mars 1961, p. 2628]
- Nguyen Kien Giang, Les Grandes dates du parti de la classe ouvrière du Viet-Nam ; [JO du 14 mars 1961, p. 2628]
- Bulletin d'information des travailleurs espagnols ; (publication en langue espagnole) ; [JO du 11 avril 1961, p. 3504]
- Accion socialista ; (publication en langue espagnole) ; [JO du 11 avril 1961, p. 3504]

##### parRoger Frey(gouvernement Michel Debré - 1959-1962)
- Robert Davezies, Le Temps de la Justice ; [JO du 24 mai 1961, p. 4644]
- Nation-Europe ; (revue belge) ; [JO du 2 juin 1961, p. 4986]
- Nosotras ; (revue en langue espagnole) ; [JO du 7 juin 1961, p. 5167]
- Dominique Darbois et Philippe Vigneau, Les Algériens en guerre ; [JO du 25 juin 1961, p. 5726]
- Femmes de nos jours ; [JO du 2 septembre 1961, p. 8192] ; (dérogation pour le no 9)
- Deutsche Soldaten Zeitung und National Zeitung ; (journal allemand) ; [JO du 3 oct. 1961, p. 9027]
- Le Mouvement syndical mondial ; [JO du 15 oct. 1961, p. 9413]
- L'Information syndicale mondiale ; [JO du 15 oct. 1961, p. 9413]
- Solidaridad Obrera ; (publication en langue espagnole) ; [JO du 3 novembre 1961, p. 9985] ; (autorisée le 3 juillet 1979 [JO du 11 juil., p. 5914])
- El Socialista ; (publication en langue espagnole) ; [JO du 3 novembre 1961, p. 9985] ; (autorisée le 3 juillet 1979 [JO du 11 juil., p. 5914])
- C.N.T. ; (publication en langue espagnole) ; [JO du 3 novembre 1961, p. 9985] ; (autorisée le 3 juillet 1979 [JO du 11 juil., p. 5914])
- España libre ; (publication en langue espagnole) ; [JO du 3 novembre 1961, p. 9985] ; (autorisée le 3 juillet 1979 [JO du 11 juil., p. 5914])
- L'Avvenire Republicano ; (revue italienne) ; [JO du 22 décembre 1961, p. 11797]
- Despertar ; (revue en langue espagnole) ; [JO du 20 décembre 1961, p. 11669] ; (autorisées le 3 juillet 1979 [JO du 11 juil., p. 5914])
- Boletin Confederal ; (revue en langue espagnole) ; [JO du 20 décembre 1961, p. 11669] ; (autorisées le 3 juillet 1979 [JO du 11 juil., p. 5914])
- Solidaridad ; (revue en langue espagnole) ; [JO du 20 décembre 1961, p. 11669] ; (autorisées le 3 juillet 1979 [JO du 11 juil., p. 5914])
- L'Écho du Viet-Nam ; [JO du 20 janvier 1962, p. 686]
- Les Informations françaises ; (revue belge) ; [JO du 23 mars 1962, p. 3145]
- Paix et Coexistence ; (revue belge) ; [JO du 31 mars 1962, p. 3411]

##### parRoger Frey(gouvernement Georges Pompidou - 1962-1968)
- To day in France ; (publication en langue anglaise) ; [JO du 6 juin 1962, p. 3414]
- Nouvelles du Viet-Nam ; [JO du 28 oct. 1962, p. 10457]
- Trabajo ; (publication en langue espagnole) ; [JO du 1er décembre 1962, p. 11712]
- Viet-Nam ; (publication vietnamienne) ; [JO du 17 février 1963, p. 1612]
- Cuu-Quoc ; (publié à Hanoï) ; [JO du 1er mars 1963, p. 2063]
- Nueva Senda ; (publication en langue espagnole) ; [JO du 3 avril 1963, p. 3166]
- le disque en langue arabe n° SH-1050-BUM contenant la chanson intitulée Yal Harqui ; [JO du 10 juillet 1963, p. 6180]
- Saout El Chaab ; (journal tunisien) ; [JO du 21 août 1963, p. 7708]
- Jeune-Europe ; (revue belge) ; [JO du 29 décembre 1963, p. 11835]
- Révolution ; [JO du 19 mars 1964, p. 2558]
- Frédéric Krutwig Sagredo dit Fernando Sarrailh de Iharta, Vasconia  ; [JO du 22 mars 1964, p. 2652]
- Rodina ; [JO du 5 juin 1964, p. 4800]
- La Insurreccion en Euskadi ; (publication en langue espagnole) ; [JO du 11 juillet 1964, p. 6178]
- Ace ; (publication en langue anglaise) ; [JO du 22 août 1964, p. 7708]
- Cavalcade ; (publication en langue anglaise) ; [JO du 22 août 1964, p. 7708]
- Dude ; (publication en langue anglaise) ; [JO du 22 août 1964, p. 7708]
- Escapade ; (publication en langue anglaise) ; [JO du 22 août 1964, p. 7708]
- Femme ; (publication en langue anglaise) ; [JO du 22 août 1964, p. 7708]
- Figure Art ; (publication en langue anglaise) ; [JO du 22 août 1964, p. 7708]
- Gentleman ; (publication en langue anglaise) ; [JO du 22 août 1964, p. 7708]
- Girly ; (publication en langue anglaise) ; [JO du 22 août 1964, p. 7708]
- Her ; (publication en langue anglaise) ; [JO du 22 août 1964, p. 7708]
- High Heels ; (publication en langue anglaise) ; [JO du 22 août 1964, p. 7708]
- Ladies ; (publication en langue anglaise) ; [JO du 22 août 1964, p. 7708]
- Leg Show ; (publication en langue anglaise) ; [JO du 22 août 1964, p. 7708]
- Pose ; (publication en langue anglaise) ; [JO du 22 août 1964, p. 7708]
- Satana ; (publication en langue anglaise) ; [JO du 22 août 1964, p. 7708]
- Sleek ; (publication en langue anglaise) ; [JO du 22 août 1964, p. 7708]
- Striparama ; (publication en langue anglaise) ; [JO du 22 août 1964, p. 7708]
- Vue ; (publication en langue anglaise) ; [JO du 22 août 1964, p. 7708]
- Boletim de Informaçao ; (publication en langue portugaise) ; [JO du 8 oct. 1964, p. 9044]
- Libertad ; (revue en langue espagnole) ; [JO du 9 janvier 1965, p. 213]
- Bulletin d'information ; (revue en langue espagnole) ; [JO du 13 avril 1965, p. 2907]
- Defensa Obrera ; (revue en langue espagnole) ; [JO du 13 avril 1965, p. 2907]
- Horizonte ; (revue en langue espagnole) ; [JO du 13 avril 1965, p. 2907]
- Tomorrow's Man ; [JO du 18 avril 1965, p. 3069]
- Paris-Riviera ; [JO du 18 avril 1965, p. 3069]
- Eve ; [JO du 7 mai 1965, p. 3558]
- Black Satin ; [JO du 7 mai 1965, p. 3558]
- Scarlet ; [JO du 7 mai 1965, p. 3558]
- Modern Man Quarterly ; [JO du 7 mai 1965, p. 3558]
- Male Model Parade ; [JO du 29 juin 1965, p. 5392]
- Man-Ifique ; [JO du 29 juin 1965, p. 5392]
- Physique Illustrated ; [JO du 29 juin 1965, p. 5392]
- Trim ; [JO du 29 juin 1965, p. 5392]
- Champ ; [JO du 29 juin 1965, p. 5392]
- Man Alive ; [JO du 29 juin 1965, p. 5392]
- Formosus ; [JO du 29 juin 1965, p. 5392]
- Libertad para España ; (publication en langue espagnole) ; [JO du 2 juillet 1965, p. 5544]
- Bounty ; [JO du 28 décembre 1965, p. 11825]
- Ideal ; [JO du 28 décembre 1965, p. 11825]
- Impact ; [JO du 28 décembre 1965, p. 11825]
- Peep ; [JO du 28 décembre 1965, p. 11825]
- Tempting Terry ; [JO du 28 décembre 1965, p. 11825]
- Jade ; [JO du 28 décembre 1965, p. 11825]
- Karana ; [JO du 28 décembre 1965, p. 11825]
- Satan's Scrapbook ; [JO du 28 décembre 1965, p. 11825]
- Nightcap ; [JO du 3 février 1966, p. 996]
- Girly Guide ; [JO du 1er mars 1966, p. 1749]
- Heels and Hose ; [JO du 1er mars 1966, p. 1749]
- Gals a Go Go ; [JO du 1er mars 1966, p. 1749]
- High Time ; [JO du 1er mars 1966, p. 1749]
- Black Magic ; [JO du 1er mars 1966, p. 1749]
- Hold it ; [JO du 1er mars 1966, p. 1749]
- Pal-Ette ; [JO du 1er mars 1966, p. 1749]
- Buxie ; [JO du 1er mars 1966, p. 1749]
- Headline Models ; [JO du 1er mars 1966, p. 1749]
- Bubbles Darlene ; [JO du 1er mars 1966, p. 1749]
- Female Form ; [JO du 1er mars 1966, p. 1749]
- Girls Galore ; [JO du 1er mars 1966, p. 1749]
- Garter Parade ; [JO du 1er mars 1966, p. 1749]
- Lewis Presents Carol Bealle ; [JO du 1er mars 1966, p. 1749]
- San Min Tao Pao ; (revue chinoise) ; [JO du 10 mars 1966, p. 1990]
- Figures unlimited ; [JO du 4 mai 1966, p. 3573]
- English Glamour ; [JO du 4 mai 1966, p. 3573]
- Beauty Revealed ; [JO du 4 mai 1966, p. 3573]
- Feminine Charmes ; [JO du 4 mai 1966, p. 3573]
- Bait ; [JO du 4 mai 1966, p. 3573]
- Delite ; [JO du 4 mai 1966, p. 3573]
- Misty ; [JO du 4 mai 1966, p. 3573]
- The Young Physique ; [JO du 4 mai 1966, p. 3573]
- Muscleboy ; [JO du 4 mai 1966, p. 3573]
- Jr. ; [JO du 4 mai 1966, p. 3573]
- Manual ; [JO du 4 mai 1966, p. 3573]
- Grecian Guild Pictorial ; [JO du 4 mai 1966, p. 3573]
- 101 Boys Art ; [JO du 4 mai 1966, p. 3573]
- Sir! ; [JO du 26 mai 1966, p. 4237]
- Dapper ; [JO du 26 mai 1966, p. 4237]
- Madcap ; [JO du 26 mai 1966, p. 4237]
- Showcase ; [JO du 26 mai 1966, p. 4237]
- Cocktail ; [JO du 26 mai 1966, p. 4237]
- Fervor ; [JO du 26 mai 1966, p. 4237]
- Caper ; [JO du 26 mai 1966, p. 4237]
- Hollywood Showgirl ; [JO du 26 mai 1966, p. 4237]
- Man to Man ; [JO du 26 mai 1966, p. 4237]
- Princess ; [JO du 26 mai 1966, p. 4237]
- Slave ; [JO du 26 mai 1966, p. 4237]
- Topper ; [JO du 26 mai 1966, p. 4237]
- Vim ; [JO du 27 juillet 1966, p. 6461]
- Tchong Fa Tao Pao ; (publication chinoise) ; [JO du 12 août 1966, p. 7071]
- Hip and Toe ; (publication américaine) ; [JO du 19 oct. 1966, p. 9226]
- 1001 Nights ; (publication américaine) ; [JO du 19 oct. 1966, p. 9226]
- Parisien Party ; (publication américaine) ; [JO du 19 oct. 1966, p. 9226]
- Twilight ; (publication américaine) ; [JO du 19 oct. 1966, p. 9226]
- Showcase, Nylon Secrets 22 ; (revue américaine) ; [JO du 31 mars 1967, p. 3139]
- Affair (vol. 3, no 2 (juillet-août-septembre 1966)) ; (revue américaine) ; [JO du 31 mars 1967, p. 3139]
- Beau Femme, Mr. (vol. 10, no 10) ; (revue américaine) ; [JO du 31 mars 1967, p. 3139]
- Fizeek Art Quarterly (no 17) ; (revue américaine) ; [JO du 31 mars 1967, p. 3139]
- Peek a Boo (vol. I, no 1) ; (revue américaine) ; [JO du 31 mars 1967, p. 3139]
- Pepper n° 1 ; (revue américaine) ; [JO du 31 mars 1967, p. 3139]
- Girls in Orbit (vol. I, no 1) ; (revue américaine) ; [JO du 31 mars 1967, p. 3139]

#### Sous la Cinquième République (présidence deGeorges Pompidou)

##### parRaymond Marcellin(gouvernement Maurice Couve de Murville - 1968-1969)
- Petting ; (revue suédoise) ; [JO du 25 septembre 1968]
- Sex-66 ; (revue danoise) ; [JO du 25 septembre 1968]
- Tabu ; (revue suédoise) ; [JO du 4 oct. 1968, p. 9394]
- Eros ; (revue suédoise) ; [JO du 4 oct. 1968, p. 9394]
- Smygtittaren ; (revue suédoise) ; [JO du 4 oct. 1968, p. 9394]
- Beate Uhse ; (matériel publicitaire allemand de) ; [JO du 4 oct. 1968, p. 9394]
- Alku Versand ; (matériel publicitaire allemand de) ; [JO du 15 novembre 1968, p. 10667]
- Tricontinental ; (revue cubaine) ; [JO du 27 novembre 1968, p. 11137]
- Spécial Versand ; (matériel publicitaire allemand de) ; [JO du 6 décembre 1968, p. 11454]
- Mars Versand ; (matériel publicitaire allemand de) ; [JO du 6 décembre 1968, p. 11454]
- Becker Versand ; (matériel publicitaire allemand de) ; [JO du 6 décembre 1968, p. 11454]
- Internationales Versandhaus Gisela GmbH ; (matériel publicitaire allemand de) ; [JO du 7 décembre 1968, p. 11485]
- Mustang Air ; (matériel publicitaire suédois de) ; [JO du 21 décembre 1968, p. 11996]
- Omnia Press. ; (matériel publicitaire suédois de) ; [JO du 21 décembre 1968, p. 11996]
- Art 69 ; (revue anglaise) ; [JO du 1er janvier 1969, p. 27]
- Nacht Spiel' ; (revue suédoise) ; [JO du 22 janvier 1969, p. 725]
- Hipp ; (revue suédoise) ; [JO du 22 janvier 1969, p. 725]
- Tricontinental ; (édition française de l'organe théorique du secrétariat exécutif de l'Organisation de solidarité des peuples d'Afrique, d'Asie et d'Amérique latine) ; [JO du 30 janvier 1969, p. 1053] ; (autorisé le 18 décembre 1981 [JO du 30 déc., p. 11547])
- Versa-Buch ; (matériel publicitaire allemand de) ; [JO du 25 février 1969]
- Climax ; (revue suédoise) ; [JO du 9 mars 1969, p. 2463]
- Reno ; (publication anglaise) ; [JO du 20 avril 1969, p. 3910]
- Jetsmark ; (matériel publicitaire allemand de) ; [JO du 29 avril 1969, p. 4291]
- Realities ; (matériel publicitaire allemand de) ; [JO du 29 avril 1969, p. 4291]
- Cobra press ; (matériel publicitaire néerlandais de) ; [JO du 29 avril 1969, p. 4291]
- Scandia studio A B ; (matériel publicitaire suédois de) ; [JO du 29 avril 1969, p. 4291]
- Scape export ; (matériel publicitaire suédois de) ; [JO du 29 avril 1969, p. 4291]
- Nord Europa studio A B ; (matériel publicitaire suédois de) ; [JO du 29 avril 1969, p. 4291]
- Jean-Claude Garot, Le Point ; (publication belge) ; [JO du 29 avril 1969, p. 4291]
- Nordisk Bladcentral. ; (matériel publicitaire danois de) ; [JO du 10 mai 1969, p. 4686]
- Hellenike Democratia ; (journal grec) ; [JO du 11 mai 1969, p. 4728]
- M.A. Carlsson ; (matériel publicitaire suédois de) ; [JO du 10 mai 1969, p. 4686]
- Naughty Girls ; (revue suédoise) ; [JO du 29 mai 1969, p. 5300]
- Sex Speed ; (revue suédoise) ; [JO du 18 juin 1969, p. 6131]

##### parRaymond Marcellin(gouvernement Jacques Chaban-Delmas - 1969-1972)
- Ntite Mukendi-Mampaka, Enterrons les zombies ; [JO du 17 juillet 1969, p. 7224]
- Nite Out ; (revue américaine) ; [JO du 14 novembre 1969, p. 11118]
- Zews ; (matériel publicitaire suédois de) ; [JO du 28 novembre 1969, p. 11615]
- Le Point ; (revue belge) ; [JO du 4 décembre 1969, p. 11772]
- Docteur E. M. Spencer, La Conduite sexuelle dans la pratique ; (ouvrage néerlandais) ; [JO du 9 décembre 1969, p. 11966]
- U.G.F. ; (matériel publicitaire danois de) ; [JO du 23 janvier 1970, p. 843]
- Carlos Marighela, Pour la libération du Brésil ; [JO du 6 mars 1970, p. 2264]
- Export Forlaget ; (matériel publicitaire danois de) ; [JO du 12 mars 1970, p. 2429]
- Bog-Shop ; (matériel publicitaire danois de) ; [JO du 21 mars 1970, p. 2708]
- Nite Life Sex ; (revue suédoise) ; [JO du 10 avril 1970, p. 3411]
- Symphony in Color ; (revue) ; [JO du 10 avril 1970, p. 3411]
- Rapid Streams ; (revue) ; [JO du 10 avril 1970, p. 3411]
- La Pratique sexuelle de Thomas Glynn ; (traduit de l'anglais) ; [JO du 15 mai 1970, p. 4573] ; (autorisé le 12 mai 1975 [JO du 16 mai, p. 4952])
- Color Fantasy ; (revue danoise) ; [JO du 15 mai 1970, p. 4573]
- Color Sperma ; (revue danoise) ; [JO du 15 mai 1970, p. 4573]
- Sex Lover ; (revue danoise) ; [JO du 15 mai 1970, p. 4573]
- Color Climax ; (revue danoise) ; [JO du 15 mai 1970, p. 4573]
- Carnaby Kinks ; (revue danoise) ; [JO du 15 mai 1970, p. 4573]
- Sex Mania ; (revue danoise) ; [JO du 15 mai 1970, p. 4573]
- Stellungen ; (revue danoise) ; [JO du 15 mai 1970, p. 4573]
- Intercourse in Color ; (revue danoise) ; [JO du 15 mai 1970, p. 4573]
- Sex Bizarre ; (revue danoise) ; [JO du 15 mai 1970, p. 4573]
- Color Passion ; (revue danoise) ; [JO du 15 mai 1970, p. 4573]
- Porno Play ; (revue danoise) ; [JO du 15 mai 1970, p. 4573]
- Color Tam-Tam. ; (revue danoise) ; [JO du 15 mai 1970, p. 4573]
- Sex Orgies in Color ; (revue danoise) ; [JO du 15 mai 1970, p. 4573]
- Color Sperma ; (revue suédoise) ; [JO du 15 mai 1970, p. 4573]
- Color Climax ; (revue suédoise) ; [JO du 15 mai 1970, p. 4573]
- Color Climax ; (revue) ; [JO du 15 mai 1970, p. 4573]
- Sex Orgies in Color ; (revue) ; [JO du 15 mai 1970, p. 4573]
- Kings color ; (revue suédoise) ; [JO du 16 mai 1970, p. 4647]
- Petting Girls ; (revue suédoise) ; [JO du 16 mai 1970, p. 4647]
- Color Orgasm ; (revue danoise) ; [JO du 5 juin 1970, p. 5235]
- Sex Sport ; (revue danoise) ; [JO du 5 juin 1970, p. 5235]
- Porno Club ; (revue danoise) ; [JO du 5 juin 1970, p. 5235]
- Young Love Game ; (revue danoise) ; [JO du 5 juin 1970, p. 5235]
- Snapp Color ; (revue suédoise) ; [JO du 5 juin 1970, p. 5235]
- Hot Sex ; (revue) ; [JO du 5 juin 1970, p. 5235]
- Nifties ; (revue américaine) ; [JO du 26 juin 1970, p. 6000]
- Private Line ; (revue américaine) ; [JO du 26 juin 1970, p. 6000]
- Raw Flix ; (revue américaine) ; [JO du 26 juin 1970, p. 6000]
- Strip Tease ; (revue américaine) ; [JO du 26 juin 1970, p. 6000]
- Guys and Dolls ; (revue danoise) ; [JO du 4 juillet 1970, p. 6277]
- Sex Special ; (revue danoise) ; [JO du 4 juillet 1970, p. 6277]
- Color Liebe ; (revue danoise) ; [JO du 4 juillet 1970, p. 6277]
- Color Passion ; (revue danoise) ; [JO du 4 juillet 1970, p. 6277]
- Color Liebe ; (revue danoise) ; [JO du 4 juillet 1970, p. 6277]
- Star Sex ; (revue danoise) ; [JO du 4 juillet 1970, p. 6277]
- AC-DC ; (revue américaine) ; [JO du 23 juillet 1970, p. 6917]
- All-Color Grabber ; (revue américaine) ; [JO du 23 juillet 1970, p. 6917]
- Best of 69 ; (revue américaine) ; [JO du 23 juillet 1970, p. 6917]
- Bumpers ; (revue américaine) ; [JO du 23 juillet 1970, p. 6917]
- Couples ; (revue américaine) ; [JO du 23 juillet 1970, p. 6917]
- Lens and Figure ; (revue américaine) ; [JO du 23 juillet 1970, p. 6917]
- Susie's six ; (revue américaine) ; [JO du 23 juillet 1970, p. 6917]
- Sweety ; (revue américaine) ; [JO du 23 juillet 1970, p. 6917]
- Mini-Porno ; (revue) ; [JO du 23 juillet 1970, p. 6917]
- Dog Instruction ; (revue suédoise) ; [JO du 4 août 1970, p. 7304]
- Dream ; (revue suédoise) ; [JO du 4 août 1970, p. 7304]
- Animal Orgy ; (revue) ; [JO du 4 août 1970, p. 7304]
- Animal Special ; (revue) ; [JO du 4 août 1970, p. 7304]
- Homo Action no 2. ; (revue danoise) ; [JO du 19 août 1970, p. 7809]
- Gay ; (revue néerlandaise) ; [JO du 19 août 1970, p. 7809]
- Knave ; (revue anglaise) ; [JO du 25 novembre 1970, p. 10821] ; (autorisé le 14 septembre 1988 [JO du 27 sept., p. 12232])
- Fiesta ; (revue anglaise) ; [JO du 25 novembre 1970, p. 10821] ; (autorisé le 24 novembre 1989 [JO du 6 déc., p. 15084])
- Busty ; (revue américaine) ; [JO du 25 novembre 1970, p. 10821]
- Candid ; (revue américaine) ; [JO du 25 novembre 1970, p. 10821]
- Bronze Beauties Revue ; (revue américaine) ; [JO du 25 novembre 1970, p. 10821]
- Stud ; (revue américaine) ; [JO du 25 novembre 1970, p. 10821]
- Scam ; (revue américaine) ; [JO du 25 novembre 1970, p. 10821]
- Bizarre ; (revue américaine) ; [JO du 25 novembre 1970, p. 10821]
- Corporal ; (revue américaine) ; [JO du 25 novembre 1970, p. 10821]
- Raunchy ; (revue américaine) ; [JO du 25 novembre 1970, p. 10821]
- Barred ; (revue américaine) ; [JO du 25 novembre 1970, p. 10821]
- Banned ; (revue américaine) ; [JO du 25 novembre 1970, p. 10821]
- Jubilee ; (revue américaine) ; [JO du 25 novembre 1970, p. 10821]
- Satin Show Place ; (revue américaine) ; [JO du 25 novembre 1970, p. 10821]
- Vixen ; (revue américaine) ; [JO du 25 novembre 1970, p. 10821]
- Celluloid Cuties ; (revue américaine) ; [JO du 25 novembre 1970, p. 10821]
- To Night ; (revue américaine) ; [JO du 25 novembre 1970, p. 10821]
- Pictorial Sexpress ; (revue américaine) ; [JO du 25 novembre 1970, p. 10821]
- Blazing Films ; (revue américaine) ; [JO du 25 novembre 1970, p. 10821]
- Poessiekat ; (revue anglaise) ; [JO du 25 novembre 1970, p. 10821]
- Tuk ; (revue anglaise) ; [JO du 25 novembre 1970, p. 10821]
- Love ; (revue anglaise) ; [JO du 25 novembre 1970, p. 10821]
- Revolution ; (revue anglaise) ; [JO du 25 novembre 1970, p. 10821]
- Sexual Instruction ; (revue anglaise) ; [JO du 25 novembre 1970, p. 10821]
- Porno 69 ; (revue anglaise) ; [JO du 25 novembre 1970, p. 10821]
- Joker ; (revue anglaise) ; [JO du 25 novembre 1970, p. 10821]
- Quick ; (revue anglaise) ; [JO du 25 novembre 1970, p. 10821]
- Stripp ; (revue anglaise) ; [JO du 25 novembre 1970, p. 10821]
- Week-End Sex ; (revue anglaise) ; [JO du 25 novembre 1970, p. 10821]
- Sex Parti ; (revue anglaise) ; [JO du 25 novembre 1970, p. 10821]
- Teenager Erotics ; (revue danoise) ; [JO du 25 novembre 1970, p. 10821]
- Con Amore ; (revue danoise) ; [JO du 25 novembre 1970, p. 10821]
- Stjernesex ; (revue danoise) ; [JO du 25 novembre 1970, p. 10821]
- Galla in Color ; (revue danoise) ; [JO du 25 novembre 1970, p. 10821]
- Sex Trip ; (revue danoise) ; [JO du 25 novembre 1970, p. 10821]
- Bottle Game ; (revue danoise) ; [JO du 25 novembre 1970, p. 10821]
- Sex Dictionary J R. ; (revue danoise) ; [JO du 25 novembre 1970, p. 10821]
- Color Exciting ; (revue danoise) ; [JO du 25 novembre 1970, p. 10821]
- Anal Love ; (revue danoise) ; [JO du 25 novembre 1970, p. 10821]
- Triple Love ; (revue danoise) ; [JO du 25 novembre 1970, p. 10821]
- Young Love ; (revue danoise) ; [JO du 25 novembre 1970, p. 10821]
- Keyholes ; (revue danoise) ; [JO du 25 novembre 1970, p. 10821]
- Sexus ; (revue danoise) ; [JO du 25 novembre 1970, p. 10821]
- Sexorarna ; (revue néerlandaise) ; [JO du 25 novembre 1970, p. 10821]
- Sex Varia ; (revue néerlandaise) ; [JO du 25 novembre 1970, p. 10821]
- Killing ; (revue suédoise) ; [JO du 25 novembre 1970, p. 10821]
- Pin Up ; (revue suédoise) ; [JO du 25 novembre 1970, p. 10821]
- Labelle ; (revue suédoise) ; [JO du 25 novembre 1970, p. 10821]
- Indiscret ; (revue suédoise) ; [JO du 25 novembre 1970, p. 10821]
- Piff Special ; (revue suédoise) ; [JO du 25 novembre 1970, p. 10821]
- Porno Revy ; (revue suédoise) ; [JO du 25 novembre 1970, p. 10821]
- Kavalkad ; (revue suédoise) ; [JO du 25 novembre 1970, p. 10821]
- Maxim ; (revue suédoise) ; [JO du 25 novembre 1970, p. 10821]
- Strip Tease ; (revue suédoise) ; [JO du 25 novembre 1970, p. 10821]
- Prince ; (revue suédoise) ; [JO du 25 novembre 1970, p. 10821]
- Coq International ; (revue danoise) ; [JO du 21 décembre 1970, p. 11860]
- Servus 2 ; (revue danoise) ; [JO du 21 décembre 1970, p. 11860]
- Young Lesbian ; (revue danoise) ; [JO du 21 décembre 1970, p. 11860]
- Walter Beckers ; (matériel publicitaire néerlandais de) ; [JO du 14 février 1971, p. 1540]
- Bo Dan Andersen, Soren Hansen, Jesper Jensen, Le Petit Livre rouge des écoliers et lycéens ; (ouvrage suisse) ; [JO du 5 mars 1971, p. 2187] ; (ces interdictions s'appliquent depuis le 14 avril 1971 à toute nouvelle édition dudit ouvrage, quels qu'en soient l'éditeur et la langue dans laquelle il est rédigé [JO du 17 avr., p. 3704])
- Mail order trading ; (matériel publicitaire danois de) ; [JO du 19 mars 1971, p. 2596]
- Keyhole ; (revue danoise) ; [JO du 19 mars 1971, p. 2629]
- Paff ; (revue suédoise) ; [JO du 19 mars 1971, p. 2629]
- Piff ; (revue suédoise) ; [JO du 19 mars 1971, p. 2629]
- Femina ; (revue américaine) ; [JO du 7 avril 1971, p. 3332]
- Late Show ; (revue américaine) ; [JO du 7 avril 1971, p. 3332]
- Touch ; (revue américaine) ; [JO du 7 avril 1971, p. 3332]
- Broadside ; (revue américaine) ; [JO du 7 avril 1971, p. 3332]
- Guys and Dolls ; (revue américaine) ; [JO du 7 avril 1971, p. 3332]
- Tip Top ; (revue américaine) ; [JO du 16 juin 1971, p. 5791]
- Girl to Girl ; (revue américaine) ; [JO du 16 juin 1971, p. 5791]
- Model's Scrapbook ; (revue américaine) ; [JO du 16 juin 1971, p. 5791]
- Wild Topper ; (revue américaine) ; [JO du 16 juin 1971, p. 5791]
- Girls in Love ; (revue anglaise) ; [JO du 16 juin 1971, p. 5791]
- Bizarre Capers ; (revue anglaise) ; [JO du 16 juin 1971, p. 5791]
- William Powell, The Anarchist Cook Book ; [JO du 23 juin 1971, p. 6051]
- Bettina von Heuenstein-Jan Lue Verrou,  Softgirls  ; [JO du 29 juin 1971, p. 6270]
- Cléophas Kamitatu, La Grande Mystification du Congo-Kinshasa ; [JO du 30 juin 1971, p. 6304] ; (éd. François Maspéro)
- Cléophas Kamitatu, Les crimes de Mobutu ; [JO du 30 juin 1971, p. 6304] ; (éd. François Maspéro)
- Swingers Life ; (revue américaine) ; [JO du 21 août 1971, p. 8311]
- Night Line ; (revue américaine) ; [JO du 21 août 1971, p. 8311]
- Bizarre Groups ; (revue américaine) ; [JO du 21 août 1971, p. 8311]
- King Size ; (revue américaine) ; [JO du 21 août 1971, p. 8311]
- Naked Breakout ; (revue américaine) ; [JO du 21 août 1971, p. 8311]
- London Scene ; (revue anglaise) ; [JO du 21 août 1971, p. 8311]
- Leather Capers ; (revue) ; [JO du 21 août 1971, p. 8311]
- Sex Traffen ; (revue suédoise) ; [JO du 5 septembre 1971, p. 8856]
- Simili ; (cartes à jouer pornographiques) ; (éditées par Europrint Forlags, Stockholm) ; [JO du 26 septembre 1971, p. 9555]
- Jaybird Scene ; (revue américaine) ; [JO du 26 septembre 1971, p. 9555]
- 38/26/34 ; (revue américaine) ; [JO du 26 septembre 1971, p. 9555]
- Boots N' Brutes ; (revue américaine) ; [JO du 26 septembre 1971, p. 9555]
- Grasp ; (revue américaine) ; [JO du 26 septembre 1971, p. 9555]
- Bizarre Love ; (revue américaine) ; [JO du 26 septembre 1971, p. 9555]
- Sex in Marriage ; (revue américaine) ; [JO du 26 septembre 1971, p. 9555]
- Love World ; (revue américaine) ; [JO du 26 septembre 1971, p. 9555]
- Pocket Porno ; (revue danoise) ; [JO du 26 septembre 1971, p. 9555]
- Color Mix ; (revue danoise) ; [JO du 26 septembre 1971, p. 9555]
- Lesbian Delight ; (revue danoise) ; [JO du 26 septembre 1971, p. 9555]
- Dog Instruction ; (revue danoise) ; [JO du 26 septembre 1971, p. 9555]
- Ding Dong ; (revue danoise) ; [JO du 26 septembre 1971, p. 9555]
- Siesta ; (revue danoise) ; [JO du 26 septembre 1971, p. 9555]
- Petting ; (revue danoise) ; [JO du 26 septembre 1971, p. 9555]
- Hov-Hov ; (revue danoise) ; [JO du 26 septembre 1971, p. 9555]
- Color Coctail ; (revue danoise) ; [JO du 26 septembre 1971, p. 9555]
- Erotic Situations ; (revue danoise) ; [JO du 26 septembre 1971, p. 9555]
- Sex Medicin ; (revue danoise) ; [JO du 26 septembre 1971, p. 9555]
- Animal Bizarre ; (revue danoise) ; [JO du 26 septembre 1971, p. 9555]
- Color Party ; (revue danoise) ; [JO du 26 septembre 1971, p. 9555]
- Satisfaction ; (revue danoise) ; [JO du 26 septembre 1971, p. 9555]
- Intercourse in Colors ; (revue danoise) ; [JO du 26 septembre 1971, p. 9555]
- Venus Studio ; (revue suédoise) ; [JO du 26 septembre 1971, p. 9555]
- Lesbex ; (revue suédoise) ; [JO du 26 septembre 1971, p. 9555]
- Sexualia ; (revue suédoise) ; [JO du 26 septembre 1971, p. 9555]
- Jukk Spécial ; (revue suédoise) ; [JO du 26 septembre 1971, p. 9555]
- Sex Game ; (revue suédoise) ; [JO du 26 septembre 1971, p. 9555]
- Super Sex ; (revue suédoise) ; [JO du 26 septembre 1971, p. 9555]
- Strip Tease Exklusiv ; (revue suédoise) ; [JO du 26 septembre 1971, p. 9555]
- Picture Sex ; (revue suédoise) ; [JO du 26 septembre 1971, p. 9555]
- Swedish Porno ; (revue suédoise) ; [JO du 26 septembre 1971, p. 9555]
- Colorsex ; (revue suédoise) ; [JO du 26 septembre 1971, p. 9555]
- Color Special ; (revue suédoise) ; [JO du 26 septembre 1971, p. 9555]
- Nyfiken ; (revue suédoise) ; [JO du 26 septembre 1971, p. 9555]
- Lesbian Love ; (revue suédoise) ; [JO du 26 septembre 1971, p. 9555]
- Love Time ; (revue suédoise) ; [JO du 26 septembre 1971, p. 9555]
- 2 and 2 ; (revue suédoise) ; [JO du 26 septembre 1971, p. 9555]
- Girl Love ; (revue suédoise) ; [JO du 26 septembre 1971, p. 9555]
- Sex Seeing ; (revue suédoise) ; [JO du 26 septembre 1971, p. 9555]
- Love for Sale ; (revue suédoise) ; [JO du 26 septembre 1971, p. 9555]
- Lesbian 69 ; (revue suédoise) ; [JO du 26 septembre 1971, p. 9555]
- Sex Spiel ; (revue suédoise) ; [JO du 26 septembre 1971, p. 9555]
- Gruppesex ; (revue suédoise) ; [JO du 26 septembre 1971, p. 9555]
- Bizarre Times ; (revue suédoise) ; [JO du 26 septembre 1971, p. 9555]
- Autentic ; (revue suédoise) ; [JO du 26 septembre 1971, p. 9555]
- Zaza ; (revue américaine) ; [JO du 14 oct. 1971, p. 10133]
- Sensuous Sinema ; (revue américaine) ; [JO du 14 oct. 1971, p. 10133]
- Contact ; (revue américaine) ; [JO du 14 oct. 1971, p. 10133]
- Nympho ; (revue danoise) ; [JO du 14 oct. 1971, p. 10133]
- Sex Delight ; (revue danoise) ; [JO du 14 oct. 1971, p. 10133]
- The Sex Doctor ; (revue danoise) ; [JO du 14 oct. 1971, p. 10133]
- Porno Thrill ; (revue danoise) ; [JO du 14 oct. 1971, p. 10133]
- Sex Lesson Lektion ; (revue danoise) ; [JO du 14 oct. 1971, p. 10133]
- Sex Speed ; (revue danoise) ; [JO du 14 oct. 1971, p. 10133]
- Modern Girls ; (revue danoise) ; [JO du 14 oct. 1971, p. 10133]
- Girls ; (revue danoise) ; [JO du 14 oct. 1971, p. 10133]
- Homo Holidays ; (revue danoise) ; [JO du 14 oct. 1971, p. 10133]
- Coq ; (revue danoise) ; [JO du 14 oct. 1971, p. 10133]
- Homosex ; (revue danoise) ; [JO du 14 oct. 1971, p. 10133]
- Sex Guide 1971 ; (revue danoise) ; [JO du 14 oct. 1971, p. 10133]
- Dog Orgasm ; (revue danoise) ; [JO du 14 oct. 1971, p. 10133]
- Quiet Days in Copenhague ; (revue danoise) ; [JO du 14 oct. 1971, p. 10133]
- Pagan Male ; (revue danoise) ; [JO du 14 oct. 1971, p. 10133]
- Sexercises ; (revue danoise) ; [JO du 14 oct. 1971, p. 10133]
- Erotic Inspiration ; (revue danoise) ; [JO du 14 oct. 1971, p. 10133]
- Drag Sex ; (revue danoise) ; [JO du 14 oct. 1971, p. 10133]
- Traffen ; (revue suédoise) ; [JO du 14 oct. 1971, p. 10133]
- Serie Sex ; (revue suédoise) ; [JO du 14 oct. 1971, p. 10133]
- Nyfiken ; (revue suédoise) ; [JO du 14 oct. 1971, p. 10133]
- Fucking ; (revue) ; [JO du 14 oct. 1971, p. 10133]
- Scarlet Pimpernel ; (revue) ; [JO du 14 oct. 1971, p. 10133]
- Private ; (revue) ; [JO du 14 oct. 1971, p. 10133]
- Ping-Pong ; (revue) ; [JO du 14 oct. 1971, p. 10133]
- Mini Party ; (revue) ; [JO du 14 oct. 1971, p. 10133]
- Spritz Colour ; (revue) ; [JO du 14 oct. 1971, p. 10133]
- Triumf Bimbo ; (revue) ; [JO du 14 oct. 1971, p. 10133]
- Sex Billard ; (revue) ; [JO du 14 oct. 1971, p. 10133]
- Spader Dam ; (revue) ; [JO du 14 oct. 1971, p. 10133]
- Parlek ; (revue) ; [JO du 14 oct. 1971, p. 10133]
- Scandinavian Pictures ; [déjà interdite] ; [JO du 14 oct. 1971, p. 10133]
- Shoeshine Sex ; (revue danoise) ; [JO du 16 novembre 1971, p. 11271]
- Bubenbordell ; (revue danoise) ; [JO du 16 novembre 1971, p. 11271]
- Grotesque ; (revue danoise) ; [JO du 16 novembre 1971, p. 11271]
- S.S. Helden ; (revue danoise) ; [JO du 16 novembre 1971, p. 11271]
- Strip Poker ; (revue danoise) ; [JO du 16 novembre 1971, p. 11271]
- Black Episod ; (revue suédoise) ; [JO du 16 novembre 1971, p. 11271]
- Venus ; (revue suédoise) ; [JO du 16 novembre 1971, p. 11271]
- Detar Saskont ; (revue suédoise) ; [JO du 16 novembre 1971, p. 11271]
- Young Love ; (revue suédoise) ; [JO du 16 novembre 1971, p. 11271]
- Week-End Sex Color ; (revue) ; [JO du 16 novembre 1971, p. 11271]
- Sixtyniner ; (revue) ; [JO du 16 novembre 1971, p. 11271]
- Moby Dick ; (revue) ; [JO du 16 novembre 1971, p. 11271]
- Sex to Lily ; (revue) ; [JO du 16 novembre 1971, p. 11271]
- Scandinavisches Roulett ; (revue) ; [JO du 16 novembre 1971, p. 11271]
- Saint Pauli Zeitung ; (revue) ; [JO du 16 novembre 1971, p. 11271]
- Bill Drake, The Cultivator's Hand Book of Marijuana ; (ouvrage américain) ; [JO du 9 décembre 1971, p. 11991]
- Swedish Game ; (revue suédoise) ; [JO du 18 décembre 1971, p. 12374]
- Pocket Sex 3 ; (revue) ; [JO du 18 décembre 1971, p. 12374]
- Baby Sex ; (revue) ; [JO du 18 décembre 1971, p. 12374]
- Ankh ; (revue américaine) ; [JO du 5 janvier 1972 1971, p. 170]
- Nude Image ; (revue américaine) ; [JO du 5 janvier 1972 1971, p. 170]
- Love Time ; (revue américaine) ; [JO du 5 janvier 1972 1971, p. 170]
- Sexy Nights ; (revue anglaise) ; [JO du 5 janvier 1972 1971, p. 170]
- Nylon Flash Special ; (revue anglaise) ; [JO du 5 janvier 1972 1971, p. 170]
- Homos Sapho ; (revue anglaise) ; [JO du 5 janvier 1972 1971, p. 170]
- Ouch ; (revue anglaise) ; [JO du 5 janvier 1972 1971, p. 170]
- 7 Happydays ; (revue danoise) ; [JO du 5 janvier 1972 1971, p. 170]
- Porno Joy ; (revue danoise) ; [JO du 5 janvier 1972 1971, p. 170]
- Unisex 4 ; (revue danoise) ; [JO du 5 janvier 1972 1971, p. 170]
- Fucking Sweden ; (revue suédoise) ; [JO du 5 janvier 1972 1971, p. 170]
- Exklusiv Strip Tease ; (revue suédoise) ; [JO du 5 janvier 1972 1971, p. 170]
- Privat Color Intime ; (revue suédoise) ; [JO du 5 janvier 1972 1971, p. 170]
- Shipp Color ; (revue suédoise) ; [JO du 5 janvier 1972 1971, p. 170]
- Emotion ; (revue suédoise) ; [JO du 5 janvier 1972 1971, p. 170]
- Top Sex ; (revue) ; [JO du 5 janvier 1972 1971, p. 170]
- Special Play Film ; (L'Alphabet des lesbiennes) ; [JO du 1er mars 1972, p. 2236]
- Daily Girl ; (La Revue du Gentilhomme) ; [JO du 1er mars 1972, p. 2236]
- Saint Pauli Nachrichten ; (revue allemande) ; [JO du 1er mars 1972, p. 2236]
- Nacht Sex Press ; (revue allemande) ; [JO du 1er mars 1972, p. 2236]
- Zet St Pauli Heute ; (revue allemande) ; [JO du 1er mars 1972, p. 2236]
- Sex Palette ; (revue allemande) ; [JO du 1er mars 1972, p. 2236]
- Sex Illustrierte Reeperbahn ; (revue allemande) ; [JO du 1er mars 1972, p. 2236]
- Love Love ; (revue allemande) ; [JO du 1er mars 1972, p. 2236]
- Trio Sex ; (revue danoise) ; [JO du 1er mars 1972, p. 2236]
- Play 3-Girls ; (revue danoise) ; [JO du 1er mars 1972, p. 2236]
- Unisex 5 ; (revue danoise) ; [JO du 1er mars 1972, p. 2236]
- Sex International ; (revue danoise) ; [JO du 1er mars 1972, p. 2236]
- Disciplin ; (revue danoise) ; [JO du 1er mars 1972, p. 2236]
- Color Orgie ; (revue danoise) ; [JO du 1er mars 1972, p. 2236]
- Girl Chaser ; (revue danoise) ; [JO du 1er mars 1972, p. 2236]
- Sexual Positions 2 ; (revue danoise) ; [JO du 1er mars 1972, p. 2236]
- Candy National Sex Weekblad (no 25 et 27) ; (revue néerlandaise) ; [JO du 1er mars 1972, p. 2236]
- Chick ; (revue néerlandaise) ; [JO du 1er mars 1972, p. 2236]
- Week Porno Sex ; (revue néerlandaise) ; [JO du 1er mars 1972, p. 2236]
- Extase ; (revue néerlandaise) ; [JO du 1er mars 1972, p. 2236]
- Peggy ; (revue néerlandaise) ; [JO du 1er mars 1972, p. 2236]
- Fanny ; (revue néerlandaise) ; [JO du 1er mars 1972, p. 2236]
- Flossie ; (revue néerlandaise) ; [JO du 1er mars 1972, p. 2236]
- Kitty ; (revue néerlandaise) ; [JO du 1er mars 1972, p. 2236]
- Colour Intime ; (revue) ; [JO du 1er mars 1972, p. 2236]
- Pink 5 Color ; (revue) ; [JO du 1er mars 1972, p. 2236]
- Porno Chick 3 ; (revue) ; [JO du 1er mars 1972, p. 2236]
- Rosie Special ; (revue) ; [JO du 1er mars 1972, p. 2236]
- School Love ; (revue) ; [JO du 1er mars 1972, p. 2236]
- Strip 72 ; (revue) ; [JO du 1er mars 1972, p. 2236]
- Sex Novellen ; (revue) ; [JO du 1er mars 1972, p. 2236]
- Sensuell ; (revue) ; [JO du 1er mars 1972, p. 2236]
- Clover Topcolor Sex ; (revue) ; [JO du 1er mars 1972, p. 2236]
- Clitoris ; (revue) ; [JO du 1er mars 1972, p. 2236]
- Sex Rapport ; (revue) ; [JO du 1er mars 1972, p. 2236]
- Tre Dobbelt Sex ; (revue) ; [JO du 1er mars 1972, p. 2236]
- Sex Play ; (revue) ; [JO du 1er mars 1972, p. 2236]
- Hot 2 Dog ; (revue) ; [JO du 1er mars 1972, p. 2236]
- 2 X Lolita ; (revue) ; [JO du 1er mars 1972, p. 2236]
- Flicka ; (revue) ; [JO du 1er mars 1972, p. 2236]
- Oraal ; (revue) ; [JO du 1er mars 1972, p. 2236]
- Œuf ; (revue) ; [JO du 1er mars 1972, p. 2236]
- Flesch 3 ; (revue danoise) ; [JO du 30 avril 1972, p. 4484]
- Color Excitement ; (revue danoise) ; [JO du 30 avril 1972, p. 4484]
- Hot Gunts ; (revue danoise) ; [JO du 30 avril 1972, p. 4484]
- Club Tabu I ; (revue danoise) ; [JO du 30 avril 1972, p. 4484]
- Hash-Sex ; (revue danoise) ; [JO du 30 avril 1972, p. 4484]
- Clover Sex n° l ; (revue danoise) ; [JO du 30 avril 1972, p. 4484]
- Unisex ; (revue danoise) ; [JO du 30 avril 1972, p. 4484]
- Chick Extra ; (revue néerlandaise) ; [JO du 30 avril 1972, p. 4484]
- Love Color ; (revue néerlandaise) ; [JO du 30 avril 1972, p. 4484]
- Raff ; (revue suédoise) ; [JO du 30 avril 1972, p. 4484]
- Cash ; (revue suédoise) ; [JO du 30 avril 1972, p. 4484]
- Cash 3 ; (revue suédoise) ; [JO du 30 avril 1972, p. 4484]
- Color Cavalcade ; (revue suédoise) ; [JO du 30 avril 1972, p. 4484]
- Love for Two ; (revue suédoise) ; [JO du 30 avril 1972, p. 4484]
- Sexsides ; (revue suédoise) ; [JO du 30 avril 1972, p. 4484]
- Société Softgirls ; (matériel publicitaire néerlandais de) ; [JO du 30 avril 1972, p. 4484]
- Société anonyme Salix ; (matériel publicitaire néerlandais de) ; [JO du 30 avril 1972, p. 4484]
- Alan Watts, La Nouvelle Alchimie ; [JO du 2 juin 1972, p. 5543]
- Petit livre rouge des étudiants et des lycéens ; (nouvelle édition française d'Étienne Bobo) ; [JO du 2 juin 1972, p. 5543]
- Kongens Lyngby. ; (matériel publicitaire danois de) ; [JO du 14 juin 1972, p. 6029]
- Frédéric Martin, Les Peaux de vache ; (ouvrage belge) ; [JO du 25 juin 1972, p. 6528]
- Raymonde Louviers, Lili et Moi ; (ouvrage belge) ; [JO du 25 juin 1972, p. 6528]
- Oncle Henri, Le Satyre de la fée des poupées ; (ouvrage belge) ; [JO du 25 juin 1972, p. 6528]
- Robert Hadley, Culte d'amour ; (ouvrage canadien) ; [JO du 25 juin 1972, p. 6528]
- A. Lucchesi, Le Maquereau ; (ouvrage canadien) ; [JO du 25 juin 1972, p. 6528]
- T. Wolfe, Quelle folie ; (ouvrage canadien) ; [JO du 25 juin 1972, p. 6528]
- O. Dubois, Mini Mimi ; (ouvrage canadien) ; [JO du 25 juin 1972, p. 6528]
- Mick Moniche, Démence ; (ouvrage canadien) ; [JO du 25 juin 1972, p. 6528]
- Perverted Nuns ; (revue danoise) ; [JO du 25 juin 1972, p. 6528]
- Cover Girl ; (revue danoise) ; [JO du 25 juin 1972, p. 6528]
- Coition ; (revue suédoise) ; [JO du 25 juin 1972, p. 6528]
- Helios ; (revue suédoise) ; [JO du 25 juin 1972, p. 6528]
- Annie Get Your Gun ; (revue) ; [JO du 25 juin 1972, p. 6528]
- Erotica ; (revue) ; [JO du 25 juin 1972, p. 6528]
- Mit Stiefel und Peitsche ; (revue) ; [JO du 25 juin 1972, p. 6528]
- Liebe auf dem Segelboot ; (revue) ; [JO du 25 juin 1972, p. 6528]
- Robert Züchtigt Doris ; (revue) ; [JO du 25 juin 1972, p. 6528]
- Die Sex Reporterin ; (revue) ; [JO du 25 juin 1972, p. 6528]
- Basketeers ; (revue) ; [JO du 25 juin 1972, p. 6528]
- Sunny Girl ; (revue) ; [JO du 25 juin 1972, p. 6528]
- Mongo Béti, Main basse sur le Cameroun ; [JO du 1er juillet 1972, p. 6751] ; (autorisé le 20 mai 1976 [JO du 30 mai, p. 3203])
- Mongo Béti, Autopsie d'une décolonisation ; [JO du 1er juillet 1972, p. 6751] ; (autorisé le 20 mai 1976 [JO du 30 mai, p. 3203])

##### parRaymond Marcellin(gouvernement Pierre Messmer - 1972-1974)
- Société Versandhaus Hofheinz ; (matériel publicitaire allemand de) ; [JO du 3 août 1972, p. 8368]
- Dr Lacey, Phantastische Lieber-Stellungen ; (ouvrage allemand) ; [JO du 13 août 1972, p. 8774]
- D. Köhr, Heisse Paarungsakte Wilder Porno-Weiber ; (ouvrage allemand) ; [JO du 13 août 1972, p. 8774]
- Softlove ; (revue allemande) ; [JO du 13 août 1972, p. 8774]
- The Secrets ; (revue américaine) ; [JO du 7 septembre 1972, p. 9578]
- Naked ; (revue américaine) ; [JO du 7 septembre 1972, p. 9578]
- Swinging Set ; (revue) ; [JO du 7 septembre 1972, p. 9578]
- O.R.G.Y. ; (revue américaine) ; [JO du 26 septembre 1972, p. 10157]
- Wild Couples ; (revue américaine) ; [JO du 26 septembre 1972, p. 10157]
- Informal ; (revue américaine) ; [JO du 26 septembre 1972, p. 10157]
- Zena ; (revue danoise) ; [JO du 26 septembre 1972, p. 10157]
- Exclusive in Colors ; (revue danoise) ; [JO du 26 septembre 1972, p. 10157]
- Sexorqier i Billeder ; (revue danoise) ; [JO du 26 septembre 1972, p. 10157]
- Bi-Sex ; (revue danoise) ; [JO du 26 septembre 1972, p. 10157]
- Hov ; (revue) ; [JO du 26 septembre 1972, p. 10157]
- Starlet Club ; (revue) ; [JO du 26 septembre 1972, p. 10157]
- Honny-Love ; (revue) ; [JO du 26 septembre 1972, p. 10157]
- Fritids Sex ; (revue) ; [JO du 26 septembre 1972, p. 10157]
- Société Spécial ; (matériel publicitaire néerlandais de) ; [JO du 27 septembre 1972, p. 10190]
- Pocket Sex ; (revue allemande) ; [JO du 22 oct. 1972, p. 11078]
- Anal Masturbation ; (revue américaine) ; [JO du 22 oct. 1972, p. 11078]
- More Than 7 Inches ; (revue américaine) ; [JO du 22 oct. 1972, p. 11078]
- Hustler's Holiday ; (revue américaine) ; [JO du 22 oct. 1972, p. 11078]
- Teen-Age Masturbation ; (revue américaine) ; [JO du 22 oct. 1972, p. 11078]
- Hot Rods ; (revue américaine) ; [JO du 22 oct. 1972, p. 11078]
- Young and Ready ; (revue américaine) ; [JO du 22 oct. 1972, p. 11078]
- Contrast ; (revue américaine) ; [JO du 22 oct. 1972, p. 11078]
- Lesbian Teasing Games ; (revue américaine) ; [JO du 22 oct. 1972, p. 11078]
- Intimas Fotos ; (revue américaine) ; [JO du 22 oct. 1972, p. 11078]
- The Sweet Life ; (revue danoise) ; [JO du 22 oct. 1972, p. 11078]
- Sex Variations ; (revue danoise) ; [JO du 22 oct. 1972, p. 11078]
- Jallu ; (revue finoise) ; [JO du 22 oct. 1972, p. 11078]
- Variant ; (revue néerlandaise) ; [JO du 22 oct. 1972, p. 11078]
- Hombre ; (revue néerlandaise) ; [JO du 22 oct. 1972, p. 11078]
- Zwarte Kat Speciaal ; (revue néerlandaise) ; [JO du 22 oct. 1972, p. 11078]
- Zoeff ; (revue néerlandaise) ; [JO du 22 oct. 1972, p. 11078]
- Hot and Horny ; (revue néerlandaise) ; [JO du 22 oct. 1972, p. 11078]
- Relaciones Sexuales ; (revue néerlandaise) ; [JO du 22 oct. 1972, p. 11078]
- Clio ; (revue suédoise) ; [JO du 22 oct. 1972, p. 11078]
- Boys Exklusiv ; (revue allemande) ; [JO du 22 oct. 1972, p. 11079]
- Mix ; (revue allemande) ; [JO du 22 oct. 1972, p. 11079]
- Score II ; (revue américaine) ; [JO du 22 oct. 1972, p. 11079]
- Wonder Boy ; (revue danoise) ; [JO du 22 oct. 1972, p. 11079]
- Teenage Sex ; (revue danoise) ; [JO du 22 oct. 1972, p. 11079]
- Porno Party ; (revue danoise) ; [JO du 22 oct. 1972, p. 11079]
- School Girl Sex ; (revue danoise) ; [JO du 22 oct. 1972, p. 11079]
- Binky ; (revue néerlandaise) ; [JO du 22 oct. 1972, p. 11079]
- Holland Boys ; (revue néerlandaise) ; [JO du 22 oct. 1972, p. 11079]
- Bullitt 32 ; (revue) ; [JO du 22 oct. 1972, p. 11079]
- M. Dan Thustrup Jargen ; (matériel publicitaire danois de) ; [JO du 31 oct. 1972, p. 11363]
- Sex Art ; (revue américaine) ; [JO du 11 novembre 1972, p. 11748]
- Adam and Eva ; (revue américaine) ; [JO du 11 novembre 1972, p. 11748]
- Erotic and Orgies in Color ; (revue danoise) ; [JO du 11 novembre 1972, p. 11748]
- Tricking Trio ; (revue danoise) ; [JO du 11 novembre 1972, p. 11748]
- Love à Go-Go ; (revue suédoise) ; [JO du 11 novembre 1972, p. 11748]
- Kis ; (revue suédoise) ; [JO du 11 novembre 1972, p. 11748]
- Loving Sweden ; (revue suédoise) ; [JO du 11 novembre 1972, p. 11748]
- The Sound of Musex ; (revue) ; [JO du 11 novembre 1972, p. 11748]
- Love Story ; (revue) ; [JO du 11 novembre 1972, p. 11748]
- Gilbert Oakley D. Pay, Advance Sexual Joys ; [JO du 26 décembre 1972, p. 12555]
- Alexandre Price, An Analysis and Survey of Pictorial Pornography ; [JO du 26 décembre 1972, p. 12555]
- Sharri Templeton, Baby Bare ; [JO du 26 décembre 1972, p. 12555]
- Alan Metcalfe, Buttocks and Breasts ; [JO du 26 décembre 1972, p. 12555]
- Victor Dodson, Devil Sex « The Erotic Lure of Witchcraft » ; [JO du 26 décembre 1972, p. 12555]
- C. H. Lowe, Encyclopedia of Spanding (vol. 1 et 2) ; [JO du 26 décembre 1972, p. 12555]
- Kama Soutra Illustrated ; [JO du 26 décembre 1972, p. 12555]
- Kinky Kats (édition no 4) ; [JO du 26 décembre 1972, p. 12555]
- Knickers n° 2 « Female undies down the Ages »' ; [JO du 26 décembre 1972, p. 12555]
- Lesbian Caners ; [JO du 26 décembre 1972, p. 12555]
- Alan Metcalfe, Lesbian Expose ; [JO du 26 décembre 1972, p. 12555]
- Gilbert Oakley, Love Kiss ; [JO du 26 décembre 1972, p. 12555]
- Gilbert Oakley, Making Love in Living Color ; [JO du 26 décembre 1972, p. 12555]
- Robert B. Davenport, Mistress of Leather ; [JO du 26 décembre 1972, p. 12555]
- Ward Cleaver, Older Women and Younger Girls ; [JO du 26 décembre 1972, p. 12555]
- Gilbert Oakley D. Pay, Oral Love n° 2 ; [JO du 26 décembre 1972, p. 12555]
- Gilbert Oakley D. Pay, Oral Love in Pictures « A Guide to Sexual Happiness » ; [JO du 26 décembre 1972, p. 12555]
- Michèle D'Leon, Oral Sex Techniques ; [JO du 26 décembre 1972, p. 12555]
- T. Reid, Over 42, Pussy Cats in Rubber ; [JO du 26 décembre 1972, p. 12555]
- Gilbert Oakley D. Pay, Sex Change and Dress Deviation ; [JO du 26 décembre 1972, p. 12555]
- Marney Adams, Sex in Female Prisons ; [JO du 26 décembre 1972, p. 12555]
- Robert H. Sheldon, Sex-Picnic ; [JO du 26 décembre 1972, p. 12555]
- Hugh Jones, Spanding (Woman) « A Study in Domestic Discipline » ; [JO du 26 décembre 1972, p. 12555]
- Hugh Jones, Spanding Illustrated ; [JO du 26 décembre 1972, p. 12555]
- Thomas Shire, Stud ; [JO du 26 décembre 1972, p. 12555]
- Jane Tyson, Teenage Lesbians ; [JO du 26 décembre 1972, p. 12555]
- Norman Battes, Teen Sex Swapping ; [JO du 26 décembre 1972, p. 12555]
- Marcia Marcoux, Teeny « The Diary of a Teenage Nympho » ; [JO du 26 décembre 1972, p. 12555]
- docteur Pinhas ben Nahun, Turkish Art of Love ; [JO du 26 décembre 1972, p. 12555]
- All New Touch (vol. 1, no 3) ; [JO du 26 décembre 1972, p. 12555]
- Bizarre Capers (vol. 7, vol. 10, vol. 12) ; [JO du 26 décembre 1972, p. 12555]
- Female Impersonators (no 3, 1970) ; [JO du 26 décembre 1972, p. 12555]
- Female Mimics (vol. 1, no 5 et vol. 6) ; [JO du 26 décembre 1972, p. 12555]
- Pussy Cat (vol. 1, no 12) ; [JO du 26 décembre 1972, p. 12555]
- Pussy Cat (vol. 2, no 1) ; [JO du 26 décembre 1972, p. 12555]
- Pussy Cat (vol. 4, no 4) ; [JO du 26 décembre 1972, p. 12555]
- Sex Curve (vol. 1. no 2) ; [JO du 26 décembre 1972, p. 12555]
- « The Way Out » Magazine 38-26-34 (vol. 8, no 1) ; [JO du 26 décembre 1972, p. 12555]
- « The Way Out » Magazine 38-26-34 (autre éditeur) ; [JO du 26 décembre 1972, p. 12555]
- Europe-Import ; (matériel publicitaire suédois de) ; [JO du 18 novembre 1972, p. 11981]
- Dr J. Mertens, Pariser Affaire ; (ouvrage allemand) ; [JO du 20 janvier 1973, p. 807]
- Greg Hamilton, Die Lüsterne Jungfrau ; (ouvrage allemand) ; [JO du 20 janvier 1973, p. 807]
- Richard Alexis, Die Lust ; (ouvrage allemand) ; [JO du 20 janvier 1973, p. 807]
- J. X. Williams Sex Spiel für sechs ; (ouvrage allemand) ; [JO du 20 janvier 1973, p. 807]
- James Miller, Das Pyjama Spiel ; (ouvrage allemand) ; [JO du 20 janvier 1973, p. 807]
- Terry Cash, Suzanne die Wilde ; (ouvrage allemand) ; [JO du 20 janvier 1973, p. 807]
- Sandor Iriwan, Geile fahrt nach Issos ; (ouvrage allemand) ; [JO du 20 janvier 1973, p. 807]
- Vin Fields, Nasch mich Darling ; (ouvrage allemand) ; [JO du 20 janvier 1973, p. 807]
- M. Thomas, Wenn die kessen Puppen tanzen ; (ouvrage allemand) ; [JO du 20 janvier 1973, p. 807]
- Willy Stawinsky, In sachen Sex ; (ouvrage allemand) ; [JO du 20 janvier 1973, p. 807]
- Félix Präum, Der Lustmolch ; (ouvrage allemand) ; [JO du 20 janvier 1973, p. 807]
- Robert Hadley, Die Mannstolle Lori ; (ouvrage allemand) ; [JO du 20 janvier 1973, p. 807]
- Honey Potimkin, Orgie der Unersättlichen ; (roman allemand) ; [JO du 21 janvier 1973, p. 860]
- Walter F. Levereaux, Die Nymphen lassen bitten ; (roman allemand) ; [JO du 21 janvier 1973, p. 860]
- Gerome Hood, Das sexte Gebot ; (roman allemand) ; [JO du 21 janvier 1973, p. 860]
- Joanne Harris, Leih mir dein Ohr Liebes ; (roman allemand) ; [JO du 21 janvier 1973, p. 860]
- Gary Bastion, Unter heisser Haut ; (roman allemand) ; [JO du 21 janvier 1973, p. 860]
- Max Nortic, Im Bett des Kaisers ; (roman allemand) ; [JO du 21 janvier 1973, p. 860]
- Max Nortic, Die Unersättliche Lady « O » ; (roman allemand) ; [JO du 21 janvier 1973, p. 860]
- Wladimir Jussuf, Dorian die Peitschen der Zarin ; (roman allemand) ; [JO du 21 janvier 1973, p. 860]
- Sharon Basteir, Spielzug der Begierde ; (roman allemand) ; [JO du 21 janvier 1973, p. 860]
- Dr J. Mertens, Sapphos Tochter ; (roman allemand) ; [JO du 21 janvier 1973, p. 860]
- Winston Regret, Lockende Fesseln ; (roman allemand) ; [JO du 21 janvier 1973, p. 860]
- Wolfgang Kolberg, Marion und das geile Kleebatt ; (roman allemand) ; [JO du 21 janvier 1973, p. 860]
- Israel Krupp, Folter der Lust ; (roman allemand) ; [JO du 21 janvier 1973, p. 860]
- Don Russel, Das zehn Finger Spiel ; (roman allemand) ; [JO du 21 janvier 1973, p. 860]
- Si Clifford, Die Anhalterin ; (roman allemand) ; [JO du 21 janvier 1973, p. 860]
- Rolsk Dynamic Jazz ; (matériel publicitaire danois de) ; [JO du 3 février 1973, p. 1324]
- Sex Total-Phofil ; (matériel publicitaire néerlandais de) ; [JO du 5 mai 1973, p. 5044]
- Lolita-Anatomie des Sex ; (revue allemande) ; [JO du 25 mars 1973, p. 3265]
- Spontan ; (revue allemande) ; [JO du 25 mars 1973, p. 3265]
- Mini-Spécial ; (revue danoise) ; [JO du 25 mars 1973, p. 3265]
- Hash-Party ; (revue danoise) ; [JO du 25 mars 1973, p. 3265]
- Belinda-Ny Tidning Sex Serietidningen ; (revue suédoise) ; [JO du 25 mars 1973, p. 3265]
- Razzia ; (revue suédoise) ; [JO du 25 mars 1973, p. 3265]
- Sexoral ; (revue suédoise) ; [JO du 25 mars 1973, p. 3265]
- Erotisk Tvang ; (revue) ; [JO du 25 mars 1973, p. 3265]
- Porno-pop-Magazine Pussy Galore n° 8 ; (revue) ; [JO du 25 mars 1973, p. 3265]
- Union Versand ; (matériel publicitaire allemand) ; [JO du 25 mars 1973, p. 3265]
- Die 99 Nummern der Dolly M, Love-Käfer ; (ouvrage allemand) ; [JO du 25 mars 1973, p. 3265]
- Hotlove ; [JO du 25 mars 1973, p. 3265]
- Contact 72 ; (revue néerlandaise) ; [JO du 25 mars 1973, p. 3265]
- P. Lund ; (matériel publicitaire danois de) ; [JO du 13 avril 1973, p. 4333]
- Selecta ; (ouvrage suédois) ; [JO du 5 mai 1973, p. 5044]
- Accord, le magazine des couples libres ; (revue suédoise) ; [JO du 6 mai 1973, p. 5076]
- Sex Contact ; (ouvrage néerlandais) ; [JO du 13 mai 1973, p. 1973, 5301]
- De Nichten ; (ouvrage néerlandais) ; [JO du 13 mai 1973, p. 1973, 5301]
- Pick-Up ; (ouvrage néerlandais) ; [JO du 13 mai 1973, p. 1973, 5301]
- Smile ; (ouvrage néerlandais) ; [JO du 13 mai 1973, p. 1973, 5301]
- Lolita's ; (ouvrage suédois) ; [JO du 13 mai 1973, p. 1973, 5301]
- Sex Bachelors ; (ouvrage allemand) ; [JO du 18 mai 1973, p. 5462]
- Opus Sex ; (ouvrage allemand) ; [JO du 18 mai 1973, p. 5462]
- Sex Time ; (ouvrage anglais) ; [JO du 18 mai 1973, p. 5462]
- Lucky Sex ; [JO du 18 mai 1973, p. 5462]
- Easy Riders ; [JO du 18 mai 1973, p. 5462]
- Benno Stander, Bums-Olympiade bei Rita ; (ouvrage allemand) ; [JO du 9 juin 1973, p. 6122]
- Tom Pipe, Club 17 ; (ouvrage allemand) ; [JO du 9 juin 1973, p. 6122]
- Jorg Freiman, Das Liebes-Theater ; (ouvrage allemand) ; [JO du 9 juin 1973, p. 6122]
- J. Jansen, Das Sex-Schloss ; (ouvrage allemand) ; [JO du 9 juin 1973, p. 6122]
- V. Münker, Die Lüsterne Uta ; (ouvrage allemand) ; [JO du 9 juin 1973, p. 6122]
- Henry Levan, Im Fieberwahn der Geilheit ; (ouvrage allemand) ; [JO du 9 juin 1973, p. 6122]
- J. Mertens, Liebestolles Trio ; (ouvrage allemand) ; [JO du 9 juin 1973, p. 6122]
- Wolf Rau, Martina Erobert Paris ; (ouvrage allemand) ; [JO du 9 juin 1973, p. 6122]
- Henry Levan, Orgasmen-Olympiade ; (ouvrage allemand) ; [JO du 9 juin 1973, p. 6122]
- Sven Holgersson, Sex Durch Sieben ; (ouvrage allemand) ; [JO du 9 juin 1973, p. 6122]
- Dr Jan Ek, Sex Intime ; (ouvrage danois) ; [JO du 9 juin 1973, p. 6122]
- Walter Matt, Der Penis aus Elfenbein ; (ouvrage du Liechtenstein) ; [JO du 9 juin 1973, p. 6122]
- Cynthia Boomis, Hungrige Bestien ; (ouvrage du Liechtenstein) ; [JO du 9 juin 1973, p. 6122]
- Froe-Froe ; (ouvrage néerlandais) ; [JO du 9 juin 1973, p. 6122]
- Anal Sex ; (publication allemande) ; [JO du 9 juin 1973, p. 6122]
- A Thrill of Divine ; (publication allemande) ; [JO du 9 juin 1973, p. 6122]
- Birthday Sex ; (publication allemande) ; [JO du 9 juin 1973, p. 6122]
- Eros ; (publication allemande) ; [JO du 9 juin 1973, p. 6122]
- Extase ; (publication allemande) ; [JO du 9 juin 1973, p. 6122]
- Fanny ; (publication allemande) ; [JO du 9 juin 1973, p. 6122]
- Incest Blodskam ; (publication allemande) ; [JO du 9 juin 1973, p. 6122]
- Kick, Kidnapped ; (publication allemande) ; [JO du 9 juin 1973, p. 6122]
- Nymphes ; (publication allemande) ; [JO du 9 juin 1973, p. 6122]
- Opus Sex ; (publication allemande) ; [JO du 9 juin 1973, p. 6122]
- Orgie 69 ; (publication allemande) ; [JO du 9 juin 1973, p. 6122]
- Piccolo ; (publication allemande) ; [JO du 9 juin 1973, p. 6122]
- Porno Special ; (publication allemande) ; [JO du 9 juin 1973, p. 6122]
- Sex Gambling ; (publication allemande) ; [JO du 9 juin 1973, p. 6122]
- Sex Jamboree ; (publication allemande) ; [JO du 9 juin 1973, p. 6122]
- Sexuelle Perversiteiten ; (publication allemande) ; [JO du 9 juin 1973, p. 6122]
- Sex Study ; (publication allemande) ; [JO du 9 juin 1973, p. 6122]
- Sex Quiz ; (publication allemande) ; [JO du 9 juin 1973, p. 6122]
- Sexy Thief ; (publication allemande) ; [JO du 9 juin 1973, p. 6122]
- Skoleborn School Children ; (publication allemande) ; [JO du 9 juin 1973, p. 6122]
- Slogan ; (publication allemande) ; [JO du 9 juin 1973, p. 6122]
- Super-Busen ; (publication allemande) ; [JO du 9 juin 1973, p. 6122]
- Swedish Boys ; (publication allemande) ; [JO du 9 juin 1973, p. 6122]
- Sweet and Sinful ; (publication allemande) ; [JO du 9 juin 1973, p. 6122]
- Tuppy Owens, Die lesbischen Spiele der Rosi und Dolly ; (publication allemande) ; [JO du 9 juin 1973, p. 6122]
- Tuppy Owens, Intima ; (publication allemande) ; [JO du 9 juin 1973, p. 6122]
- Tuppy Owens, Sexspiele im Grünen ; (publication allemande) ; [JO du 9 juin 1973, p. 6122]
- Sex Magazin ; (publication allemande) ; [JO du 9 juin 1973, p. 6122]
- Blue ; (publication néerlandaise) ; [JO du 9 juin 1973, p. 6122]
- Chaud 3 ; (publication néerlandaise) ; [JO du 9 juin 1973, p. 6122]
- Climax ; (publication néerlandaise) ; [JO du 9 juin 1973, p. 6122]
- Davy ; (publication néerlandaise) ; [JO du 9 juin 1973, p. 6122]
- Erotisch Spel ; (publication néerlandaise) ; [JO du 9 juin 1973, p. 6122]
- Fotostrip ; (publication néerlandaise) ; [JO du 9 juin 1973, p. 6122]
- Hee ; (publication néerlandaise) ; [JO du 9 juin 1973, p. 6122]
- Love ; (publication néerlandaise) ; [JO du 9 juin 1973, p. 6122]
- Maand'Swerelds Beste Sex Blad ; (publication néerlandaise) ; [JO du 9 juin 1973, p. 6122]
- Weekend in Sex ; (publication néerlandaise) ; [JO du 9 juin 1973, p. 6122]
- Mini-Sex and Love ; (publication néerlandaise) ; [JO du 9 juin 1973, p. 6122]
- Orgas ; (publication néerlandaise) ; [JO du 9 juin 1973, p. 6122]
- Pee Ping ; (publication néerlandaise) ; [JO du 9 juin 1973, p. 6122]
- Pik-Up ; (publication néerlandaise) ; [JO du 9 juin 1973, p. 6122]
- Pikwik ; (publication néerlandaise) ; [JO du 9 juin 1973, p. 6122]
- Porno Rama ; (publication néerlandaise) ; [JO du 9 juin 1973, p. 6122]
- Rosie ; (publication néerlandaise) ; [JO du 9 juin 1973, p. 6122]
- Salome ; (publication néerlandaise) ; [JO du 9 juin 1973, p. 6122]
- Sam ; (publication néerlandaise) ; [JO du 9 juin 1973, p. 6122]
- Sélections du strip-tease ; (publication néerlandaise) ; [JO du 9 juin 1973, p. 6122]
- Soft ; (publication néerlandaise) ; [JO du 9 juin 1973, p. 6122]
- Switch ; (publication néerlandaise) ; [JO du 9 juin 1973, p. 6122]
- Tosca ; (publication néerlandaise) ; [JO du 9 juin 1973, p. 6122]
- Trip ; (publication néerlandaise) ; [JO du 9 juin 1973, p. 6122]
- Tum Tum ; (publication néerlandaise) ; [JO du 9 juin 1973, p. 6122]
- 5 Wauw ; (publication néerlandaise) ; [JO du 9 juin 1973, p. 6122]
- Zwart is Lekker ; (publication néerlandaise) ; [JO du 9 juin 1973, p. 6122]
- Combinaison ; (publication suédoise) ; [JO du 9 juin 1973, p. 6122]
- Delicate ; (publication suédoise) ; [JO du 9 juin 1973, p. 6122]
- Ero ; (publication suédoise) ; [JO du 9 juin 1973, p. 6122]
- Love Makers ; (publication suédoise) ; [JO du 9 juin 1973, p. 6122]
- Loving Orgy ; (publication suédoise) ; [JO du 9 juin 1973, p. 6122]
- Paris-Hollywood ; (publication suédoise) ; [JO du 9 juin 1973, p. 6122]
- Par n° I ; (publication suédoise) ; [JO du 9 juin 1973, p. 6122]
- Potens ; (publication suédoise) ; [JO du 9 juin 1973, p. 6122]
- Walter Hartford, Making-Love ; [JO du 9 juin 1973, p. 6122]
- All for Cash ; [JO du 9 juin 1973, p. 6122]
- Casino Sex ; [JO du 9 juin 1973, p. 6122]
- Colour Lesbian ; [JO du 9 juin 1973, p. 6122]
- Isabel, Kidnappet ; [JO du 9 juin 1973, p. 6122]
- Lesbian Climax ; [JO du 9 juin 1973, p. 6122]
- Mixed Feelings ; [JO du 9 juin 1973, p. 6122]
- Morgen Orgie ; [JO du 9 juin 1973, p. 6122]
- Partner ; [JO du 9 juin 1973, p. 6122]
- Party Love-Topsy's Film ; [JO du 9 juin 1973, p. 6122]
- Pornogame ; [JO du 9 juin 1973, p. 6122]
- Porno Tidningen ; [JO du 9 juin 1973, p. 6122]
- Porno-Trip ; [JO du 9 juin 1973, p. 6122]
- Rosie Hot Print ; [JO du 9 juin 1973, p. 6122]
- Samlet ; [JO du 9 juin 1973, p. 6122]
- Sex-Kitzler ; [JO du 9 juin 1973, p. 6122]
- Spanking Sex ; [JO du 9 juin 1973, p. 6122]
- Phofil ; (matériel publicitaire néerlandais de) ; [JO du 16 juin 1973, p. 6374]
- Sex Revolution ; (revue danoise) ; [JO du 17 juin 1973, p. 6454]
- Short Stories in Colour ; (revue danoise) ; [JO du 17 juin 1973, p. 6454]
- Top Color Sex ; (revue danoise) ; [JO du 17 juin 1973, p. 6454]
- Lesbian Party ; (revue danoise) ; [JO du 17 juin 1973, p. 6454]
- Erotischer Zwang ; (revue danoise) ; [JO du 17 juin 1973, p. 6454]
- Sex-Art ; (revue danoise) ; [JO du 17 juin 1973, p. 6454]
- Sadome ; (revue néerlandaise) ; [JO du 17 juin 1973, p. 6454]
- Kim ; (revue allemande) ; [JO du 29 juin 1973, p. 6957]
- Schwarze Haut auf weissen Schenkeln ; (revue allemande) ; [JO du 29 juin 1973, p. 6957]
- Liebe im Scheinwerferlicht ; (revue allemande) ; [JO du 29 juin 1973, p. 6957]
- Die Anhalterin ; (revue allemande) ; [JO du 29 juin 1973, p. 6957]
- Tommy ; (revue danoise) ; [JO du 29 juin 1973, p. 6957]
- Joyboy ; (revue danoise) ; [JO du 29 juin 1973, p. 6957]
- Kim ; (revue danoise) ; [JO du 29 juin 1973, p. 6957]
- Bambino ; (revue suédoise) ; [JO du 29 juin 1973, p. 6957]
- Dominated ; (publication américaine) ; [JO du 25 juillet 1973, p. 8090]
- Femme fatale ; (publication américaine) ; [JO du 25 juillet 1973, p. 8090]
- Titanic ; (publication américaine) ; [JO du 25 juillet 1973, p. 8090]
- Aggressive Gals ; (publication américaine) ; [JO du 25 juillet 1973, p. 8090]
- Super Size ; (publication américaine) ; [JO du 25 juillet 1973, p. 8090]
- Revenge of the Wantons ; (publication américaine) ; [JO du 25 juillet 1973, p. 8090]
- Nursed in Rubber ; (publication américaine) ; [JO du 25 juillet 1973, p. 8090]
- Bound-Age Terror ; (publication américaine) ; [JO du 25 juillet 1973, p. 8090]
- 320 Boobs ; (publication américaine) ; [JO du 25 juillet 1973, p. 8090]
- Busts and Bazooms ; (publication américaine) ; [JO du 25 juillet 1973, p. 8090]
- Bondage Vengeance ; (publication américaine) ; [JO du 25 juillet 1973, p. 8090]
- Party Girls ; (publication américaine) ; [JO du 25 juillet 1973, p. 8090]
- Hot ; (publication américaine) ; [JO du 25 juillet 1973, p. 8090]
- Busty a Rainbow Publication ; (publication américaine) ; [JO du 25 juillet 1973, p. 8090]
- Nightline ; (publication américaine) ; [JO du 25 juillet 1973, p. 8090]
- Les Filles ; (publication anglaise) ; [JO du 25 juillet 1973, p. 8090]
- A. Flament ; (matériel publicitaire allemand de) ; [JO du 28 juillet 1973, p. 8228]
- Play 2 Girls ; (revue danoise) ; [JO du 23 septembre 1973, p. 10309]
- Sex Nyt ; (revue danoise) ; [JO du 23 septembre 1973, p. 10309]
- Tuk ; (revue néerlandaise) ; [JO du 23 septembre 1973, p. 10309]
- Extase ; (revue néerlandaise) ; [JO du 23 septembre 1973, p. 10309]
- Sodom ; (revue néerlandaise) ; [JO du 23 septembre 1973, p. 10309]
- Intim ; (revue suédoise) ; [JO du 23 septembre 1973, p. 10309]
- 144 Sexual Variations ; (revue danoise) ; [JO du 7 novembre 1973, p. 11850]
- Man Eating ; (revue danoise) ; [JO du 7 novembre 1973, p. 11850]
- Big Tits ; (revue néerlandaise) ; [JO du 7 novembre 1973, p. 11850]
- Porno Mix ; (revue néerlandaise) ; [JO du 7 novembre 1973, p. 11850]
- Unisex ; (revue) ; [JO du 7 novembre 1973, p. 11850]
- Prestige ; (revue) ; [JO du 7 novembre 1973, p. 11850]
- Color Game ; (revue) ; [JO du 7 novembre 1973, p. 11850]
- Hot Love ; (revue danoise) ; [JO du 13 janvier 1974, p. 511]
- Cash ; (revue néerlandaise) ; [JO du 13 janvier 1974, p. 511]
- La Chatte ; (revue néerlandaise) ; [JO du 13 janvier 1974, p. 511]
- Jules Chomé, L'Ascension de Mobutu, du sergent Joseph Désiré au général Sese Seko ; [JO du 27 janvier 1974, p. 1067] ; (autorisé le 18 décembre 1981 [JO du 30 déc., p. 11547])

#### Sous la Cinquième République (présidence deValéry Giscard d'Estaing)

##### parMichel Poniatowski(gouvernement Jacques Chirac - 1974-1976)
- Private issue "E" ; (revue) ; [JO du 14 août 1974]
- Spiele ; (revue américaine) ; [JO du 14 août 1974]
- Lord ; (revue allemande) ; [JO du 14 août 1974]
- Eve ; (revue allemande) ; [JO du 14 août 1974]
- Blue movie color ; (revue) ; [JO du 14 août 1974]
- Minx ; (revue néerlandaise) ; [JO du 14 août 1974]
- Climax ; (revue néerlandaise) ; [JO du 14 août 1974]
- Gigi ; (revue) ; [JO du 14 août 1974]
- Porno Mash ; (revue néerlandaise) ; [JO du 14 août 1974]
- Porny ; (revue) ; [JO du 14 août 1974]
- Carmen ; (revue) ; [JO du 14 août 1974]
- Hot pants ; (revue) ; [JO du 14 août 1974]
- Trix ; (revue) ; [JO du 14 août 1974]
- Sexus ; (revue danoise) ; [JO du 14 août 1974]
- Wild West ; (revue néerlandaise) ; [JO du 14 août 1974]
- Smile extra ; (revue) ; [JO du 14 août 1974]
- Sex Partei Magazin ; (revue allemande) ; [JO du 14 août 1974]
- Sex story ; (revue) ; [JO du 14 août 1974]
- Erotik Magazin ; (revue allemande) ; [JO du 14 août 1974]
- Hot 15 ; (revue néerlandaise) ; [JO du 14 août 1974]
- Sado ; (revue néerlandaise) ; [JO du 14 août 1974]
- Demon ; (revue néerlandaise) ; [JO du 14 août 1974]
- Porno reeks ; (revue) ; [JO du 14 août 1974]
- Villa Hades ; (revue) ; [JO du 14 août 1974]
- Sex haven ; (revue) ; [JO du 14 août 1974]
- Sex 72-3 ; (revue) ; [JO du 14 août 1974]
- David Hoye, Cannabis Alchemy : the art of modern hashmaking ; [JO du 23 août 1974, p. 8771]
- L'Etudiant guinéen ; (revue) ; [JO du 3 septembre 1974, p. 9156]
- Julen Aguirre, Operación Ogro cómo y por qué ejecutamos a Carrero Blanco ; [JO du 25 septembre 1974, p. 9856]
- Boyplay ; (publication américaine) ; [JO du 8 décembre 1974, p. 12237]
- Pocket Pool ; (publication américaine) ; [JO du 8 décembre 1974, p. 12237]
- Stick Together  ; (publication américaine) ; [JO du 8 décembre 1974, p. 12237]
- Les Rêves sexuels de deux religieuses ; (publication néerlandaise) ; [JO du 8 décembre 1974, p. 12237]
- Sommerlove ; (publication allemande) ; [JO du 26 janvier 1975, p. 1173]
- Frivol ; (publication allemande) ; [JO du 26 janvier 1975, p. 1173]
- Boys Kerle Männer ; (publication allemande) ; [JO du 26 janvier 1975, p. 1173]
- Pikbube ; (publication allemande) ; [JO du 26 janvier 1975, p. 1173]
- Ritme ; (publication néerlandaise) ; [JO du 26 janvier 1975, p. 1173]
- Moneygirls ; (publication néerlandaise) ; [JO du 26 janvier 1975, p. 1173]
- Succé ; (publication suédoise) ; [JO du 26 janvier 1975, p. 1173]
- Children-Love ; [JO du 26 janvier 1975, p. 1173]
- Frivol ; (revue allemande) ; [JO du 11 avril 1975, p. 3789]
- DSP Intim ; (revue allemande) ; [JO du 11 avril 1975, p. 3789]
- Angela ; (revue allemande) ; [JO du 11 avril 1975, p. 3789]
- Mini Lolita ; (revue allemande) ; [JO du 11 avril 1975, p. 3789]
- Adult Game ; (revue danoise) ; [JO du 11 avril 1975, p. 3789]
- Guinée Perspectives nouvelles ; (organe du Regroupement des Guinéens de l'extérieur) ; [JO du 21 juin 1975, p. 6173]
- Sex Manager ; (publication allemande) ; [JO du 4 août 1976, p. 3851]
- Big Orgy ; (publication allemande) ; [JO du 4 août 1976, p. 3851]
- Sex Chok ; (publication allemande) ; [JO du 4 août 1976, p. 3851]
- Black Power ; [JO du 4 août 1976, p. 3851]
- Erotic Hands ; [JO du 4 août 1976, p. 3851]
- The Crisco Kids ; [JO du 4 août 1976, p. 3851]
- Casch ; [JO du 11 août 1976, p. 3980]
- Thunderbird ; [JO du 11 août 1976, p. 3980]
- Play Girls ; [JO du 11 août 1976, p. 3980]
- Porno Spezial ; [JO du 11 août 1976, p. 3980]
- 3 Virgins ; [JO du 11 août 1976, p. 3980]
- Sheriffen og Drengen ; [JO du 11 août 1976, p. 3980]
- T.V. Sex ; [JO du 11 août 1976, p. 3980]
- Orgas Intim ; [JO du 11 août 1976, p. 3980]
- Flesh ; [JO du 11 août 1976, p. 3980]
- Sex Chok ; [JO du 11 août 1976, p. 3980]
- Brandy ; [JO du 11 août 1976, p. 3980]
- Men Only ; (versions fr. et ang.) ; [JO du 27 août 1976, p. 4428] ; (autorisée le 23 février 1983 [JO du 6 mars, p. 2443])

##### parMichel Poniatowski(gouvernement Raymond Barre - 1976-1981)
- Hustler ; (revue américaine) ; [JO du 14 oct. 1976, p. 5284]
- Orgies ; (revue italienne) ; [JO du 14 oct. 1976, p. 5284]
- Stuk ; (revue néerlandaise) ; [JO du 14 oct. 1976, p. 5284]
- Pussy ; (revue néerlandaise) ; [JO du 14 oct. 1976, p. 5284]
- Sylvia ; (revue néerlandaise) ; [JO du 14 oct. 1976, p. 5284]
- Jean-Paul Alata, Prison d'Afrique ; [JO du 22 oct. 1976, p. 6168]
- Blue Climax ; (publication allemande) ; [JO du 28 novembre 1976, p. 6188]
- Sexy Girls ; (publication allemande) ; [JO du 28 novembre 1976, p. 6188]
- Exciting ; (publication allemande) ; [JO du 28 novembre 1976, p. 6188]
- Incest ; (publication allemande) ; [JO du 28 novembre 1976, p. 6188]
- Adult Game ; (publication allemande) ; [JO du 28 novembre 1976, p. 6188]
- New Cunts ; (publication allemande) ; [JO du 28 novembre 1976, p. 6188]
- Photo Orgy ; (publication allemande) ; [JO du 28 novembre 1976, p. 6188]
- Sex Bachelor ; (publication allemande) ; [JO du 28 novembre 1976, p. 6188]
- Sex Jamboree ; (publication allemande) ; [JO du 28 novembre 1976, p. 6188]
- Sex Racing ; (publication allemande) ; [JO du 28 novembre 1976, p. 6188]
- Color Shock ; (publication allemande) ; [JO du 28 novembre 1976, p. 6188]
- New Sexual Technique ; (publication allemande) ; [JO du 28 novembre 1976, p. 6188]
- Sex Variations ; (publication allemande) ; [JO du 28 novembre 1976, p. 6188]
- Randy Triangle ; (publication allemande) ; [JO du 28 novembre 1976, p. 6188]
- Children Love ; (publication allemande) ; [JO du 28 novembre 1976, p. 6188]
- Wet and Wild ; (publication allemande) ; [JO du 28 novembre 1976, p. 6188]
- Erotica Grotesque ; (publication allemande) ; [JO du 28 novembre 1976, p. 6188]
- Lesbian Triangle ; (publication allemande) ; [JO du 28 novembre 1976, p. 6188]
- Lesbian High Time ; (publication allemande) ; [JO du 28 novembre 1976, p. 6188]
- Lesbian Lust ; (publication allemande) ; [JO du 28 novembre 1976, p. 6188]
- Teenage Discipline ; (publication allemande) ; [JO du 28 novembre 1976, p. 6188]
- Lesbian Lolita ; (publication allemande) ; [JO du 28 novembre 1976, p. 6188]
- Lolli Pops ; (publication allemande) ; [JO du 28 novembre 1976, p. 6188]
- Bingo ; (publication allemande) ; [JO du 28 novembre 1976, p. 6188]
- Spanking Pleasure ; (publication allemande) ; [JO du 28 novembre 1976, p. 6188]
- Sex Bruden ; (publication allemande) ; [JO du 28 novembre 1976, p. 6188]
- Lolita Sex ; (publication allemande) ; [JO du 28 novembre 1976, p. 6188]
- Sex Chok ; (publication allemande) ; [JO du 28 novembre 1976, p. 6188]
- Loving Children ; (publication allemande) ; [JO du 28 novembre 1976, p. 6188]
- Joy Boy ; (publication allemande) ; [JO du 28 novembre 1976, p. 6188]
- Boy ; (publication allemande) ; [JO du 28 novembre 1976, p. 6188]
- The Barbarian Girls ; (publication allemande) ; [JO du 28 novembre 1976, p. 6188]
- Porno Spezial ; (publication allemande) ; [JO du 28 novembre 1976, p. 6188]
- Sex Intim ; (publication allemande) ; [JO du 28 novembre 1976, p. 6188]
- Super Magazin ; (publication allemande) ; [JO du 28 novembre 1976, p. 6188]
- School Girls ; (publication néerlandaise) ; [JO du 28 novembre 1976, p. 6188]
- Teenagers ; (publication néerlandaise) ; [JO du 28 novembre 1976, p. 6188]
- Fifteen 15 ; (publication suédoise) ; [JO du 28 novembre 1976, p. 6188]
- Tean Angel ; (publication suédoise) ; [JO du 28 novembre 1976, p. 6188]
- Chicken ; (publication suédoise) ; [JO du 28 novembre 1976, p. 6188]
- Lolita Love ; [JO du 28 novembre 1976, p. 6188]
- Lolita Snapshots ; [JO du 28 novembre 1976, p. 6188]
- Color Bizarre ; [JO du 28 novembre 1976, p. 6188]
- Hot Sex ; [JO du 28 novembre 1976, p. 6188]
- Scool Love ; [JO du 28 novembre 1976, p. 6188]
- Happy Porno ; (publication allemande) ; [JO du 3 décembre 1976, p. 6380]
- Super Magazin ; (publication allemande) ; [JO du 3 décembre 1976, p. 6380]
- Adult Garden of Sex ; (publication américaine) ; [JO du 3 décembre 1976, p. 6380]
- Forced ; (publication américaine) ; [JO du 3 décembre 1976, p. 6380]
- Erogenous X Erotica ; (publication américaine) ; [JO du 3 décembre 1976, p. 6380]
- The Photo Digest of Masturbation ; (publication américaine) ; [JO du 3 décembre 1976, p. 6380]
- Black Honey ; (publication américaine) ; [JO du 3 décembre 1976, p. 6380]
- Hitler's Harlot ; (publication américaine) ; [JO du 3 décembre 1976, p. 6380]
- The Female Impersonator ; (publication américaine) ; [JO du 3 décembre 1976, p. 6380]
- Shemale ; (publication américaine) ; [JO du 3 décembre 1976, p. 6380]
- Housewives ; (publication américaine) ; [JO du 3 décembre 1976, p. 6380]
- Dominator ; (publication américaine) ; [JO du 3 décembre 1976, p. 6380]
- Teenage Girls Students ; (publication américaine) ; [JO du 3 décembre 1976, p. 6380]
- Obedience and Dominance ; (publication américaine) ; [JO du 3 décembre 1976, p. 6380]
- Suck Cess ; (publication américaine) ; [JO du 3 décembre 1976, p. 6380]
- Reflections on Transvertism ; (publication américaine) ; [JO du 3 décembre 1976, p. 6380]
- Open Mind ; (publication américaine) ; [JO du 3 décembre 1976, p. 6380]
- Raw Romance ; (publication américaine) ; [JO du 3 décembre 1976, p. 6380]
- Lady Leather ; (publication américaine) ; [JO du 3 décembre 1976, p. 6380]
- Male Order ; (publication américaine) ; [JO du 3 décembre 1976, p. 6380]
- Black Sugar ; (publication américaine) ; [JO du 3 décembre 1976, p. 6380]
- Strangers in the Night ; (publication américaine) ; [JO du 3 décembre 1976, p. 6380]
- Fantasy ; (publication américaine) ; [JO du 3 décembre 1976, p. 6380]
- Round Beauties ; (publication américaine) ; [JO du 3 décembre 1976, p. 6380]
- Bound Bitches ; (publication américaine) ; [JO du 3 décembre 1976, p. 6380]
- Boy Schicks ; (publication américaine) ; [JO du 3 décembre 1976, p. 6380]
- Big John Holmes and his Teeny Boppers ; (publication américaine) ; [JO du 3 décembre 1976, p. 6380]
- Oriental Love ; (publication américaine) ; [JO du 3 décembre 1976, p. 6380]
- Young Lovers ; (publication américaine) ; [JO du 3 décembre 1976, p. 6380]
- Full Swing ; (publication américaine) ; [JO du 3 décembre 1976, p. 6380]
- Girls Enjoying Masturbation ; (publication américaine) ; [JO du 3 décembre 1976, p. 6380]
- Gaytimes Cruiser ; (publication américaine) ; [JO du 3 décembre 1976, p. 6380]
- Boyfriends ; (publication américaine) ; [JO du 3 décembre 1976, p. 6380]
- Bound to Serve ; (publication américaine) ; [JO du 3 décembre 1976, p. 6380]
- Le Ass ; (publication américaine) ; [JO du 3 décembre 1976, p. 6380]
- Horny Housewives ; (publication américaine) ; [JO du 3 décembre 1976, p. 6380]
- Top Teens ; (publication américaine) ; [JO du 3 décembre 1976, p. 6380]
- Rebel Bondage ; (publication américaine) ; [JO du 3 décembre 1976, p. 6380]
- Hot Crotch Stewardesses ; (publication américaine) ; [JO du 3 décembre 1976, p. 6380]
- Willing Housewives ; (publication américaine) ; [JO du 3 décembre 1976, p. 6380]
- TV Guys ; (publication américaine) ; [JO du 3 décembre 1976, p. 6380]
- Magazin Live ; (publication danoise) ; [JO du 3 décembre 1976, p. 6380]
- From My Holiday in New York ; (publication danoise) ; [JO du 3 décembre 1976, p. 6380]
- From My Holiday in Wonderful Copenhagen ; (publication danoise) ; [JO du 3 décembre 1976, p. 6380]
- S and M International ; (publication néerlandaise) ; [JO du 3 décembre 1976, p. 6380]
- Seventeen ; (publication néerlandaise) ; [JO du 3 décembre 1976, p. 6380]
- Dead End ; (publication néerlandaise) ; [JO du 3 décembre 1976, p. 6380]
- Pleasure Tools ; (publication néerlandaise) ; [JO du 3 décembre 1976, p. 6380]
- Fifteen l5 ; (publication suédoise) ; [JO du 3 décembre 1976, p. 6380]
- Mister S. M. ; (publication suédoise) ; [JO du 3 décembre 1976, p. 6380]
- For Fun ; (publication suédoise) ; [JO du 3 décembre 1976, p. 6380]
- Beards and Beavers ; [JO du 3 décembre 1976, p. 6380]
- Fun Loving Nympho ; [JO du 3 décembre 1976, p. 6380]
- Shaft, Busy Fuckers ; [JO du 3 décembre 1976, p. 6380]
- Locker Room Workout ; [JO du 3 décembre 1976, p. 6380]
- Sexploration ; [JO du 3 décembre 1976, p. 6380]
- Lusty Boys ; [JO du 3 décembre 1976, p. 6380]
- TV Glide ; [JO du 3 décembre 1976, p. 6380]
- Clinicalsex ; [JO du 3 décembre 1976, p. 6380]
- Glory Hole Studs ; [JO du 3 décembre 1976, p. 6380]
- Banana Splits ; [JO du 3 décembre 1976, p. 6380]
- Big Shots ; [JO du 3 décembre 1976, p. 6380]
- Schoolgirls in Training ; [JO du 3 décembre 1976, p. 6380]
- Rope Games ; [JO du 3 décembre 1976, p. 6380]
- Wild Boys ; [JO du 3 décembre 1976, p. 6380]
- Goldenrod ; [JO du 3 décembre 1976, p. 6380]
- The Sex Family ; [JO du 3 décembre 1976, p. 6380]
- Pornorama ; [JO du 3 décembre 1976, p. 6380]
- Black Pearls ; [JO du 3 décembre 1976, p. 6380]
- Wet Sex ; [JO du 3 décembre 1976, p. 6380]
- 122 Positions ; [JO du 3 décembre 1976, p. 6380]
- Color Bizarre ; [JO du 3 décembre 1976, p. 6380]
- Blue ; [JO du 3 décembre 1976, p. 6380]
- Heavy Hitters ; [JO du 3 décembre 1976, p. 6380]
- Turnabout ; [JO du 3 décembre 1976, p. 6380]
- Tongue N Cheek ; [JO du 3 décembre 1976, p. 6380]
- Blacks Girls and Masturbation ; [JO du 3 décembre 1976, p. 6380]
- Sex Players ; [JO du 3 décembre 1976, p. 6380]
- The American Sex Scene ; [JO du 3 décembre 1976, p. 6380]
- Sexually Sensitive Women ; [JO du 3 décembre 1976, p. 6380]
- Positions and Techniques ; [JO du 3 décembre 1976, p. 6380]
- Black Nurses ; [JO du 3 décembre 1976, p. 6380]
- Rack Em ; [JO du 3 décembre 1976, p. 6380]
- Sweet Ass Black Beauties ; [JO du 3 décembre 1976, p. 6380]
- Little Black Lezzies ; [JO du 3 décembre 1976, p. 6380]
- Cock Rings Chains and Things ; (publication allemande) ; [JO du 1er janvier 1977, p. 9]
- Pleasure ; (publication allemande) ; [JO du 1er janvier 1977, p. 9]
- Adult Garden of Sex ; (publication américaine) ; [JO du 1er janvier 1977, p. 9]
- Bondage Scrapbook ; (publication américaine) ; [JO du 1er janvier 1977, p. 9]
- Beauties in Bondage ; (publication américaine) ; [JO du 1er janvier 1977, p. 9]
- Housewives in Bondage ; (publication américaine) ; [JO du 1er janvier 1977, p. 9]
- Wonder Boys ; (publication américaine) ; [JO du 1er janvier 1977, p. 9]
- Bizarre Fetish ; (publication américaine) ; [JO du 1er janvier 1977, p. 9]
- Illustrated Sports ; (publication américaine) ; [JO du 1er janvier 1977, p. 9]
- Hot Knots ; (publication américaine) ; [JO du 1er janvier 1977, p. 9]
- Kinky ; (publication américaine) ; [JO du 1er janvier 1977, p. 9]
- Cinch ; (publication américaine) ; [JO du 1er janvier 1977, p. 9]
- Foxy and Fettered ; (publication américaine) ; [JO du 1er janvier 1977, p. 9]
- Bondage Digest ; (publication américaine) ; [JO du 1er janvier 1977, p. 9]
- Bondage Review ; (publication américaine) ; [JO du 1er janvier 1977, p. 9]
- Spanked and Sundued ; (publication américaine) ; [JO du 1er janvier 1977, p. 9]
- Tied Up Tarts ; (publication américaine) ; [JO du 1er janvier 1977, p. 9]
- Hogtie ; (publication américaine) ; [JO du 1er janvier 1977, p. 9]
- Tied ; (publication américaine) ; [JO du 1er janvier 1977, p. 9]
- Bonds of Pleasure ; (publication américaine) ; [JO du 1er janvier 1977, p. 9]
- Harlots in Harness ; (publication américaine) ; [JO du 1er janvier 1977, p. 9]
- Score ; (publication américaine) ; [JO du 1er janvier 1977, p. 9]
- Bondage Master ; (publication américaine) ; [JO du 1er janvier 1977, p. 9]
- Beau'n Aero ; (publication américaine) ; [JO du 1er janvier 1977, p. 9]
- Transsexuals ; (publication américaine) ; [JO du 1er janvier 1977, p. 9]
- Two Girls from Paris ; (publication américaine) ; [JO du 1er janvier 1977, p. 9]
- Trick Photography ; (publication américaine) ; [JO du 1er janvier 1977, p. 9]
- Erotic Spanking Fantasies ; (publication américaine) ; [JO du 1er janvier 1977, p. 9]
- Teen Temptations ; (publication américaine) ; [JO du 1er janvier 1977, p. 9]
- Helpless ; (publication américaine) ; [JO du 1er janvier 1977, p. 9]
- Loveknots ; (publication américaine) ; [JO du 1er janvier 1977, p. 9]
- In Drag ; (publication américaine) ; [JO du 1er janvier 1977, p. 9]
- 272 Knockers Nipples ; (publication américaine) ; [JO du 1er janvier 1977, p. 9]
- Bound ; (publication américaine) ; [JO du 1er janvier 1977, p. 9]
- Sapporo Bondage ; (publication américaine) ; [JO du 1er janvier 1977, p. 9]
- Kingsize Male ; (publication américaine) ; [JO du 1er janvier 1977, p. 9]
- Moppets and Teens ; (publication américaine) ; [JO du 1er janvier 1977, p. 9]
- Queen in Drag ; (publication américaine) ; [JO du 1er janvier 1977, p. 9]
- Busty Beavers ; (publication américaine) ; [JO du 1er janvier 1977, p. 9]
- Bewitching and Bund ; (publication américaine) ; [JO du 1er janvier 1977, p. 9]
- Transvertite ; (publication américaine) ; [JO du 1er janvier 1977, p. 9]
- Mr. Ms ; (publication américaine) ; [JO du 1er janvier 1977, p. 9]
- Whip ; (publication américaine) ; [JO du 1er janvier 1977, p. 9]
- Rope ; (publication américaine) ; [JO du 1er janvier 1977, p. 9]
- Garters and Gags ; (publication américaine) ; [JO du 1er janvier 1977, p. 9]
- Bondages Request ; (publication américaine) ; [JO du 1er janvier 1977, p. 9]
- The Subjugators ; (publication américaine) ; [JO du 1er janvier 1977, p. 9]
- Love Me ; (publication américaine) ; [JO du 1er janvier 1977, p. 9]
- Taskmaster ; (publication américaine) ; [JO du 1er janvier 1977, p. 9]
- Bicentennial Bondage ; (publication américaine) ; [JO du 1er janvier 1977, p. 9]
- Kaptive Beauties ; (publication américaine) ; [JO du 1er janvier 1977, p. 9]
- Submission ; (publication américaine) ; [JO du 1er janvier 1977, p. 9]
- Command ; (publication américaine) ; [JO du 1er janvier 1977, p. 9]
- Best of Bondage ; (publication américaine) ; [JO du 1er janvier 1977, p. 9]
- Trans-sexual ; (publication américaine) ; [JO du 1er janvier 1977, p. 9]
- Bondage Quarterly ; (publication américaine) ; [JO du 1er janvier 1977, p. 9]
- Casebook ; (publication américaine) ; [JO du 1er janvier 1977, p. 9]
- Drag Queens ; (publication américaine) ; [JO du 1er janvier 1977, p. 9]
- Palm and Paddle ; (publication américaine) ; [JO du 1er janvier 1977, p. 9]
- Crack ; (publication américaine) ; [JO du 1er janvier 1977, p. 9]
- Spanking Movie Review ; (publication américaine) ; [JO du 1er janvier 1977, p. 9]
- Rope Master ; (publication américaine) ; [JO du 1er janvier 1977, p. 9]
- Black Bucks ; (publication américaine) ; [JO du 1er janvier 1977, p. 9]
- Laces and Leather ; (publication américaine) ; [JO du 1er janvier 1977, p. 9]
- Kaptive Kittens ; (publication américaine) ; [JO du 1er janvier 1977, p. 9]
- Dressed ; (publication américaine) ; [JO du 1er janvier 1977, p. 9]
- Bonda ! ; (publication américaine) ; [JO du 1er janvier 1977, p. 9]
- Teenagers in Bondage ; (publication américaine) ; [JO du 1er janvier 1977, p. 9]
- Captive ; (publication américaine) ; [JO du 1er janvier 1977, p. 9]
- Hot Fox Bondage, ; (publication américaine) ; [JO du 1er janvier 1977, p. 9]
- Homo Action ; (publication danoise) ; [JO du 1er janvier 1977, p. 9]
- New Cuts ; (publication danoise) ; [JO du 1er janvier 1977, p. 9]
- Time to Come ; (publication néerlandaise) ; [JO du 1er janvier 1977, p. 9]
- Prisoner of Lust ; (publication néerlandaise) ; [JO du 1er janvier 1977, p. 9]
- Confessions of a Pool Boy ; (publication néerlandaise) ; [JO du 1er janvier 1977, p. 9]
- King Size ; (publication néerlandaise) ; [JO du 1er janvier 1977, p. 9]
- Intex ; (publication néerlandaise) ; [JO du 1er janvier 1977, p. 9]
- Advanced Bondage ; [JO du 1er janvier 1977, p. 9]
- Chains ; [JO du 1er janvier 1977, p. 9]
- Up and Coming ; [JO du 1er janvier 1977, p. 9]
- Homo Violence ; [JO du 1er janvier 1977, p. 9]
- Erotic : Zones ; [JO du 1er janvier 1977, p. 9]
- Sex Act ; [JO du 1er janvier 1977, p. 9]
- Shackled ; [JO du 1er janvier 1977, p. 9]
- Let's All Cum ; [JO du 1er janvier 1977, p. 9]
- Young Lance ; [JO du 1er janvier 1977, p. 9]
- Enrapt Pairs ; [JO du 1er janvier 1977, p. 9]
- Bondage Beavers ; [JO du 1er janvier 1977, p. 9]
- Mary Hardon ; [JO du 1er janvier 1977, p. 9]
- Slave in Bondage ; [JO du 1er janvier 1977, p. 9]
- My Porno Girls ; [JO du 1er janvier 1977, p. 9]
- Lessons in Bondage ; [JO du 1er janvier 1977, p. 9]
- Schwanz Parade ; (publication allemande) ; [JO du 18 février 1977, p. 1011]
- Love Boys ; (publication allemande) ; [JO du 18 février 1977, p. 1011]
- The Jock Book ; (publication allemande) ; [JO du 18 février 1977, p. 1011]
- On The Job ; (publication allemande) ; [JO du 18 février 1977, p. 1011]
- Gallery 9 ; (publication américaine) ; [JO du 18 février 1977, p. 1011]
- Drag Scene ; (publication américaine) ; [JO du 18 février 1977, p. 1011]
- Gay Interaction ; (publication américaine) ; [JO du 18 février 1977, p. 1011]
- Inquiry ; (publication américaine) ; [JO du 18 février 1977, p. 1011]
- Bosom Beautie ; (publication américaine) ; [JO du 18 février 1977, p. 1011]
- Head on Hollywood ; (publication américaine) ; [JO du 18 février 1977, p. 1011]
- Kings and Queens ; (publication américaine) ; [JO du 18 février 1977, p. 1011]
- Domination and Discipline ; (publication américaine) ; [JO du 18 février 1977, p. 1011]
- Patterns of Evil ; (publication américaine) ; [JO du 18 février 1977, p. 1011]
- 2I5 Choisemen ; (publication américaine) ; [JO du 18 février 1977, p. 1011]
- The Four Faces of Jamie ; (publication américaine) ; [JO du 18 février 1977, p. 1011]
- Sororyty Sisters ; (publication américaine) ; [JO du 18 février 1977, p. 1011]
- Bamboo ; (publication américaine) ; [JO du 18 février 1977, p. 1011]
- Gay Sex Devices ; (publication américaine) ; [JO du 18 février 1977, p. 1011]
- Lesbo Lassies ; (publication américaine) ; [JO du 18 février 1977, p. 1011]
- Meat People ; (publication américaine) ; [JO du 18 février 1977, p. 1011]
- Hard Humpers ; (publication américaine) ; [JO du 18 février 1977, p. 1011]
- Easy Pieces ; (publication américaine) ; [JO du 18 février 1977, p. 1011]
- Lickin' and Stickin'  ; (publication américaine) ; [JO du 18 février 1977, p. 1011]
- Wild Lesbians ; (publication danoise) ; [JO du 18 février 1977, p. 1011]
- Rubber Sex ; (publication danoise) ; [JO du 18 février 1977, p. 1011]
- Sensation ; (publication danoise) ; [JO du 18 février 1977, p. 1011]
- Lesbo Love ; (publication danoise) ; [JO du 18 février 1977, p. 1011]
- Lovely Lesbians ; (publication danoise) ; [JO du 18 février 1977, p. 1011]
- Boys of Berlin ; (publication danoise) ; [JO du 18 février 1977, p. 1011]
- Teenage Love ; (publication néerlandaise) ; [JO du 18 février 1977, p. 1011]
- Big Mama's ; (publication néerlandaise) ; [JO du 18 février 1977, p. 1011]
- Quest ; (publication néerlandaise) ; [JO du 18 février 1977, p. 1011]
- Wicked Weekend ; (publication néerlandaise) ; [JO du 18 février 1977, p. 1011]
- Unnatural Sex Acts ; (publication néerlandaise) ; [JO du 18 février 1977, p. 1011]
- First Encounter ; (publication néerlandaise) ; [JO du 18 février 1977, p. 1011]
- Erotic Sex Devices ; (publication néerlandaise) ; [JO du 18 février 1977, p. 1011]
- Typen ; (publication suédoise) ; [JO du 18 février 1977, p. 1011]
- Dolls ; [JO du 18 février 1977, p. 1011]
- Big Eve ; [JO du 18 février 1977, p. 1011]
- Bossom Baby ; [JO du 18 février 1977, p. 1011]
- The Hard Way ; [JO du 18 février 1977, p. 1011]
- Try it for Size ; [JO du 18 février 1977, p. 1011]
- All Day ; [JO du 18 février 1977, p. 1011]
- Suckers ; [JO du 18 février 1977, p. 1011]
- Giant 24 Explicit Pull Out Cover ; [JO du 18 février 1977, p. 1011]
- Hard Core ; [JO du 18 février 1977, p. 1011]
- The Loggers ; [JO du 18 février 1977, p. 1011]
- Shaft ; [JO du 18 février 1977, p. 1011]
- Miss Shape ; [JO du 18 février 1977, p. 1011]
- Erotic Lovers ; [JO du 18 février 1977, p. 1011]
- Love Boys ; [JO du 18 février 1977, p. 1011]
- A Porno Guide in Hamburg ; [JO du 18 février 1977, p. 1011]
- Dip Stickers ; [JO du 18 février 1977, p. 1011]
- A Porno Guide to Copenhagen ; [JO du 18 février 1977, p. 1011]
- Sex and Seduction ; [JO du 18 février 1977, p. 1011]
- Techniques of Orgasm ; [JO du 18 février 1977, p. 1011]
- Sexual Stimulation ; [JO du 18 février 1977, p. 1011]
- High Society ; (publication américano-liechtensteinoise) ; [JO du 23 mars 1977, p. 1559]

##### parChristian Bonnet(gouvernement Raymond Barre - 1976-1981)
- Lust ; (publication allemande) ; [JO du 7 juillet 1977, p. 3890]
- Climbim ; (publication allemande) ; [JO du 7 juillet 1977, p. 3890]
- 236 Nylon Nymphs ; (publication américaine) ; [JO du 7 juillet 1977, p. 3890]
- Teenage Tits ; (publication américaine) ; [JO du 7 juillet 1977, p. 3890]
- Big Juigy Jugs ; (publication américaine) ; [JO du 7 juillet 1977, p. 3890]
- Pajama Party. Bound to Please ; (publication américaine) ; [JO du 7 juillet 1977, p. 3890]
- 296 Hot Singles ; (publication américaine) ; [JO du 7 juillet 1977, p. 3890]
- Mother Truckers ; (publication américaine) ; [JO du 7 juillet 1977, p. 3890]
- Masturbation ; (publication américaine) ; [JO du 7 juillet 1977, p. 3890]
- Girl Play ; (publication américaine) ; [JO du 7 juillet 1977, p. 3890]
- Discipline B and D ; (publication américaine) ; [JO du 7 juillet 1977, p. 3890]
- Shaved ; (publication américaine) ; [JO du 7 juillet 1977, p. 3890]
- Bicentennial Queens ; (publication américaine) ; [JO du 7 juillet 1977, p. 3890]
- Together ; (publication américaine) ; [JO du 7 juillet 1977, p. 3890]
- Lickers and Stickers ; (publication américaine) ; [JO du 7 juillet 1977, p. 3890]
- Kingsize International ; (publication américaine) ; [JO du 7 juillet 1977, p. 3890]
- Hot Ass ; (publication américaine) ; [JO du 7 juillet 1977, p. 3890]
- Action Wives ; (publication américaine) ; [JO du 7 juillet 1977, p. 3890]
- Cocksure Teasers ; (publication américaine) ; [JO du 7 juillet 1977, p. 3890]
- Line and Form ; (publication américaine) ; [JO du 7 juillet 1977, p. 3890]
- A Nostalgic Look at Bettie Page ; (publication américaine) ; [JO du 7 juillet 1977, p. 3890]
- Pussy Nurse ; (publication américaine) ; [JO du 7 juillet 1977, p. 3890]
- Infantile Analysis ; (publication américaine) ; [JO du 7 juillet 1977, p. 3890]
- Oriental Pussy ; (publication américaine) ; [JO du 7 juillet 1977, p. 3890]
- Loving Ends ; (publication américaine) ; [JO du 7 juillet 1977, p. 3890]
- Mixed Bag ; (publication américaine) ; [JO du 7 juillet 1977, p. 3890]
- Forty + Scrapbook ; (publication américaine) ; [JO du 7 juillet 1977, p. 3890]
- Little Lovers ; (publication américaine) ; [JO du 7 juillet 1977, p. 3890]
- Javelin ; (publication américaine) ; [JO du 7 juillet 1977, p. 3890]
- Teenagers ; (publication américaine) ; [JO du 7 juillet 1977, p. 3890]
- Leg Show ; (publication américaine) ; [JO du 7 juillet 1977, p. 3890]
- Getting it on ; (publication américaine) ; [JO du 7 juillet 1977, p. 3890]
- Groovy ; (publication américaine) ; [JO du 7 juillet 1977, p. 3890]
- Binder ; (publication américaine) ; [JO du 7 juillet 1977, p. 3890]
- Lovers Parade ; (publication américaine) ; [JO du 7 juillet 1977, p. 3890]
- Rope/The Oriental Art of Bondage ; (publication américaine) ; [JO du 7 juillet 1977, p. 3890]
- Foreplay ; (publication américaine) ; [JO du 7 juillet 1977, p. 3890]
- Friends and Lovers ; (publication américaine) ; [JO du 7 juillet 1977, p. 3890]
- Trend ; (publication américaine) ; [JO du 7 juillet 1977, p. 3890]
- Foul Play ; (publication américaine) ; [JO du 7 juillet 1977, p. 3890]
- Whipmaster ; (publication américaine) ; [JO du 7 juillet 1977, p. 3890]
- Hit Fun ; (publication américaine) ; [JO du 7 juillet 1977, p. 3890]
- Shackled ; (publication américaine) ; [JO du 7 juillet 1977, p. 3890]
- Belly Button ; (publication américaine) ; [JO du 7 juillet 1977, p. 3890]
- I'll Pay By The Inch ; (publication américaine) ; [JO du 7 juillet 1977, p. 3890]
- Hot Pants ; (publication américaine) ; [JO du 7 juillet 1977, p. 3890]
- The Naked Mrs ; (publication américaine) ; [JO du 7 juillet 1977, p. 3890]
- Ballin' Jack ; (publication américaine) ; [JO du 7 juillet 1977, p. 3890]
- Peaches Special ; (publication anglaise) ; [JO du 7 juillet 1977, p. 3890]
- Golden Boy ; (publication anglaise) ; [JO du 7 juillet 1977, p. 3890]
- The Angles for Love ; (publication anglaise) ; [JO du 7 juillet 1977, p. 3890]
- Nimph Lover ; (publication danoise) ; [JO du 7 juillet 1977, p. 3890]
- Erotic Perversion Sadism ; (publication danoise) ; [JO du 7 juillet 1977, p. 3890]
- Brutal Sisters ; (publication danoise) ; [JO du 7 juillet 1977, p. 3890]
- Superboy ; (publication danoise) ; [JO du 7 juillet 1977, p. 3890]
- Perversion and Transvestism ; (publication danoise) ; [JO du 7 juillet 1977, p. 3890]
- Lesbian Dreams ; (publication danoise) ; [JO du 7 juillet 1977, p. 3890]
- Perverted Orgies ; (publication danoise) ; [JO du 7 juillet 1977, p. 3890]
- Partner ; (publication italienne) ; [JO du 7 juillet 1977, p. 3890]
- The Best of Mouthfull ; (publication néerlandaise) ; [JO du 7 juillet 1977, p. 3890]
- On Target ; (publication néerlandaise) ; [JO du 7 juillet 1977, p. 3890]
- Chicken Suprem ; (publication néerlandaise) ; [JO du 7 juillet 1977, p. 3890]
- Toy ; (publication suédoise) ; [JO du 7 juillet 1977, p. 3890]
- The Toy for Gay Kicks ; (publication suédoise) ; [JO du 7 juillet 1977, p. 3890]
- Revolt Gallery ; (publication suédoise) ; [JO du 7 juillet 1977, p. 3890]
- Fucking Children ; [JO du 7 juillet 1977, p. 3890]
- Meijes van Madchen von Girls of l4 ; [JO du 7 juillet 1977, p. 3890]
- Animal Fucking ; [JO du 7 juillet 1977, p. 3890]
- Coming Up Strong ; [JO du 7 juillet 1977, p. 3890]
- Easy Come Easy Blow ; [JO du 7 juillet 1977, p. 3890]
- Double Your Pleasure ; [JO du 7 juillet 1977, p. 3890]
- Masturbation and Science ; [JO du 7 juillet 1977, p. 3890]
- Passion Partners ; [JO du 7 juillet 1977, p. 3890]
- Nutcracker Sweet ; [JO du 7 juillet 1977, p. 3890]
- Edible and Bedable ; [JO du 7 juillet 1977, p. 3890]
- Open Sex ; [JO du 7 juillet 1977, p. 3890]
- Cock Hungry ; [JO du 7 juillet 1977, p. 3890]
- Fullhouse ; [JO du 7 juillet 1977, p. 3890]
- Sex Styles Today ; [JO du 7 juillet 1977, p. 3890]
- High Ball ; [JO du 7 juillet 1977, p. 3890]
- Swank ; (revue américaine) ; [JO du 15 novembre 1977, p. 7441]
- Boods ; (revue américaine) ; [JO du 17 mai 1978, p. 3897]
- Busts and Bazzoms ; (revue américaine) ; [JO du 17 mai 1978, p. 3897]
- Legs Boods Lingerie ; (revue américaine) ; [JO du 17 mai 1978, p. 3897]
- Forty Plus ; (revue américaine) ; [JO du 15 août 1978, p. 6509]
- Shaved ; (revue américaine) ; [JO du 2 septembre 1978, p. 6887]
- Weekend Lockup ; (revue américaine) ; [JO du 2 septembre 1978, p. 6887]
- Dynamo ! ; (revue américaine) ; [JO du 2 septembre 1978, p. 6887]
- Three Days Weekend ; (revue américaine) ; [JO du 2 septembre 1978, p. 6887]
- Ramrod ; (revue américaine) ; [JO du 2 septembre 1978, p. 6887]
- John Holmes ; (revue américaine) ; [JO du 2 septembre 1978, p. 6887]
- The Night Visitor ; (revue américaine) ; [JO du 2 septembre 1978, p. 6887]
- Abducted ; (revue américaine) ; [JO du 2 septembre 1978, p. 6887]
- Exhibit ; (revue américaine) ; [JO du 2 septembre 1978, p. 6887]
- Pick Up Tricks ; (revue américaine) ; [JO du 2 septembre 1978, p. 6887]
- Holes and Gushers ; (revue américaine) ; [JO du 2 septembre 1978, p. 6887]
- Girl Boys ; (revue américaine) ; [JO du 2 septembre 1978, p. 6887]
- Rumps and Cunts ; (revue américaine) ; [JO du 2 septembre 1978, p. 6887]
- Lips Tits an Clits ; (revue américaine) ; [JO du 2 septembre 1978, p. 6887]
- The Erotic Fantasies of Linda ; (revue américaine) ; [JO du 2 septembre 1978, p. 6887]
- Sex Fantasies ; (revue américaine) ; [JO du 2 septembre 1978, p. 6887]
- A Couple! S Guide to Sexual Devices ; (revue américaine) ; [JO du 2 septembre 1978, p. 6887]
- Studs To-Gether ; (revue américaine) ; [JO du 2 septembre 1978, p. 6887]
- Three in The Barn ; (revue américaine) ; [JO du 2 septembre 1978, p. 6887]
- The Erection Collection ; (revue américaine) ; [JO du 2 septembre 1978, p. 6887]
- Young and Lonely ; (revue américaine) ; [JO du 2 septembre 1978, p. 6887]
- Pussy Power ; (revue américaine) ; [JO du 2 septembre 1978, p. 6887]
- Black Bart ; (revue américaine) ; [JO du 2 septembre 1978, p. 6887]
- Sex Affaires ; (revue américaine) ; [JO du 2 septembre 1978, p. 6887]
- Drag Darling ; (revue américaine) ; [JO du 2 septembre 1978, p. 6887]
- Douche ; (revue américaine) ; [JO du 2 septembre 1978, p. 6887]
- Pussy Pugs ; (revue américaine) ; [JO du 2 septembre 1978, p. 6887]
- Wet Dreams ; (revue américaine) ; [JO du 2 septembre 1978, p. 6887]
- Hot and Ready ; (revue américaine) ; [JO du 2 septembre 1978, p. 6887]
- Nobs ; (revue américaine) ; [JO du 2 septembre 1978, p. 6887]
- Round Up ; (revue néerlandaise) ; [JO du 2 septembre 1978, p. 6887]
- Odyssey ; (revue néerlandaise) ; [JO du 2 septembre 1978, p. 6887]
- Tailgate ; (revue) ; [JO du 2 septembre 1978, p. 6887]
- Cockring Boys ; (revue) ; [JO du 2 septembre 1978, p. 6887]
- 180 Hot Muffs ; (revue) ; [JO du 2 septembre 1978, p. 6887]
- Soul Snatch ; (revue) ; [JO du 2 septembre 1978, p. 6887]
- Fantasy Girls ; (revue) ; [JO du 2 septembre 1978, p. 6887]
- Young Foxes ; (revue) ; [JO du 2 septembre 1978, p. 6887]
- All Alone and Horny ; (revue) ; [JO du 2 septembre 1978, p. 6887]
- L'Amour ; (revue allemande) ; [JO du 21 avril 1979, p. 3385]
- Arsch und Fotze ; (revue allemande) ; [JO du 21 avril 1979, p. 3385]
- B. B. Big Breast ; (revue allemande) ; [JO du 21 avril 1979, p. 3385]
- B. K. M. ; (revue allemande) ; [JO du 21 avril 1979, p. 3385]
- Busen ; (revue allemande) ; [JO du 21 avril 1979, p. 3385]
- Climax Live ; (revue allemande) ; [JO du 21 avril 1979, p. 3385]
- Cover Girls ; (revue allemande) ; [JO du 21 avril 1979, p. 3385]
- Dolce Vita ; (revue allemande) ; [JO du 21 avril 1979, p. 3385]
- Eros Rendez-Vous ; (revue allemande) ; [JO du 21 avril 1979, p. 3385]
- Explosion ; (revue allemande) ; [JO du 21 avril 1979, p. 3385]
- Fascination ; (revue allemande) ; [JO du 21 avril 1979, p. 3385]
- Ficken ; (revue allemande) ; [JO du 21 avril 1979, p. 3385]
- Fickloch ; (revue allemande) ; [JO du 21 avril 1979, p. 3385]
- Fick Parade ; (revue allemande) ; [JO du 21 avril 1979, p. 3385]
- Fotzen Parade ; (revue allemande) ; [JO du 21 avril 1979, p. 3385]
- Fuck ; (revue allemande) ; [JO du 21 avril 1979, p. 3385]
- Geile Gays-Horny Gays ; (revue allemande) ; [JO du 21 avril 1979, p. 3385]
- Girls ; (revue allemande) ; [JO du 21 avril 1979, p. 3385]
- Group Sex Lovers ; (revue allemande) ; [JO du 21 avril 1979, p. 3385]
- Heisse Votzen ; (revue allemande) ; [JO du 21 avril 1979, p. 3385]
- Hot Love ; (revue allemande) ; [JO du 21 avril 1979, p. 3385]
- Klistier Zofe ; (revue allemande) ; [JO du 21 avril 1979, p. 3385]
- Lesben ; (revue allemande) ; [JO du 21 avril 1979, p. 3385]
- Lesbian Lays ; (revue allemande) ; [JO du 21 avril 1979, p. 3385]
- Lesbische Teenager ; (revue allemande) ; [JO du 21 avril 1979, p. 3385]
- Das Loch ; (revue allemande) ; [JO du 21 avril 1979, p. 3385]
- Love ; (revue allemande) ; [JO du 21 avril 1979, p. 3385]
- Love in Action ; (revue allemande) ; [JO du 21 avril 1979, p. 3385]
- Love Girls ; (revue allemande) ; [JO du 21 avril 1979, p. 3385]
- Lou ; (revue allemande) ; [JO du 21 avril 1979, p. 3385]
- Lust Molch ; (revue allemande) ; [JO du 21 avril 1979, p. 3385]
- New Cunts ; (revue allemande) ; [JO du 21 avril 1979, p. 3385]
- The Player ; (revue allemande) ; [JO du 21 avril 1979, p. 3385]
- Please International ; (revue allemande) ; [JO du 21 avril 1979, p. 3385]
- Plus ; (revue allemande) ; [JO du 21 avril 1979, p. 3385]
- Pornoela ; (revue allemande) ; [JO du 21 avril 1979, p. 3385]
- Push ; (revue allemande) ; [JO du 21 avril 1979, p. 3385]
- Rote Laterne ; (revue allemande) ; [JO du 21 avril 1979, p. 3385]
- Satisfaction ; (revue allemande) ; [JO du 21 avril 1979, p. 3385]
- Scharfe Number ; (revue allemande) ; [JO du 21 avril 1979, p. 3385]
- Schwanz Votze ; (revue allemande) ; [JO du 21 avril 1979, p. 3385]
- Schwarze Venus ; (revue allemande) ; [JO du 21 avril 1979, p. 3385]
- Sex O'M ; (revue allemande) ; [JO du 21 avril 1979, p. 3385]
- Sir Bazarr ; (revue allemande) ; [JO du 21 avril 1979, p. 3385]
- Snob Magazin ; (revue allemande) ; [JO du 21 avril 1979, p. 3385]
- Splits ; (revue allemande) ; [JO du 21 avril 1979, p. 3385]
- Big Tits ; (revue allemande) ; [JO du 21 avril 1979, p. 3385]
- Strip Tease ; (revue allemande) ; [JO du 21 avril 1979, p. 3385]
- Superarschloch ; (revue allemande) ; [JO du 21 avril 1979, p. 3385]
- Teenager ; (revue allemande) ; [JO du 21 avril 1979, p. 3385]
- Thema n° 1 ; (revue allemande) ; [JO du 21 avril 1979, p. 3385]
- Titen Lady ; (revue allemande) ; [JO du 21 avril 1979, p. 3385]
- Transvestiten ; (revue allemande) ; [JO du 21 avril 1979, p. 3385]
- Vagina ; (revue allemande) ; [JO du 21 avril 1979, p. 3385]
- Viola Bizarr Magazin ; (revue allemande) ; [JO du 21 avril 1979, p. 3385]
- Vogelnest ; (revue allemande) ; [JO du 21 avril 1979, p. 3385]
- Vulva ; (revue allemande) ; [JO du 21 avril 1979, p. 3385]
- Wild Love ; (revue allemande) ; [JO du 21 avril 1979, p. 3385]
- Wild Things ; (revue allemande) ; [JO du 21 avril 1979, p. 3385]
- Windel ; (revue allemande) ; [JO du 21 avril 1979, p. 3385]
- Backpackin ; (revue américaine) ; [JO du 21 avril 1979, p. 3385]
- Bald Beavers ; (revue américaine) ; [JO du 21 avril 1979, p. 3385]
- Black and White Pussies ; (revue américaine) ; [JO du 21 avril 1979, p. 3385]
- Bondage Life ; (revue américaine) ; [JO du 21 avril 1979, p. 3385]
- Captive ; (revue américaine) ; [JO du 21 avril 1979, p. 3385]
- Creamin' Babes ; (revue américaine) ; [JO du 21 avril 1979, p. 3385]
- Encounters ; (revue américaine) ; [JO du 21 avril 1979, p. 3385]
- The Falcon File ; (revue américaine) ; [JO du 21 avril 1979, p. 3385]
- German Bondage ; (revue américaine) ; [JO du 21 avril 1979, p. 3385]
- Horny Babes ; (revue américaine) ; [JO du 21 avril 1979, p. 3385]
- Hot Buns ; (revue américaine) ; [JO du 21 avril 1979, p. 3385]
- Jocks ; (revue américaine) ; [JO du 21 avril 1979, p. 3385]
- John Willie ; (revue américaine) ; [JO du 21 avril 1979, p. 3385]
- Knockers and Nipples ; (revue américaine) ; [JO du 21 avril 1979, p. 3385]
- Lust Bound ; (revue américaine) ; [JO du 21 avril 1979, p. 3385]
- Mandigo ; (revue américaine) ; [JO du 21 avril 1979, p. 3385]
- Roped ; (revue américaine) ; [JO du 21 avril 1979, p. 3385]
- Ski Summit ; (revue américaine) ; [JO du 21 avril 1979, p. 3385]
- Spanking Correspondence ; (revue américaine) ; [JO du 21 avril 1979, p. 3385]
- Sting ; (revue américaine) ; [JO du 21 avril 1979, p. 3385]
- Sweet Ass Babes ; (revue américaine) ; [JO du 21 avril 1979, p. 3385]
- Waterworks ; (revue américaine) ; [JO du 21 avril 1979, p. 3385]
- Chiks ; (revue anglaise) ; [JO du 21 avril 1979, p. 3385]
- Fantasy ; (revue anglaise) ; [JO du 21 avril 1979, p. 3385]
- Justice ; (revue anglaise) ; [JO du 21 avril 1979, p. 3385]
- London Life Magazine ; (revue anglaise) ; [JO du 21 avril 1979, p. 3385]
- Paradox ; (revue anglaise) ; [JO du 21 avril 1979, p. 3385]
- Swisch ! ; (revue anglaise) ; [JO du 21 avril 1979, p. 3385]
- Vulcan ; (revue anglaise) ; [JO du 21 avril 1979, p. 3385]
- Angel Girls Internatiorral ; (revue danoise) ; [JO du 21 avril 1979, p. 3385]
- Blue Weekend ; (revue danoise) ; [JO du 21 avril 1979, p. 3385]
- Busty Lesbians ; (revue danoise) ; [JO du 21 avril 1979, p. 3385]
- Danish Hard Core ; (revue danoise) ; [JO du 21 avril 1979, p. 3385]
- Devil's Birthday ; (revue danoise) ; [JO du 21 avril 1979, p. 3385]
- Exotic Lesbians ; (revue danoise) ; [JO du 21 avril 1979, p. 3385]
- Gail ; (revue danoise) ; [JO du 21 avril 1979, p. 3385]
- Horig ; (revue danoise) ; [JO du 21 avril 1979, p. 3385]
- Lesbian Fantasy ; (revue danoise) ; [JO du 21 avril 1979, p. 3385]
- Lesbian Love ; (revue danoise) ; [JO du 21 avril 1979, p. 3385]
- Pussycat ; (revue danoise) ; [JO du 21 avril 1979, p. 3385]
- Senzi ; (revue danoise) ; [JO du 21 avril 1979, p. 3385]
- Sexorama ; (revue danoise) ; [JO du 21 avril 1979, p. 3385]
- Sexual Fantasy ; (revue danoise) ; [JO du 21 avril 1979, p. 3385]
- Twen ; (revue danoise) ; [JO du 21 avril 1979, p. 3385]
- Titi ; (revue italienne) ; [JO du 21 avril 1979, p. 3385]
- The Carpet Layer ; (revue néerlandaise) ; [JO du 21 avril 1979, p. 3385]
- Geil ; (revue néerlandaise) ; [JO du 21 avril 1979, p. 3385]
- Lucy ; (revue néerlandaise) ; [JO du 21 avril 1979, p. 3385]
- Nympho ; (revue néerlandaise) ; [JO du 21 avril 1979, p. 3385]
- Phantasie ; (revue néerlandaise) ; [JO du 21 avril 1979, p. 3385]
- Sexy M ; (revue néerlandaise) ; [JO du 21 avril 1979, p. 3385]
- Extas ; (revue suédoise) ; [JO du 21 avril 1979, p. 3385]
- Pirate ; (revue suédoise) ; [JO du 21 avril 1979, p. 3385]
- Zum Spass ; (revue suédoise) ; [JO du 21 avril 1979, p. 3385]
- Jean Boyer, Les Pires Ennemis de nos peuples ; [JO du 12 mai 1979, p. 3915]
- Signal ; (réédition de la revue allemande publiée de 1940 à 1945) ; [JO du 2 août 1979, p. 6659]
- Black Anal ; (revue allemande) ; [JO du 15 novembre 1979, p. 9253]
- Blue Orgasm ; (revue allemande) ; [JO du 15 novembre 1979, p. 9253]
- Boy Oh ! ; (revue allemande) ; [JO du 15 novembre 1979, p. 9253]
- Bums Geschichten ; (revue allemande) ; [JO du 15 novembre 1979, p. 9253]
- Exciting Dream Girls ; (revue allemande) ; [JO du 15 novembre 1979, p. 9253]
- Fick Parade ; (revue allemande) ; [JO du 15 novembre 1979, p. 9253]
- Fortuna ; (revue allemande) ; [JO du 15 novembre 1979, p. 9253]
- Homoh ! ; (revue allemande) ; [JO du 15 novembre 1979, p. 9253]
- Lesbian Dream Girls ; (revue allemande) ; [JO du 15 novembre 1979, p. 9253]
- Lou ; (revue allemande) ; [JO du 15 novembre 1979, p. 9253]
- Sperma Climax ; (revue allemande) ; [JO du 15 novembre 1979, p. 9253]
- Strapsy ; (revue allemande) ; [JO du 15 novembre 1979, p. 9253]
- Vagina ; (revue allemande) ; [JO du 15 novembre 1979, p. 9253]
- Vogelnest ; (revue allemande) ; [JO du 15 novembre 1979, p. 9253]
- Bondage Buyer's Guide and Almanac ; (revue américaine) ; [JO du 15 novembre 1979, p. 9253]
- Cherry Holes ; (revue américaine) ; [JO du 15 novembre 1979, p. 9253]
- Swinging Babes ; (revue américaine) ; [JO du 15 novembre 1979, p. 9253]
- Boumce ; (revue anglaise) ; [JO du 15 novembre 1979, p. 9253]
- Cover Girls ; (revue danoise) ; [JO du 15 novembre 1979, p. 9253]
- Erotic Desire ; (revue danoise) ; [JO du 15 novembre 1979, p. 9253]
- Kick ; (revue danoise) ; [JO du 15 novembre 1979, p. 9253]
- Lesbian Lays ; (revue danoise) ; [JO du 15 novembre 1979, p. 9253]
- Rodox Special Magazine ; (revue danoise) ; [JO du 15 novembre 1979, p. 9253]
- Senzi ; (revue danoise) ; [JO du 15 novembre 1979, p. 9253]
- Lolita's Adventures ; (revue néerlandaise) ; [JO du 15 novembre 1979, p. 9253]
- Seventeen ; (revue néerlandaise) ; [JO du 15 novembre 1979, p. 9253]
- Blockbusters ; (revue) ; [JO du 15 novembre 1979, p. 9253]
- Swedish Erotica ; (revue) ; [JO du 15 novembre 1979, p. 9253]
- Action Climax ; (revue allemande) ; [JO du 13 janvier 1980, p. 419]
- Apex Color ; (revue allemande) ; [JO du 13 janvier 1980, p. 419]
- Blue Sex ; (revue allemande) ; [JO du 13 janvier 1980, p. 419]
- Exciting Girls ; (revue allemande) ; [JO du 13 janvier 1980, p. 419]
- Hot Fever ; (revue allemande) ; [JO du 13 janvier 1980, p. 419]
- Gella ; (revue allemande) ; [JO du 13 janvier 1980, p. 419]
- Kill ; (revue allemande) ; [JO du 13 janvier 1980, p. 419]
- Monique ; (revue allemande) ; [JO du 13 janvier 1980, p. 419]
- Orgia ; (revue allemande) ; [JO du 13 janvier 1980, p. 419]
- Paradiso ; (revue allemande) ; [JO du 13 janvier 1980, p. 419]
- Pigalle ; (revue allemande) ; [JO du 13 janvier 1980, p. 419]
- Pornoboy ; (revue allemande) ; [JO du 13 janvier 1980, p. 419]
- Pornoptikum ; (revue allemande) ; [JO du 13 janvier 1980, p. 419]
- Pornovision ; (revue allemande) ; [JO du 13 janvier 1980, p. 419]
- Sex-House ; (revue allemande) ; [JO du 13 janvier 1980, p. 419]
- Tinaclub ; (revue allemande) ; [JO du 13 janvier 1980, p. 419]
- Bound Flesh ; (revue américaine) ; [JO du 13 janvier 1980, p. 419]
- Black Lesbian ; (revue danoise) ; [JO du 13 janvier 1980, p. 419]
- Blue ; (revue danoise) ; [JO du 13 janvier 1980, p. 419]
- Bondage King Size ; (revue danoise) ; [JO du 13 janvier 1980, p. 419]
- Brutal Discipline ; (revue danoise) ; [JO du 13 janvier 1980, p. 419]
- Busty Girls ; (revue danoise) ; [JO du 13 janvier 1980, p. 419]
- Fat Gail ; (revue danoise) ; [JO du 13 janvier 1980, p. 419]
- Lesbian Fun ; (revue danoise) ; [JO du 13 janvier 1980, p. 419]
- Lesbian Joy ; (revue danoise) ; [JO du 13 janvier 1980, p. 419]
- Lesbian Lesson ; (revue danoise) ; [JO du 13 janvier 1980, p. 419]
- Lesbian Lovers ; (revue danoise) ; [JO du 13 janvier 1980, p. 419]
- Lesbian Triangle ; (revue danoise) ; [JO du 13 janvier 1980, p. 419]
- Lesbos ; (revue danoise) ; [JO du 13 janvier 1980, p. 419]
- Man-Servant ; (revue danoise) ; [JO du 13 janvier 1980, p. 419]
- Teen-Age Lesbian ; (revue danoise) ; [JO du 13 janvier 1980, p. 419]
- Young Gail ; (revue danoise) ; [JO du 13 janvier 1980, p. 419]
- Ballons ; (revue néerlandaise) ; [JO du 13 janvier 1980, p. 419]
- Erotique ; (revue néerlandaise) ; [JO du 13 janvier 1980, p. 419]
- 16 + ; (revue néerlandaise) ; [JO du 13 janvier 1980, p. 419]
- Spender ; (revue néerlandaise) ; [JO du 13 janvier 1980, p. 419]
- Louise de Narvaez, Degrelle m'a dit... ; [JO du 24 février 1980, p. 2060]
- Blue Magic ; (revue allemande) ; [JO du 12 avril 1980, p. 3512]
- Climax Live ; (revue allemande) ; [JO du 12 avril 1980, p. 3512]
- Ejaculation ; (revue allemande) ; [JO du 12 avril 1980, p. 3512]
- Erotic Fantaisies of Teenagers ; (revue allemande) ; [JO du 12 avril 1980, p. 3512]
- Madame Pompadour ; (revue allemande) ; [JO du 12 avril 1980, p. 3512]
- O Nana ; (revue allemande) ; [JO du 12 avril 1980, p. 3512]
- Sex Power ; (revue allemande) ; [JO du 12 avril 1980, p. 3512]
- Teenies ; (revue allemande) ; [JO du 12 avril 1980, p. 3512]
- Unique ; (revue allemande) ; [JO du 12 avril 1980, p. 3512]
- Big Busty ; (revue néerlandaise) ; [JO du 12 avril 1980, p. 3512]
- John Holmes-Deep Throat ; (revue néerlandaise) ; [JO du 12 avril 1980, p. 3512]
- Kitzel ; (revue néerlandaise) ; [JO du 12 avril 1980, p. 3512]
- Lüstern ; (revue néerlandaise) ; [JO du 12 avril 1980, p. 3512]
- Riviera ; (revue néerlandaise) ; [JO du 12 avril 1980, p. 3512]
- Trio-Sex ; (revue néerlandaise) ; [JO du 12 avril 1980, p. 3512]
- Xotica ; (revue néerlandaise) ; [JO du 12 avril 1980, p. 3512]
- Selecta ; (revue suédoise) ; [JO du 12 avril 1980, p. 3512]
- Lesbian Action ; (revue danoise) ; [JO du 25 mai 1980, p. 4624]
- Lesbian Climax ; (revue danoise) ; [JO du 25 mai 1980, p. 4624]
- Lesbian Desire ; (revue danoise) ; [JO du 25 mai 1980, p. 4624]
- Rape 2 ; (revue danoise) ; [JO du 25 mai 1980, p. 4624]
- Anal Fucking ; (revue danoise) ; [JO du 25 mai 1980, p. 4624]
- Lovers ; (revue danoise) ; [JO du 25 mai 1980, p. 4624]
- Climax ; (revue danoise) ; [JO du 25 mai 1980, p. 4624]
- Ofty ; (revue danoise) ; [JO du 25 mai 1980, p. 4624]
- Pascha ; (revue danoise) ; [JO du 25 mai 1980, p. 4624]
- Saugeiler Ficksex ; (revue danoise) ; [JO du 25 mai 1980, p. 4624]
- Starlight ; (revue danoise) ; [JO du 25 mai 1980, p. 4624]
- Titi ; (revue danoise) ; [JO du 25 mai 1980, p. 4624]
- Diamond Collection ; (revue néerlandaise) ; [JO du 25 mai 1980, p. 4624]
- Lesbos ; (revue néerlandaise) ; [JO du 25 mai 1980, p. 4624]
- Miss Sex-World ; (revue néerlandaise) ; [JO du 25 mai 1980, p. 4624]
- Eroticon ; (revue suédoise) ; [JO du 25 mai 1980, p. 4624]
- Cabaret ; (revue) ; [JO du 25 mai 1980, p. 4624]
- Creme ; (revue) ; [JO du 25 mai 1980, p. 4624]
- Abgespritzt ; (revue allemande) ; [JO du 2 juillet 1980, p. 5732]
- Action-Bois ; (revue allemande) ; [JO du 2 juillet 1980, p. 5732]
- Arschgeil ; (revue allemande) ; [JO du 2 juillet 1980, p. 5732]
- Blue Love ; (revue allemande) ; [JO du 2 juillet 1980, p. 5732]
- Bravo ; (revue allemande) ; [JO du 2 juillet 1980, p. 5732]
- Bums-Extrem ; (revue allemande) ; [JO du 2 juillet 1980, p. 5732]
- Carnival. Diamant Magazin ; (revue allemande) ; [JO du 2 juillet 1980, p. 5732]
- Oicke Euter ; (revue allemande) ; [JO du 2 juillet 1980, p. 5732]
- Die Blonde Ficksau ; (revue allemande) ; [JO du 2 juillet 1980, p. 5732]
- Dralle Arsche ; (revue allemande) ; [JO du 2 juillet 1980, p. 5732]
- Fick-Fotze ; (revue allemande) ; [JO du 2 juillet 1980, p. 5732]
- Flair ; (revue allemande) ; [JO du 2 juillet 1980, p. 5732]
- Fuck ; (revue allemande) ; [JO du 2 juillet 1980, p. 5732]
- Happy Sex Zum Spritzen ; (revue allemande) ; [JO du 2 juillet 1980, p. 5732]
- Homo Private ; (revue allemande) ; [JO du 2 juillet 1980, p. 5732]
- Isabelle ; (revue allemande) ; [JO du 2 juillet 1980, p. 5732]
- King of Porno ; (revue allemande) ; [JO du 2 juillet 1980, p. 5732]
- Meeting ; (revue allemande) ; [JO du 2 juillet 1980, p. 5732]
- Popos ; (revue allemande) ; [JO du 2 juillet 1980, p. 5732]
- Rasurgirl ; (revue allemande) ; [JO du 2 juillet 1980, p. 5732]
- Rendezvous ; (revue allemande) ; [JO du 2 juillet 1980, p. 5732]
- Rubber Love ; (revue allemande) ; [JO du 2 juillet 1980, p. 5732]
- Sex-Appeal ; (revue allemande) ; [JO du 2 juillet 1980, p. 5732]
- Storyville ; (revue allemande) ; [JO du 2 juillet 1980, p. 5732]
- Strully's ; (revue allemande) ; [JO du 2 juillet 1980, p. 5732]
- Teenager ; (revue allemande) ; [JO du 2 juillet 1980, p. 5732]
- Vollgefickt ; (revue allemande) ; [JO du 2 juillet 1980, p. 5732]
- Weiber Wichsen ; (revue allemande) ; [JO du 2 juillet 1980, p. 5732]
- Wichsgirl ; (revue allemande) ; [JO du 2 juillet 1980, p. 5732]
- Climax Cavalcade ; (revue danoise) ; [JO du 2 juillet 1980, p. 5732]
- Week-end Sex ; (revue danoise) ; [JO du 2 juillet 1980, p. 5732]
- Oke ; (revue néerlandaise) ; [JO du 2 juillet 1980, p. 5732]
- Riviera Series ; (revue néerlandaise) ; [JO du 2 juillet 1980, p. 5732]
- Young Heat ; (revue néerlandaise) ; [JO du 2 juillet 1980, p. 5732]
- Swedish Teenagers Girls ; (revue suédoise) ; [JO du 2 juillet 1980, p. 5732]
- Tanga ; (revue suédoise) ; [JO du 2 juillet 1980, p. 5732]
- Emmanuelle ; (revue) ; [JO du 2 juillet 1980, p. 5732]
- Hokon ; (revue) ; [JO du 2 juillet 1980, p. 5732]
- Homo Eroticon ; (revue) ; [JO du 2 juillet 1980, p. 5732]
- International Man ; (revue) ; [JO du 2 juillet 1980, p. 5732]
- Kamera ; (revue) ; [JO du 2 juillet 1980, p. 5732]
- Teenangels ; (revue) ; [JO du 2 juillet 1980, p. 5732]
- Teeny Lesben ; (revue) ; [JO du 2 juillet 1980, p. 5732]
- Temptations ; (revue) ; [JO du 2 juillet 1980, p. 5732]
- Herbert Walther,  Hitler ; [JO du 4 janvier 1981, p. 100]
- T. M. Charlier et J. de Launay, Hitler et Eva Braun ; [JO du 20 mars 1981, p. 2893]

#### Sous la Cinquième République (présidence deFrançois Mitterrand)

##### parGaston Defferre(gouvernement Pierre Mauroy - 1981-1984)
- Le Flambeau européen ; (publiée par la National Socialist League et par N. S. D. A. P.-A. O.) ; [JO du 1er décembre 1982, p. 10668]
- Les Mémoires du curé du maquis de Glières Abry, 1949, Atra, 1979, par l'abbé Jean Truffy en 1982.

##### parCharles Pasqua(Gouvernement Jacques Chirac - 1986-1988)
- Young girls in bondage ; (publication allemande) ; [JO du 24 avril 1986, p. 5717]
- Bound ; (publication américaine) ; [JO du 24 avril 1986, p. 5717]
- Bound bitches ; (publication américaine) ; [JO du 24 avril 1986, p. 5717]
- Housewife bondage ; (publication américaine) ; [JO du 24 avril 1986, p. 5717]
- Mothers ; (publication américaine) ; [JO du 24 avril 1986, p. 5717]
- Young bondage ; (publication américaine) ; [JO du 24 avril 1986, p. 5717]
- Lady Domina ; (publication allemande) ; [JO du 14 oct. 1986, p. 12371]
- Bizarre Dominas ; (publication allemande) ; [JO du 14 oct. 1986, p. 12371]
- Ladyfuck ; (publication allemande) ; [JO du 14 oct. 1986, p. 12371]
- Madame X ; (publication allemande) ; [JO du 14 oct. 1986, p. 12371]
- Foxy Lady ; (publication allemande) ; [JO du 14 oct. 1986, p. 12371]
- Dushca Lady Fuck ; (publication allemande) ; [JO du 14 oct. 1986, p. 12371]
- Bondage master ; (publication américaine) ; [JO du 5 novembre 1986, p. 13304]
- Prisoners of passion ; (publication américaine) ; [JO du 5 novembre 1986, p. 13304]
- Best of bondage ; (publication américaine) ; [JO du 5 novembre 1986, p. 13304]
- Teenagers in bondages ; (publication américaine) ; [JO du 5 novembre 1986, p. 13304]
- Rope master ; (publication américaine) ; [JO du 5 novembre 1986, p. 13304]
- Crime and punishment ; (publication américaine) ; [JO du 5 novembre 1986, p. 13304]
- Task master ; (publication américaine) ; [JO du 5 novembre 1986, p. 13304]
- Das beste aus Sex O'M ; (publication allemande) ; [JO du 25 novembre 1986, p. 14193]
- Fist fucking ; (publication allemande) ; [JO du 25 novembre 1986, p. 14193]
- International Sex O'M ; (publication allemande) ; [JO du 25 novembre 1986, p. 14193]
- Sex O'M anal ; (publication allemande) ; [JO du 25 novembre 1986, p. 14193]
- Schwanger ; (publication allemande) ; [JO du 25 novembre 1986, p. 14193]
- Private in Copenhagen ; (publication danoise) ; [JO du 19 décembre 1986, p. 15214]
- Pleasure in Copenhagen ; (publication danoise) ; [JO du 19 décembre 1986, p. 15214]
- Venus ; (publication danoise) ; [JO du 19 décembre 1986, p. 15214]
- Porno Climax of Scandinavia ; (publication danoise) ; [JO du 19 décembre 1986, p. 15214]
- El Badil ; (revue) ; [JO du 31 décembre 1986, p. 16011]
- L'Alternative démocratique ; (considérée comme une reprise de la revue : El Badil) ; [JO du 22 mars 1987, p. 3269]
- Kussai Saleh El Darwich, Yamout Fi Tounis ; [JO du 23 mai 1987, p. 5662]
- Le Changement ; (considérée comme une reprise des revues : El Badil, L'Alternative démocratique) ; [JO du 16 juillet 1987, p. 7930][24]
- El Tejdid ; (considérée comme une reprise des revues : El Badil, L'Alternative démocratique, Le Changement) ; [JO du 22 juillet 1987, p. 8173]
- Savitri Devi, Souvenirs et réflexions d'une Aryenne ; [JO du 7 novembre 1987, p. 13009]
- Front commun ; (organe central d'informations et d'analyse du mouvement patriotique du Congo-Brazzaville) ; [JO du 12 décembre 1987, p. 14454][25]
- Novembre ; (considérée comme une reprise des revues : El Badil, L'Alternative démocratique, Le Changement, El Tejdid) ; [JO du 5 décembre 1987, p. 14178]
- Demain l'Algérie ; (considérée comme une reprise des revues : El Badil, L'Alternative démocratique, Le Changement, El Tejdid, 'Novembre) ; [JO du 25 mars 1988, p. 3984]
- Al Miqlaa ; (considérée comme une reprise des revues : El Badil, L'Alternative démocratique, Le Changement, El Tejdid, Novembre, Demain l'Algérie) ; [JO du 24 avr. 1988, p. 5471]
- association Ekin, Euskadi en guerre ; (dans les versions : anglaise, basque, espagnole, française) ; [JO du 30 avr. 1988, p. 5921]

expressément autorisé le 9 juillet 1997 par le Conseil d'État (voir plus haut)

##### parPierre Joxe(Gouvernement Michel Rocard - 1988-1991)
- El Badil démocratique ; (considérée comme une reprise des revues : El Badil, L'Alternative démocratique, Le Changement, El Tejdid, Novembre, Demain l'Algérie, Al Miqlaa) ; [JO du 30 juil. 1988, p. 9794][26]
- Transexual Climax ; (revue allemande) ; [JO du 22 jan. 1989, p. 967]
- S/M Bizar ; (revue américaine) ; [JO du 13 avr. 1989, p. 4677]
- Intim Schmuck Piercing ; (revue américaine) ; [JO du 11 mai 1989, p. 5942]
- Gay World 13-18 ; (revue américaine) ; [JO du 11 mai 1989, p. 5942]
- Dildo Time ; (revue américaine) ; [JO du 11 mai 1989, p. 5942]
- Fist Fucking ; (revue américaine) ; [JO du 11 mai 1989, p. 5942]
- Crisc-Oh ; (revue américaine) ; [JO du 11 oct. 1989, p. 12714]
- Show-Boy ; (revue danoise) ; [JO du 11 oct. 1989, p. 12714]
- Supergay ; (revue danoise) ; [JO du 11 oct. 1989, p. 12714]
- Leather Teens ; (revue danoise) ; [JO du 11 oct. 1989, p. 12714]
- Best of Wonder Boy ; (revue) ; [JO du 11 oct. 1989, p. 12714]
- Politique raciale ; [JO du 24 mai 1990, p. 6211][27]
- L'honneur s'appelle fidélité ; [JO du 24 mai 1990, p. 6211][27]
- Le Reichsführer SS Heinrich Himmler – L'Échelon de protection – Organisation de combat anti-bolchevique ; [JO du 24 mai 1990, p. 6211][27]
- La SS, organisation de combat anti-bolchevique ; [JO du 24 mai 1990, p. 6211][27]
- Les Protocoles des Sages de Sion ; [JO du 26 mai 1990, p. 6253][28]
- Alfred Rosenberg, L'Heure décisive de la lutte entre l'Europe et le bolchévisme ; [JO du 19 juin 1990, p. 7125][29]
- The Asian Connexion ; (publication américaine) ; [JO du 11 août 1990, p. 9818][30]
- Now Darling ; (publication américaine) ; [JO du 11 août 1990, p. 9818][30]
- Clinic For Behavior Modification ; (publication américaine) ; [JO du 11 août 1990, p. 9818][30]
- Simone Devon's Favorite Bondage Models ; (publication américaine) ; [JO du 11 août 1990, p. 9818][30]
- New Uniform Girls ; (publication anglaise) ; [JO du 11 août 1990, p. 9818][30]
- Otto Weidinger, Tulle et Oradour, tragédie franco-allemande ; [JO du 16 jan. 1991, p. 790][30]
- Kol al Arab ; [JO du 26 jan. 1991, p. 1363][31]
- Al Arab ; [JO du 26 jan. 1991, p. 1363][31] ; (autorisé le 24 oct. 1997 [JO du 29 oct., p. 15689] [32])
- Ad Dastour ; [JO du 26 jan. 1991, p. 1363][31]

##### parPaul Quilès(gouvernement Pierre Bérégovoy - 1992-1993)
- New Animal Orgy ; (revue danoise) ; [JO du 18 nov. 1992, p. 15827][33]
- Edwige Thibaut, L'Ordre SS. Éthique et idéologie ; [JO du 4 déc. 1992, p. 16614] (mais pas la réédition parue à la SERP)[34]
- Andy Alle Jungen Dieser Welt ; [JO du 30 déc. 1992, p. 17925][35]
- Boy Art Magazine ; [JO du 30 déc. 1992, p. 17925][35]
- Extrait des annales de la brigade SS Wallonie ; [JO du 31 jan. 1993, p. 1696][36]
- Bernard Molinier, Ce qui s'est vraiment passé à Oradour-sur-Glane ; [JO du 31 jan. 1993, p. 1696][37]
- Cedade ; (revue espagnole) ; [JO du 13 fév. 1993, p. 2403][38]
- L'Uomo libero ; (revue italienne) ; [JO du 14 fév. 1993, p. 2464][39]
- Al Taqrir  ; [JO du 4 mars 1993, p. 3381] [40]
- L'Empire invisible ; (revue belge) ; [JO du 4 mars 1993, p. 3381][41]

##### parCharles Pasqua(gouvernement Édouard Balladur - 1993-1995)
- Croix de feu ; (considérée comme une reprise de L'Empire invisible) ; [JO du 13 mai 1993, p. 7312][42]
- Le Critère ; (édité par la Fraternité algérienne en France) ; [JO du 4 juin 1993, p. 8113][43]
- Résistance ; (Fraternité algérienne de France) ; [JO du 27 juin 1993, p. 9137][44]
- L'Étendard ; (Fraternité algérienne de France) ; [JO du 6 août 1993, p. 11054][45]
- Al Tabsira ; (FIS, Londres) ; [JO du 29 oct. 1993, p. 14981][46]
- Al Forqane ; (Comité international de soutien au Jihad en Algérie) ; [JO du 10 novembre 1993, p. 15577] [47]
- Al Mounquid ; (FIS) ; [JO du 10 novembre 1993, p. 15577][47]
- Al Moutawasset ; [JO du 4 janvier 1994, p. 138][48]
- Ahmed Deedat :
  - Comment Salman Rushdie a leurré l'Occident ; [JO du 5 juin 1994, p. 8135][49]
  - Crucifixion ou Cruci-fiction ; [JO du 5 juin 1994, p. 8135][50]
  - La Bible est-elle la parole de Dieu ? ; [JO du 5 juin 1994, p. 8135][51]
  - Mohamed ou le successeur naturel du Christ ; [JO du 5 juin 1994, p. 8135][52]
  - Le Christ dans l'Islam ; [JO du 5 juin 1994, p. 8135][53]
  - Quel est son nom ou Allah dans le judaïsme, le christianisme et l'islam ; [JO du 5 juin 1994, p. 8135][54]
  - Qui bougea la pierre ; [JO du 5 juin 1994, p. 8135][55]
  - Le Problème de la crucifixion du Christ, entre la vérité et le mensonge ; [JO du 5 juin 1994, p. 8135][56]
  - Est-ce que le Christ est Dieu ; [JO du 5 juin 1994, p. 8135][57]
  - Dialogue avec un missionnaire ; [JO du 5 juin 1994, p. 8135][58]
  - Israël et les Arabes, conflit ou réconciliation  ; [JO du 5 juin 1994, p. 8135][59]
  - Ahmed Deedat entre Évangile et Coran ; [JO du 5 juin 1994, p. 8135][60]
  - Dieu dans la doctrine chrétienne ; [JO du 5 juin 1994, p. 8135][61]
  - Mahomet, modèle suprême ; [JO du 5 juin 1994, p. 8135][62]
  - Le Musulman en prière ; [JO du 5 juin 1994, p. 8135][63]
  - Le Coran, Miracle des miracles ; [JO du 5 juin 1994, p. 8135][64]
  - Deedat affronte le pasteur de l'Église de Suède ; [JO du 5 juin 1994, p. 8135][65]
- Al Ansar ; (publié par Les Partisans du djihad en Algérie et ailleurs) ; [JO du 9 août 1994, p. 11595][66]
- Al Ribat ; [JO du 9 août 1994, p. 11595][67]
- El Djihad ; [JO du 9 août 1994, p. 11595][68]
- Al Fath Al Moubine ; [JO du 9 août 1994, p. 11595][69]
- Front islamique du salut, Armée islamique du salut ; [JO du 9 août 1994, p. 11595][70]
- Jürgen Graf, L'Holocauste au scanner ; [JO du 27 décembre 1994, p. 18426][71]
- Youssef al-Qaradâwî, Le Licite et l'Illicite en Islam ; [JO du 28 avril 1995, p. 6577][72] ; (autorisé le 9 mai 1995 [JO du 16 mai, p. 8217]

#### Sous la Cinquième République (présidence deJacques Chirac)

##### parJean-Louis Debré(gouvernement Alain Juppé - 1995-1997)
- Devrimci Sol ; (publication en langue turque) ; [JO du 11 avril 1996, p. 5583][73]
- Strictly Spanking ; (revue américaine) ; [JO du 31 oct. 1996, p. 15935][74]
- Love Bondage Gallery ; (revue américaine) ; [JO du 31 oct. 1996, p. 15935][75]
- Bondage Photographer ; (revue américaine) ; [JO du 31 oct. 1996, p. 15935][75]
- Males in Love Bondage ; (revue américaine) ; [JO du 31 oct. 1996, p. 15935][75]
- Captive in Sumanka ; (revue américaine) ; [JO du 31 oct. 1996, p. 15935][75]
- Siyah Bayrak ; (publication en langue turque) ; [JO du 31 oct. 1996, p. 15935][76]
- Erosphère ; (revue canadienne) ; [JO du 19 février 1997, p. 2747][77]
- Germar Rudolf, Rapport d'expertise sur la formation et le contrôle de la présence de composés cyanurés dans les « chambres à gaz » d'Auschwitz ; [JO du 11 avril 1997, p. 5517][78]

##### parJean-Pierre Chevènement(gouvernement Lionel Jospin - 1997-2002)
- Vincent Reynouard, Le Massacre d'Oradour, un demi-siècle de mise en scène ; [JO du 7 septembre 1997, p. 13095][79], expressément autorisé le 22 janvier 2002 par la Cour administrative d'appel de Paris (voir plus haut)

##### parJean-Jack Queyranne(gouvernement Lionel Jospin - 1997-2002)
- Isci Koylu Kurtuluse ; (publication en langue turque) ; [JO du 20 septembre 1998, p. 14361][80]

##### parJean-Pierre Chevènement(gouvernement Lionel Jospin - 1997-2002)
- Moujahed ; (publication en langue persane) ; [JO du 17 février 1999, p. 2491][81]
- William Luther Pierce, Les Carnets de Turner ; [JO du 29 oct. 1999, p. 16241][82]
- Nouvelle Vision, bulletin confidentiel d'informations révisionnistes ; [JO du 16 janvier 2000, p. 811][83]
- Vincent Reynouard, Les Camps de concentration allemands 1941-1945, mythes propagés, réalités occultées, [JO du 2 avril 2000, p. 5105][84]

### Livres condamnés en France par la justice
- Hitler = SS de Jean-Marie Gourio et Philippe Vuillemin
- Henri Alleg, La Question (Minuit, 1958)
- Frantz Fanon, Les Damnés de la Terre (Maspero, 1961)
- Denis Langlois, Les Dossiers noirs de la police française (Le Seuil, 1971)
- Claude Guillon et Yves le Bonniec, Suicide, mode d'emploi (1982) (L'éditeur Alain Moreau a été condamné en 1995 pour avoir violé la loi de 1987  réprimant la « provocation au suicide », en rééditant l'ouvrage.)
- Christian Laborde, L'Os de Dionysos, éd. Eché, 1987 (1re éd.) ; éd. Régine Deforges, 1989  (ISBN 2-905538-43-0) (Interdit par le jugement du 12 mars 1987 du tribunal de grande instance de Tarbes, puis arrêt du 30 avril 1987 de la cour d’appel de Pau. Le jugement de Tarbes cassé par la Cour de cassation, le livre est réédité en 1989.)
- Israël Shamir, L'Autre Visage d'Israël (Al Qalam, 2004)
- Roger Garaudy, Les Mythes fondateurs de la politique israélienne (La Vieille Taupe, 1995)
- Paul Aussaresses (général), Services spéciaux Algérie 1955-1957 publié en mai 2001 chez Plon.
  - Sanctionné en juin 2001 par le tribunal correctionnel de Paris pour apologie de crimes de guerre. En janvier 2009, la Cour européenne condamne la France pour entrave à la liberté d'expression[85].
- Jean-Loup Izambert, Crédit agricole, Hors la loi. Lors de la sortie du livre, 15 jours avant l’entrée en Bourse du Crédit agricole, l'ouvrage a été interdit en référé alors que, selon l'auteur, personne ne l’avait lu, ni les juges, ni les membres du CA qui ont demandé son interdiction[86].
- Charles Denu, Secrets de justice, Association Alpes Infos, (publié le 1er décembre 2005),  (ISBN 978-2952545907)[87].
- Les Jalons, Le Monde d’Anne-Sophie, publié aux éditions Michel Lafon, parodie du best-seller Le Monde de Sophie, interdit par l’ordonnance de référé rendue le 27 juin 1997, pour la couverture du livre, « de nature à induire en erreur le lecteur d'attention moyenne ».
- Le Monde contre soi : anthologie des propos contre les Juifs, le judaïsme et le sionisme de Paul-Éric Blanrue[88]
- Le Front National des villes et le Front National des champs d'Octave Nitkowski, éditions Jacob-Duvernet, 2013. Retiré de la vente, astreinte de supprimer des passages portant atteinte à la vie privée de personnalités du Front national, référé du 12 décembre 2013[89].

### Liste des publications interdites de vente aux mineurs, de publicité et d'exposition

#### 2009
- Intense ; (revue) [JO du 5 juin 2009, p. 9235][90]
- Hyper Girls ; (revue) [JO du 5 juin 2009, p. 9235][91]
- Mag 2 ; (revue) [JO du 5 juin 2009, p. 9235][92]
- Hot Plus ; (revue) [JO du 5 juin 2009, p. 9235][93]
- Top Vision ; (revue) [JO du 5 juin 2009, p. 9235][94]
- Xstyle ; (revue) [JO du 5 juin 2009, p. 9235][95]
- JTC Magazine ; (revue) [JO du 10 juin 2009, p. 9389][96]
- Chobix ; (revue) [JO du 10 juin 2009, p. 9389][97]
- Mystery SM ; (revue) [JO du 15 août 2009, p. 13565][95]
- La Voisine d'en face ; (revue) [JO du 18 août 2009, p. 13587][98]
- Swing magazine ; (revue) [JO du 18 août 2009, p. 13587][99]
- Le Bottin coquin ; (revue) [JO du 4 novembre 2009, p. 19060][100]
- Trop indécent ; (revue) [JO du 4 novembre 2009, p. 19060][101]
- Club Exhib ; (revue) [JO du 5 novembre 2009, p. 19117][102]
- Club Est ; (revue) [JO du 5 novembre 2009, p. 19117][103]
- Club Nord et Belgique ; (revue) [JO du 5 novembre 2009, p. 19117][104]
- Club Ouest et Centre ; (revue) [JO du 5 novembre 2009, p. 19117][105]
- Club Sud ; (revue) [JO du 5 novembre 2009, p. 19117][106]
- Club Sud-Ouest ; (revue) [JO du 5 novembre 2009, p. 19117][107]
- La Tribune du plaisir ; (revue) [JO du 5 novembre 2009, p. 19117][108]
- Indécent ; (revue) [JO du 5 novembre 2009, p. 19117][109]
- Club Rhône-Alpes ; (revue) [JO du 5 novembre 2009, p. 19117][110]

#### 2010
- Annonces Intimes ; (revue) ; [JO du 19 mars 2010, p. 5638][111]
- Allô Femmes ; (revue) ; [JO du 19 mars 2010, p. 5638][112]
- Busty ; (revue) ; [JO du 19 mars 2010, p. 5508][113]
- Offertes ; (revue) [JO du 20 mars 2010, p. 5638][114]
- SM Annonces Rencontres ; (revue) [JO du 20 mars 2010, p. 5638][115]
- Réseau Trans ; (revue) [JO du 20 mars 2010, p. 5638][116]
- Annonces privées ; (revue) [JO du 20 mars 2010, p. 5638][117]
- Guide Mykonos ; (revue) [JO du 20 mars 2010, p. 5638][118]
- Guide Escorte ; (revue) [JO du 20 mars 2010, p. 5638][119]
- Marc Dorcel Magazine ; (revue) ; [JO du 18 mai 2010, p. 9159][120]
- Honcho et All Man ; (revue) ; [JO du 18 mai 2010, p. 9159][121]
- QX ; (revue) ; [JO du 19 mai 2010, p. 9219][122]
- RDV mecs ; (revue) ; [JO du 30 juillet 2010, p. 14112][123]

#### 2019
- Muhammad Ibn'Adi-I-Wahhâb, Apprendre le Tawhid aux enfants [JO du 23 août 2019][124]

#### 2023
- Manu Causse, Bien trop petit, [JO du 18 juillet 2023][125]